# Gregor Schlierenzauer
Gregor Schlierenzauer (ur. 7 stycznia 1990 w Rumie) – austriacki skoczek narciarski, reprezentant SV Innsbruck Bergisel. Czterokrotny medalista olimpijski: dwukrotny brązowy w konkursach indywidualnych (2010), a także złoty (2010) i srebrny (2014) w drużynie. Dwunastokrotny medalista mistrzostw świata, w tym indywidualny mistrz świata z konkursu na dużej skoczni w Oslo w 2011 i trzykrotny wicemistrz świata z Liberca (2009), Val di Fiemme (2013) i Falun (2015). Pięciokrotny medalista mistrzostw świata w lotach narciarskich, w tym indywidualnie złoty z Oberstdorfu (2008) i srebrny z Planicy (2010). Indywidualny i drużynowy mistrz świata juniorów z 2006. Dwukrotny zdobywca Pucharu Świata w skokach narciarskich (w sezonach 2008/2009 oraz 2012/2013). Zwycięzca 60. i 61. Turnieju Czterech Skoczni, dwóch edycji Turnieju Nordyckiego (2008 i 2009) oraz Letniego Grand Prix 2008. W 2013 został odznaczony medalem Holmenkollen.
W trakcie kariery poprawił wiele rekordów w PŚ. W sezonie 2008/2009 pobił rekord Janne Ahonena w liczbie zwycięstw w jednym sezonie, wygrywając trzynaście konkursów. Ustanowił też rekord w liczbie miejsc na podium (20) i został pierwszym w historii skoczkiem narciarskim, który w jednym sezonie zdobył ponad 2000 punktów (2083). Rekordy te przetrwały do sezonu 2015/2016, gdy poprawił je Peter Prevc. Od 3 lutego 2013 Schlierenzauer jest rekordzistą w liczbie zwycięstw w konkursach PŚ mężczyzn, gdy poprawił wynik należący od lat 80. XX wieku do Mattiego Nykänena (46). Łącznie w karierze wygrał 53 konkursy PŚ.
Jego rekord życiowy w długości skoku wynosi 243,5 m i został ustanowiony 12 lutego 2011 podczas pierwszej serii konkursu indywidualnego w lotach narciarskich w Vikersund. 22 marca 2018 w Planicy skoczył 253,5 m, jednakże podparł ten skok i nie został uznany przez Międzynarodową Federację Narciarską jako rekord życiowy.
7 stycznia 2016 po zakończeniu startów w Turnieju Czterech Skoczni Schlierenzauer ogłosił zawieszenie kariery na czas nieokreślony. Do rywalizacji powrócił 13 stycznia 2017, zdobywając 19. miejsce w kwalifikacjach do konkursu w Wiśle. 21 września 2021 poinformował o zakończeniu kariery sportowej.

## Życie prywatne
Jest synem Angeliki i Paula Schlierenzauerów. Ma starszą siostrę Glorię i młodszego brata Lucasa. Od urodzenia niedosłyszy na lewe ucho.
Schlierenzauer jest absolwentem gimnazjum narciarskiego w Stams (niem. Schigymnasium in Stams), które ukończyli między innymi: Andreas Goldberger, Andreas Kofler, Martin Koch i Wolfgang Loitzl.

## Przebieg kariery
Pierwszy skok w karierze Schlierenzauer oddał w 1999 roku w Fulpmes. W reprezentacji Austrii występuje od 2004 roku.

### 2005/2006

#### Mistrzostwa świata juniorów – 1. miejsce
W 2006 wziął udział w mistrzostwach świata juniorów w Kranju. 2 lutego 2006 zdobył złoty medal w konkursie indywidualnym. Dwa dni później zdobył drugi tytuł mistrzowski wraz z reprezentacją. Oprócz niego w drużynie byli: Arthur Pauli, Thomas Thurnbichler i Mario Innauer.

#### Puchar Świata – 73. miejsce
W Pucharze Świata zadebiutował 12 marca 2006 podczas zawodów na skoczni Holmenkollen w Oslo. Zajął w tym konkursie 24. miejsce. Zdobyte w ten sposób 7 punktów pozwoliły na zajęcie 73. pozycji w klasyfikacji generalnej sezonu.

##### Turniej Nordycki – 50. miejsce
Konkurs w Oslo był zarazem konkursem zaliczanym do Turnieju Nordyckiego. Ponieważ był to jedyny start Schlierenzauera w tym turnieju, został sklasyfikowany na 50. miejscu.

#### Puchar Kontynentalny – 124. miejsce
W zawodach zaliczanych do Pucharu Kontynentalnego wystąpił dwukrotnie. Podczas zawodów w Planicy (7–8 stycznia 2006) zajął kolejno 28. i 32. lokatę.

#### Puchar FIS – 3. miejsce
Wystąpił w czterech konkursach zaliczanych do Pucharu FIS. 1 stycznia 2006 na skoczni w Seefeld zajął drugą pozycję, przegrywając tylko z Mario Innauerem. 1 marca 2006 uplasował się ponownie na drugim miejscu, tym razem w Zaō. Dzień później był szósty. 4 marca 2006 wygrał zawody w Sapporo.

### 2006/2007

#### Mistrzostwa świata – 8. i 10. miejsce
Mistrzostwa świata w Sapporo były pierwszymi seniorskimi mistrzostwami w karierze Gregora Schlierenzauera. Po dobrej pierwszej części sezonu, Austriak był wymieniany w gronie faworytów konkursów na Okurayamie i Miyanomori. 24 lutego 2007 zajął 10. miejsce w konkursie na dużej skoczni. Tydzień później na normalnym obiekcie był ósmy. W konkursie drużynowym zdobył wraz z Thomasem Morgensternem, Wolfgangem Loitzlem i Andreasem Koflerem tytuł mistrza świata.

#### Puchar Świata – 4. miejsce
Sezon 2006/2007 był pierwszym w karierze Gregora Schlierenzauera, spędzonym głównie na zawodach Pucharu Świata. Skoczka zabrakło na zawodach w Ruce, inaugurujących sezon. Pojawił się tydzień później podczas zawodów w Lillehammer. 2 grudnia 2006 w pierwszym norweskim konkursie, zajął 4. pozycję. Następnego dnia odniósł swoje pierwsze pucharowe zwycięstwo w karierze. Wyczyn ten powtórzył 16 grudnia 2006 na skoczni w Engelbergu. W drugich zawodach w Szwajcarii uplasował się na 3. miejscu. Po Turnieju Czterech Skoczni (w trakcie którego Schlierenzauer był przez pewien czas liderem Pucharu Świata) Austriaka zabrakło na starcie zawodów na mamuciej skoczni w Vikersund. W Zakopanem, w jednoseryjnym konkursie na Wielkiej Krokwi zajął 9. miejsce. Następne zawody w Oberstdorfie zakończył na 4. i 10. miejscu. W Titisee-Neustadt był 8. i 2., a w Klingenthal wygrał kolejny konkurs. Gorszą lokatę zajął w Willingen – siedemnastą. Po Turnieju Nordyckim Schlierenzauera po raz kolejny zabrakło na lotach narciarskich. Alexander Pointner nie wystawił go do kadry na finałowe konkursy w Planicy.

#### Turniej Czterech Skoczni – 2. miejsce
Swój debiut na Turnieju Czterech Skoczni rozpoczął od zwycięstwa na Schattenbergschanze w Oberstdorfie. W Garmisch-Partenkirchen Austriakowi nie udało się stanąć na podium. Czwarte miejsce w konkursie pozwoliło mu jednak utrzymać prowadzenie w klasyfikacji turnieju. Szansę na jego zwycięstwo stracił na skoczni w Innsbrucku – 4 stycznia 2007 na Bergisel uplasował się na 11. pozycji. W ostatnim konkursie turnieju, 7 stycznia 2007 w Bischofshofen, Schlierenzauer ponownie zwyciężył. W łącznej klasyfikacji turnieju lepszy od niego był tylko reprezentant Norwegii Anders Jacobsen.

#### Turniej Nordycki – 24. miejsce
W zawodach inaugurujących Turniej Nordycki, na skoczni w Lahti nie zakwalifikował się do drugiej serii konkursu Pucharu Świata. 11 marca 2007 na Salpausselkä zajął 38. pozycję. Dwa dni później w Kuopio był dziewiąty. Gorzej wypadły Austriakowi konkursy w Oslo. 17 i 18 marca 2007 zakończył starty w turnieju na 19. i 41. miejscu.

### 2007/2008

#### Mistrzostwa świata w lotach – 1. miejsce
Mistrzostwa świata w lotach organizowane w Oberstdorfie były debiutem Gregora Schlierenzauera na mamuciej skoczni. Po pierwszym dniu zmagań na Skoczni Heinego Klopfera, 22 lutego 2008, zajmował 2. pozycję, przegrywając z Bjørnem Einarem Romørenem. Następnego dnia pokonał Norwega oraz Martina Kocha, zostając mistrzem świata w lotach narciarskich. Był to pierwszy indywidualny medal w imprezie seniorskiej w karierze Schlierenzauera. Dzień później zdobył drugi złoty medal – w konkursie drużynowym, gdzie startował razem z Kochem Thomasem Morgensternem i Andreasem Koflerem.

#### Puchar Świata – 2. miejsce
Sezon PŚ rozpoczął 1 grudnia 2007 od 4. miejsca na skoczni Rukatunturi w Ruce. Tydzień po tych zawodach, zajął 2. i 9. pozycję na skoczni w Trondheim. 13 i 14 grudnia 2007 stawał na podium na skoczni normalnej w Villach, zajmując trzecią i drugą lokatę. Podczas następnych zawodów Pucharu Świata, rozegranych w Engelbergu był czwarty i drugi. Po Turnieju Czterech Skoczni zanotował 18. i 6. pozycję w Predazzo. W zawodach na mamuciej skoczni w Harrachovie Schlierenzauer nie wystartował. W pierwszym konkursie na Wielkiej Krokwi w Zakopanem, 25 stycznia 2008 odniósł swoje drugie pucharowe zwycięstwo w sezonie. Dwa dni później na tej samej skoczni zajął 8. miejsce. Schlierenzauer nie skakał w kolejnych zawodach, które odbyły się w Sapporo. Do rywalizacji powrócił podczas konkursu w Libercu, gdzie zajął dwukrotnie drugie miejsce, przegrywając wpierw z Thomasem Morgensternem, a dzień później z Andersem Jacobsenem. Następny konkurs to 8. pozycja w Willingen. Po zwycięskim dla niego Turnieju Nordyckim, wygrał oba finałowe konkursy w Planicy.

##### Turniej Czterech Skoczni – 12. miejsce
Pierwszy konkurs Turnieju Czterech Skoczni, na skoczni w Oberstdorfie ukończył na 2. miejscu. Później wygrał zawody w Ga-Pa, ustanawiając rekord nowo wybudowanej skoczni Große Olympiaschanze. Uzyskał 141 metrów, poprawiając o dwa metry rezultat Janne Ahonena i został liderem turnieju. Konkurs w Innsbrucku, z powodu zbyt silnie wiejącego wiatru, został odwołany i przeniesiony do Bischofshofen. W serii próbnej przed trzecim konkursem TCS, pobił oficjalny rekord obiektu o dwa metry, lądując na 145 metrze. W zawodach Austriak uplasował się na 5. pozycji i stracił prowadzenie w turnieju. W ostatnim z konkursów nie zakwalifikował się do finałowej serii, zajmując 42. lokatę. Wynik ten sprawił, że spadł w klasyfikacji generalnej turnieju z trzeciej na 12. pozycję.

##### Turniej Nordycki – 1. miejsce
W pierwszych konkursach Turnieju Skandynawskiego, rozegranych 3 i 4 marca 2008 w Kuopio zajął drugą i czwartą pozycję. Trzy dni później na skoczni w Lillehammer odniósł kolejne zwycięstwo w Pucharze Świata, ustanawiając przed konkursem nowy rekord obiektu (143 metry). W ostatnich zawodach turnieju na skoczni w Oslo, odniósł kolejne zwycięstwo. Wygrana ta pozwoliła Schlierenzauerowi wyprzedzić w klasyfikacji Turnieju Nordyckiego liderującego przed ostatnimi zawodami Janne Happonena.

### 2008/2009

#### Mistrzostwa świata – 2. i 4. miejsce
Podczas mistrzostw świata w Libercu startował jako aktualny lider Pucharu Świata. W pierwszym konkursie, na normalnej skoczni, Austriak został wicemistrzem świata, przegrywając tylko z Wolfgangiem Loitzlem. W drugim konkursie, na dużej skoczni, zajmował 4. miejsce po pierwszej serii zawodów. Druga seria została odwołana z powodu niekorzystnych warunków atmosferycznych, w wyniku czego rezultat ten był ostatecznym miejscem Schlierenzauera w konkursie. Austriak stanął tuż za podium, przegrywając z Andreasem Küttelem, Martinem Schmittem i Andersem Jacobsenem.
W konkursie drużynowym wraz z Wolfgangiem Loitzlem, Martinem Kochem i Thomasem Morgensternem zdobył złoty medal.

#### Puchar Świata – 1. miejsce
Sezon Pucharu Świata rozpoczął od trzeciego miejsca w inaugurujących zawodach w Ruce, rozegranych 29 listopada 2008. Tydzień później wygrał pierwszy konkurs w sezonie, na skoczni w Trondheim. Oprócz zwycięstwa i rekordu skoczni (140 m), został również liderem Pucharu Świata. Następnego dnia był trzeci, tracąc żółty plastron lidera na rzecz Simona Ammanna. W kolejnych zawodach, w Pragelato, uplasował się na 2. i 4. pozycji. 20 i 21 grudnia 2008, podczas konkursów w Engelbergu, zajął 3. i 1. lokatę.
Po Turnieju Czterech Skoczni Schlierenzauer triumfował dwukrotnie w Tauplitz, bijąc rekord skoczni – 215,5 metra. W kolejnych zawodach, na skoczni w Zakopanem był trzeci oraz pierwszy. Podczas przedolimpijskich zawodów w Whistler dwukrotnie był najlepszy, a ponadto ustanowił rekord obiektu (149 m) i ponownie został liderem Pucharu Świata. Kolejne zwycięstwo odniósł w Sapporo. Z minimalnymi przewagami zwyciężył jeszcze w Willingen i Klingenthal. Jako czwarty skoczek w historii, po Jannem Ahonenie, Mattim Hautamäkim i Thomasie Morgensternie, Schlierenzauer wygrał sześć konkursów Pucharu Świata z rzędu. 14 lutego 2009 na mamuciej skoczni w Oberstdorfie Schlierenzauer zajął 8. miejsce.
Podczas Turnieju Nordyckiego Schlierenzauer zapewnił sobie Kryształową Kulę za zwycięstwo w końcowej klasyfikacji Pucharu Świata. W kolejnych zawodach, 20 marca 2009 w Planicy wygrał po raz trzynasty w sezonie i zapewnił sobie również małą Kryształową Kulę za loty narciarskie. W kończących sezon zawodach, 22 marca 2009, zajął piątą pozycję.

##### Turniej Czterech Skoczni – 3. miejsce
29 grudnia 2008 w Oberstdorfie w zawodach inaugurujących Turniej Czterech Skoczni 2008/2009, zajął czwartą pozycję. W pierwszej serii konkursu rozgrywanego systemem KO rywalizował z Piotrem Żyłą i został zwycięzcą pary. Podobnie było w drugim konkursie, 1 stycznia 2009 w Garmisch. Trzy dni później na Bergisel Austriak uplasował się na drugim miejscu, a w kończących cykl zawodach w Bischofshofen był czwarty. W klasyfikacji łącznej zdobył 1077,1 punktu i zajął trzecie miejsce.

##### Turniej Nordycki – 1. miejsce
8 marca 2009 w Lahti w przeniesionym na skocznię normalną konkursie zajął pierwsze miejsce i objął prowadzenie w klasyfikacji generalnej turnieju. Dwa dni później na skoczni w Kuopio uplasował się na 10. pozycji i stracił prowadzenie w turnieju na rzecz Simona Ammanna. W kolejnym konkursie w Lillehammer Schlierenzauer ponownie był na podium, stając na najniższym jego stopniu. W kończących cykl zawodach na mamuciej skoczni w Vikersund odniósł kolejne zwycięstwo. Dzięki temu wynikowi triumfował również w końcowej klasyfikacji turnieju.

### 2009/2010

#### Igrzyska olimpijskie – 3. i 3. miejsce

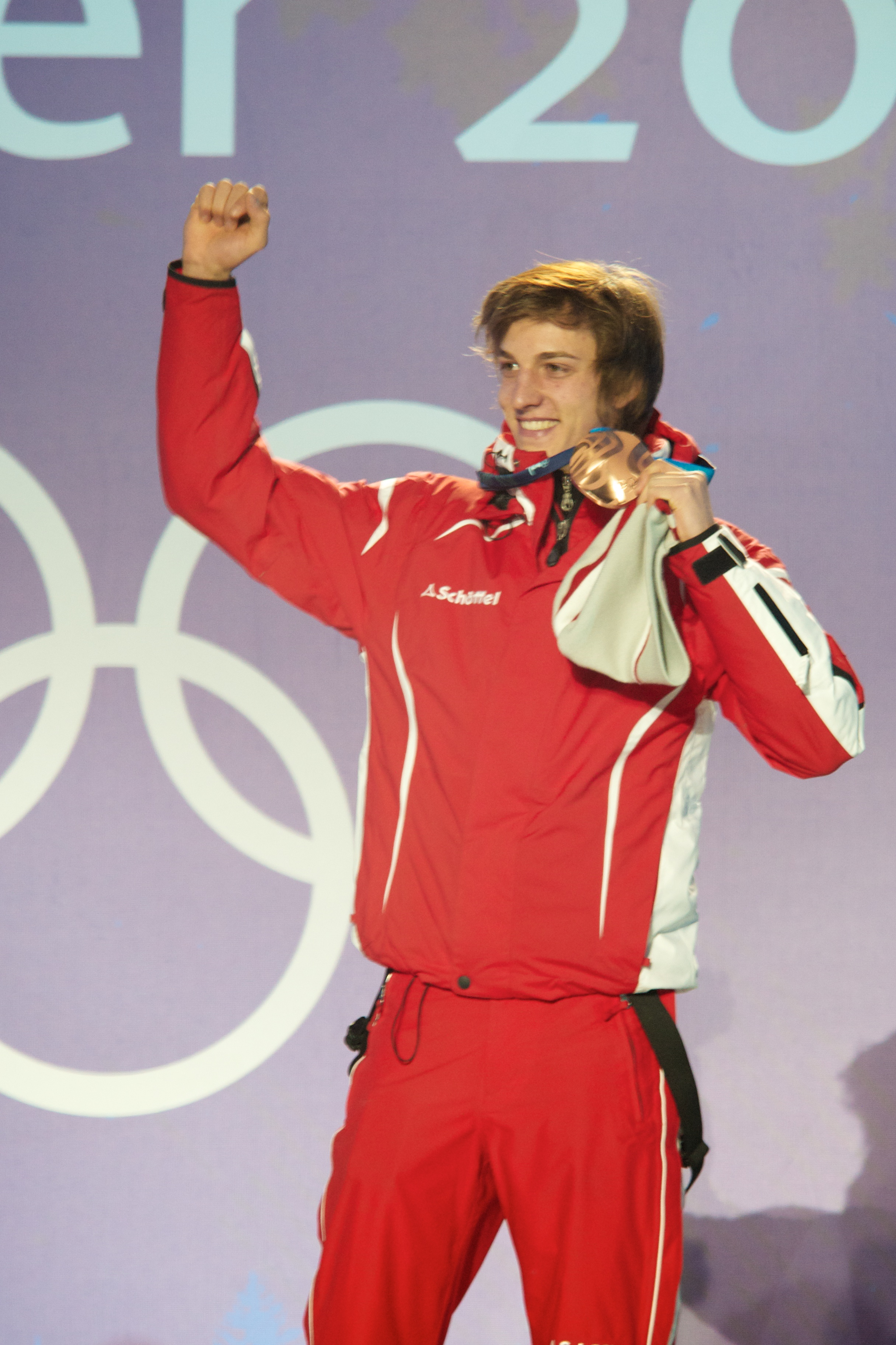
Gregor Schlierenzauer z brązowym medalem igrzysk olimpijskich.

Igrzyska olimpijskie w Vancouver były dla Schlierenzauera debiutem w imprezie tej rangi. Austriak przed igrzyskami był zaliczany do grona faworytów w walce o medale. W pierwszym konkursie na skoczni o punkcie K–95 m w pierwszym skoku uzyskał 101,5 m i zajmował 7. pozycję, tracąc do pozycji medalowej 4,5 pkt. W drugim skoku uzyskał drugą odległość konkursu – 106,5 m, dzięki czemu zdobył brązowy medal. Do złotego medalisty Simona Ammanna stracił 8,5 pkt. Tydzień później odbył się konkurs na skoczni o punkcie K–125 m. Austriak podobnie jak w konkursie na skoczni mniejszej po pierwszej serii zajmował pozycję poza podium. Uzyskał 130,5 m i był piąty. W drugiej serii skoczył na odległość 136 m i udało mu się o 1 pkt wyprzedzić czwartego Andreasa Koflera. Tym razem do złotego medalisty stracił 21,4 pkt. Do dwóch brązowych medali dołożył jeszcze złoto w konkursie drużynowym.

#### Mistrzostwa świata w lotach – 2. miejsce

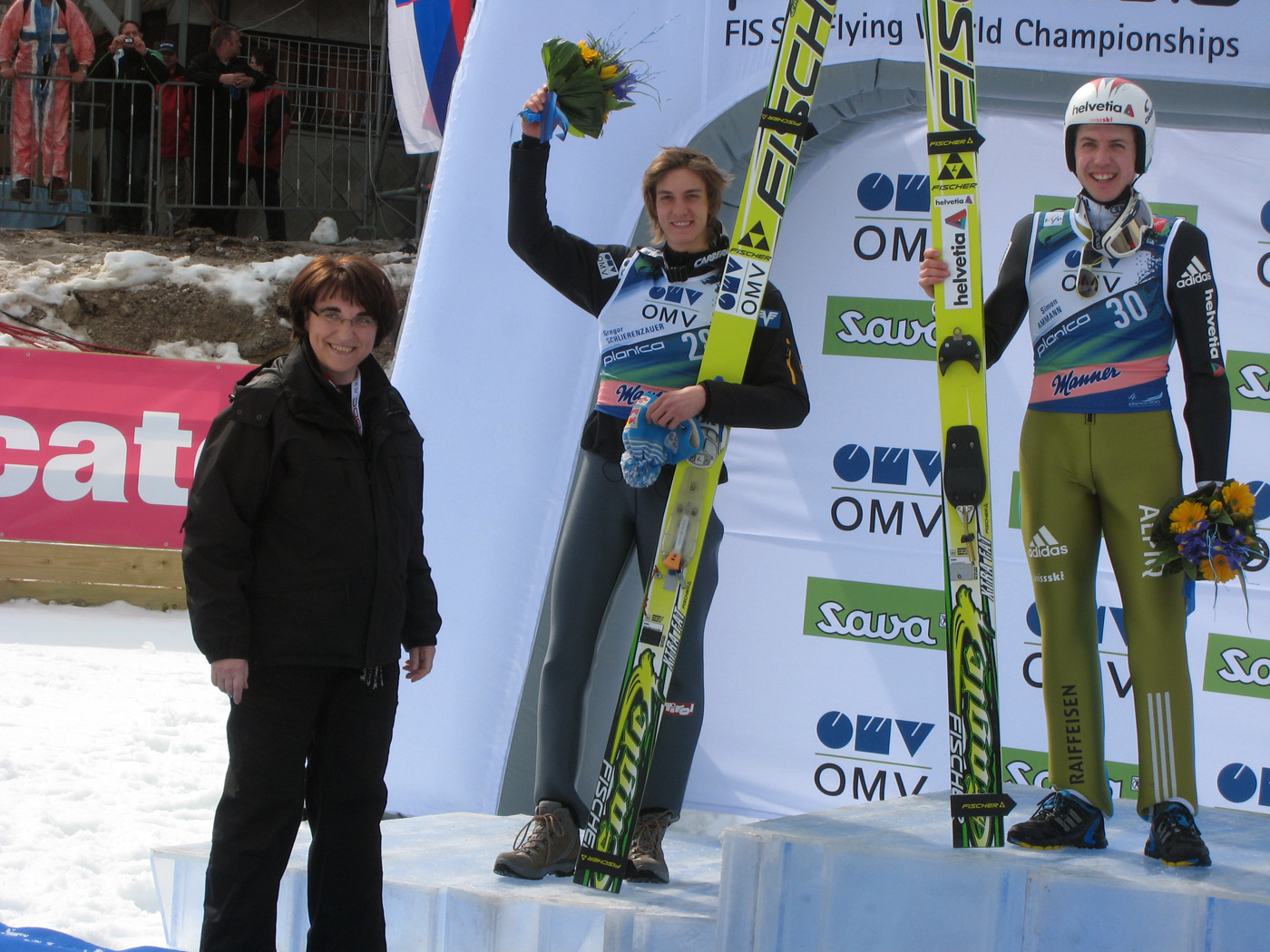
Gregor Schlierenzauer na podium mistrzostw świata w lotach

W Planicy wystartował jako obrońca tytułu sprzed dwóch lat. 19 marca 2010, w pierwszej serii mistrzostw świata w lotach, Austriak uzyskał odległość 209,5 metra, co dało mu 4. miejsce. Do prowadzącego Adama Małysza tracił 6,4 pkt. W drugiej serii skoczył 205 metrów w niekorzystnych warunkach i przesunął się na trzecie miejsce. Po pierwszym dniu do wyprzedzających go Małysza i Ammanna tracił odpowiednio 14,4 i 17,2 pkt. W trzeciej serii uzyskał 222,5 metra, dzięki czemu bardzo zbliżył się do Adama Małysza. Ostatni skok Schlierenzauera to 230,5 metra, który dał mu srebrny medal. Do mistrza świata Simona Ammanna stracił 25,5 pkt. W konkursie drużynowym Austriacy ze Schlierenzauerem w składzie zdobyli złoty medal.

#### Puchar Świata – 2. miejsce
W inaugurującym sezon 2009/2010 konkursie na skoczni Rukatunturi w Ruce po pierwszej serii zajmował 24. pozycję. W drugiej serii udało mu się przesunąć na 19. miejsce. W kolejnym konkursie na skoczni w Lillehammer po pierwszym skoku był na szóstym miejscu, ale druga próba pozwoliła mu odnieść zwycięstwo. Dzień później uzyskał odległość 150,5 m, co byłoby nowym rekordem skoczni, ale skoku nie zdołał ustać. Mimo to konkurs ukończył na 4. miejscu i został nowym liderem Pucharu Świata. W pierwszym z trzech konkursów w Engelbergu zajął drugie miejsce, przegrywając z Simonem Ammannem o 2,2 pkt. W drugim także stoczył walkę ze Szwajcarem, ale tym razem wygrał o 1 pkt. Najgorszy w jego wykonaniu był trzeci jednoseryjny konkurs, gdyż zajął w nim 6. miejsce i stracił prowadzenie w PŚ.
Po Turnieju Czterech Skoczni nadal zajmował drugą pozycję w klasyfikacji generalnej. Nie udało się odrobić strat w pierwszym konkursie na mamuciej skoczni w Tauplitz, gdzie zajął 5. miejsce, a Simon Ammann był drugi. W następnym konkursie odniósł zwycięstwo, bijąc rekord w liczbie wygranych konkursów na skoczniach mamucich. Nie wziął udziału w konkursach w Japonii, przez co jego strata do lidera PŚ wzrosła. W Zakopanem wygrał oba konkursy, dość wyraźnie pokonując rywali. Podczas kolejnego konkursu skoków na mamuciej skoczni w Oberstdorfie zajął 7. miejsce. Kilka dni później zajął trzecie miejsce podczas konkursu w Klingenthal, przegrywając tylko z Simonem Ammannem i Adamem Małyszem. W Willingen wygrał swój 32. konkurs w karierze. Przed igrzyskami tracił do Ammanna 57 pkt.
Ostatecznie przegrał z Ammannem rywalizację o Kryształową Kulę o 281 pkt. Drugie miejsce zajął również w Pucharze Świata w lotach, gdzie przegrał z Robertem Kranjcem. W całym sezonie wygrał osiem konkursów i jedenaście razy stał na podium.

#### Turniej Czterech Skoczni – 4. miejsce
Schlierenzauer podobnie jak w trzech poprzednich sezonach był w gronie faworytów do wygrania Turnieju Czterech Skoczni. Na skoczni w Oberstdorfie oddał skoki na odległość 118 i 123 m. Zajął 9. miejsce i do zwycięzcy konkursu oraz lidera turnieju Andreasa Koflera stracił 36,4 pkt. W Ga–Pa wygrał konkurs po skokach 136,5 i 137,5 m. i zmniejszył stratę do Koflera do 29,6 pkt. Kolejne zwycięstwo odniósł w Innsbrucku, skacząc 130 i 122 m. Ponownie w czołówce był Andreas Kofler i Schlierenzauer przed ostatnim konkursem na skoczni w Bischofshofen tracił do niego 13,6 pkt. W tym konkursie skoczył 128,5 i 134 m, co dało mu 6. miejsce. W klasyfikacji generalnej turnieju zajął 4. miejsce, przegrywając z Koflerem, Ahonenem i Loitzlem. Do zwycięzcy turnieju Andreasa Koflera stracił ostatecznie 16,1 pkt.

#### Turniej Nordycki – 4. miejsce
Turniej Nordycki był ostatnim aktem sezonu 2009/2010. Schlierenzauer przystępował do niego z realną szansą na wygranie nie tylko tego turnieju, ale także na zdobycie kryształowej kuli za wygranie klasyfikacji generalnej PŚ. Z powodu choroby nie wziął udziału w konkursie drużynowym w Lahti. Wystąpił za to w niedzielnym konkursie indywidualnym. W pierwszej serii oddał skok na odległość 124 m i zajmował trzecie miejsce, ale miał tylko 0,3 pkt przewagi nad Thomasem Morgensternem. W drugiej serii Morgenstern uzyskał 130 m. Schlierenzauer skoczył trzy metry krócej i nie utrzymał pozycji na podium (zajął 4. miejsce). Po pierwszym konkursie jego strata do lidera turnieju Simona Ammanna wynosiła 19,5 pkt. Podczas konkursu w Kuopio po skoku na odległość 116 m zajmował 11. miejsce po pierwszej serii. W drugiej serii skoczył jeszcze krócej (113 m), ale utrzymał swoje 11. miejsce. Trzeci konkurs turnieju odbył się na skoczni Lysgårdsbakken w Lillehammer. W pierwszej serii skoczył 132 metry i zajmował 3. miejsce ze stratą 3,4 pkt do prowadzącego Adama Małysza. W drugiej serii uzyskał 132,5 metra, co pozwoliło mu na zajęcie drugiego miejsca. Było to jego 52. podium w karierze. Ostatni konkurs Turnieju Nordyckiego i Pucharu Świata odbył się na nowej skoczni Holmenkollbakken w Oslo. W pierwszej serii oddał skok na odległość 125,5 metra i zajmował 9. miejsce. W drugiej uzyskał 119,5 metra i spadł na 12. miejsce. Turniej Nordycki zakończył na czwartym miejscu. Do triumfatora Simona Ammanna stracił ostatecznie 108,6 pkt, a do trzeciego Thomasa Morgensterna 21,4 pkt.

### 2010/2011

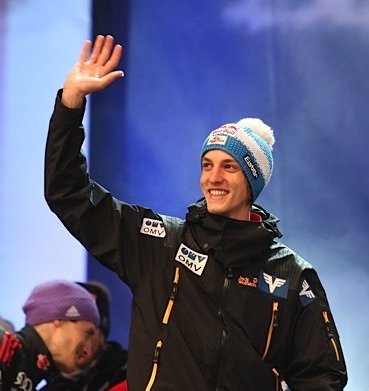
Schlierenzauer podczas benefisu Adama Małysza w Zakopanem

#### Puchar Świata – 9. miejsce
W sezonie 2010/2011 poddał się indywidualnym treningom (poza kadrą reprezentacyjną) pod okiem Markusa Maurbergera. Sezon rozpoczął zajmując miejsca w drugiej dziesiątce podczas pierwszych czterech konkursów Pucharu Świata. Nie wystartował w Engelbergu. W 2011 w Harrachovie na mamuciej skoczni zajął kolejno 5. i 13. miejsce. 21 stycznia 2011 w pierwszym z trzech konkursów PŚ w Zakopanem zajął 6. miejsce i otrzymał nagrodę Man of the Day. W kolejnych konkursach w Zakopanem uzyskał 9. i 19. lokatę. Następnie na niemieckich skoczniach, tj. 23 stycznia 2011 w Willingen i 2 lutego 2011 w Klingenthal dwukrotnie był na 5. miejscu, z czego po konkursie w Klingenthal ponownie został „zawodnikiem dnia”. 5 lutego 2011 na skoczni im. Heiniego Klopfera w Oberstdorfie po raz pierwszy w tym sezonie stanął na podium, zajmując 3. miejsce, dzięki skokom na odległości 198,0 m i 208,5 m. Tego dnia 2. miejsce zdobył Tom Hilde, natomiast zwycięzcą tego konkursu został Martin Koch.
12 lutego 2011 w Vikersund skoczył 243,5 m i 232,5 m i odniósł pierwsze zwycięstwo w sezonie. Następnego dnia również wygrał, skacząc 227,0 m i 237,5 m. W Lahti zajął 8. miejsce. Ponownie wygrał 18 marca 2011 w Planicy, na Letalnicy, dzięki skokom na 219,0 m i 226,0 m. W finałowych zawodach sezonu znalazł się zaraz za podium – na 4. miejscu. Sezon ukończył na 9. pozycji w klasyfikacji generalnej, startując w 19 konkursach, punktując we wszystkich z nich i 11 razy kończąc rywalizację w pierwszej dziesiątce.
Po zakończeniu sezonu Gregor Schlierenzauer wziął jeszcze udział w benefisie polskiego skoczka, Adama Małysza. Wylosował on odległość 120 m. Konkurs skoków do celu został odwołany, jednak Austriak zjechał spod skoczni wraz z innymi skoczkami.

#### Turniej Czterech Skoczni – 36. miejsce
Z powodu urazu kolana nie brał udziału w dwóch pierwszych konkursach 59. Turnieju Czterech Skoczni. 3 stycznia 2011 w Innsbrucku zajął 18. miejsce, zaś 6 stycznia w Bischofshofen 23. miejsce. Ostatecznie w Turnieju Czterech Skoczni uplasował się na 36. pozycji.

#### Mistrzostwa świata – 8. i 1. miejsce
Rywalizację w mistrzostwach świata 2011 rozpoczął od konkursu indywidualnego na skoczni Midtstubakken, gdzie skoczył 93,5 m i 98,0 m i znalazł się na ósmym miejscu (wygrał Morgenstern). W zawodach drużynowych oddał skoki na odległość 105,0 m i 103,0 m, a austriacka reprezentacja zajęła pierwsze miejsce. 3 marca 2011 w konkursie indywidualnym na dużej skoczni Holmenkollbakken zdobył mistrzostwo świata, skokami na 130,0 m i 134,5 m. W zawodach drużynowych na dużej skoczni Austria, ze Schlierenzauerem w składzie, ponownie zajęła 1. miejsce, tym samym zdobywając wszystkie złote medale mistrzostw świata w skokach narciarskich.

### 2011/2012

#### Puchar Świata – 2. miejsce
W całym sezonie wygrał 5 konkursów, tyle samo co Andreas Kofler. Średnio oddawał najdłuższe skoki w całym sezonie, przekraczając średnio 130 metry. W klasyfikacji generalnej PŚ zajął 2. miejsce, przegrywając o niecałe 100 punktów z Norwegiem Andreasem Bardalem. Wystąpił w 24 z 26 konkursów.

#### Turniej Czterech Skoczni – 1. miejsce
Austriak wygrał ten turniej po raz pierwszy w karierze. Wygrał 2 z 4 konkursów (w Oberstdorfie, Garmisch-Partenkirchen). Wygrana w Oberstdorfie wywołała kontrowersje, bowiem w pierwszej serii oddał bardzo krótki skok i tylko dzięki systemowi KO zakwalifikowałby się do II serii na bardzo dalekim miejscu. Jednak sędziowie po nieudanym skoku Happonena zdecydowali się na powtórzenie I serii.

## Igrzyska olimpijskie

### Indywidualnie
| 2010 Vancouver/Whistler    | – | brązowy medal (K-95), brązowy medal (K-125) |
| 2014 Soczi/Krasnaja Polana | – | 11. miejsce (K-95), 7. miejsce (K-125)      |
| 2018 Pjongczang            | – | 22. miejsce (K-98)                          |

### Drużynowo
| 2010 Vancouver/Whistler    | – | złoty medal   |
| 2014 Soczi/Krasnaja Polana | – | srebrny medal |
| 2018 Pjongczang            | – | 4. miejsce    |

### Starty G. Schlierenzauera na igrzyskach olimpijskich – szczegółowo
| Miejsce | Dzień     | Rok  | Miejscowość     | Skocznia              | Punkt K | HS     | Konkurs  | Skok 1  | Skok 2  | Nota                   | Strata    | Zwycięzca         |
| ------- | --------- | ---- | --------------- | --------------------- | ------- | ------ | -------- | ------- | ------- | ---------------------- | --------- | ----------------- |
| 3.      | 13 lutego | 2010 | Whistler        | Whistler Olympic Park | K-95    | HS-106 | indywid. | 101,5 m | 106,5 m | 268,0 pkt              | 8,5 pkt   | Simon Ammann      |
| 3.      | 20 lutego | 2010 | Whistler        | Whistler Olympic Park | K-125   | HS-140 | indywid. | 130,5 m | 136,0 m | 262,2 pkt              | 21,4 pkt  | Simon Ammann      |
| 1.      | 22 lutego | 2010 | Whistler        | Whistler Olympic Park | K-125   | HS-140 | druż.    | 140,5 m | 146,5 m | 1107,9 pkt (290,3 pkt) | –         | –                 |
| 11.     | 9 lutego  | 2014 | Krasnaja Polana | Russkije Gorki        | K-95    | HS-106 | indywid. | 96,0 m  | 101,0 m | 253,3 pkt              | 24,7 pkt  | Kamil Stoch       |
| 7.      | 15 lutego | 2014 | Krasnaja Polana | Russkije Gorki        | K-125   | HS-140 | indywid. | 132,5 m | 130,5 m | 255,2 pkt              | 23,5 pkt  | Kamil Stoch       |
| 2.      | 17 lutego | 2014 | Krasnaja Polana | Russkije Gorki        | K-125   | HS-140 | druż.    | 128,5 m | 132,0 m | 1038,4 pkt (259,9 pkt) | 2,7 pkt   | Niemcy            |
| 22.     | 10 lutego | 2018 | Pjongczang      | Alpensia Jumping Park | K-98    | HS-109 | indywid. | 102,5 m | 99,5 m  | 212,2 pkt              | 47,1 pkt  | Andreas Wellinger |
| 4.      | 19 lutego | 2018 | Pjongczang      | Alpensia Jumping Park | K-125   | HS-142 | druż.    | 127,5 m | 122,5 m | 978,4 pkt (229,3 pkt)  | 120,1 pkt | Norwegia          |

## Mistrzostwa świata

### Indywidualnie
| 2007 Sapporo                | – | 10. miejsce (K-120), 8. miejsce (K-90)    |
| 2009 Liberec                | – | srebrny medal (K-90), 4. miejsce (K-120)  |
| 2011 Oslo                   | – | 8. miejsce (K-95), złoty medal (K-120)    |
| 2013 Val di Fiemme/Predazzo | – | srebrny medal (K-95), 8. miejsce (K-120)  |
| 2015 Falun                  | – | 22. miejsce (K-90), srebrny medal (K-120) |
| 2017 Lahti                  | – | 24. miejsce (K-90)                        |

### Drużynowo
| 2007 Sapporo                | – | złoty medal                                                |
| 2009 Liberec                | – | złoty medal                                                |
| 2011 Oslo                   | – | złoty medal (K-95), złoty medal (K-120)                    |
| 2013 Val di Fiemme/Predazzo | – | srebrny medal (drużyna mieszana/K-95), złoty medal (K-120) |
| 2015 Falun                  | – | srebrny medal (K-120)                                      |
| 2017 Lahti                  | – | brązowy medal (K-116)                                      |

### Starty G. Schlierenzauera na mistrzostwach świata – szczegółowo
| Miejsce | Dzień     | Rok  | Miejscowość | Skocznia           | Punkt K | HS     | Konkurs    | Skok 1  | Skok 2  | Nota                   | Strata   | Zwycięzca          |
| ------- | --------- | ---- | ----------- | ------------------ | ------- | ------ | ---------- | ------- | ------- | ---------------------- | -------- | ------------------ |
| 10.     | 24 lutego | 2007 | Sapporo     | Ōkurayama          | K-120   | HS-134 | indywid.   | 115,0 m | 124,5 m | 223,6 pkt              | 42,5 pkt | Simon Ammann       |
| 1.      | 25 lutego | 2007 | Sapporo     | Ōkurayama          | K-120   | HS-134 | druż.      | 123,5 m | 117,5 m | 1000,2 pkt (226,3 pkt) | –        | –                  |
| 8.      | 3 marca   | 2007 | Sapporo     | Miyanomori         | K-90    | HS-98  | indywid.   | 92,5 m  | 93,0 m  | 240,5 pkt              | 36,5 pkt | Adam Małysz        |
| 2.      | 21 lutego | 2009 | Liberec     | Ještěd             | K-90    | HS-100 | indywid.   | 102,0 m | 99,0 m  | 275,0 pkt              | 7,0 pkt  | Wolfgang Loitzl    |
| 4.      | 27 lutego | 2009 | Liberec     | Ještěd             | K-120   | HS-134 | indywid.   | 132,0 m | –       | 138,6 pkt              | 2,7 pkt  | Andreas Küttel     |
| 1.      | 28 lutego | 2009 | Liberec     | Ještěd             | K-120   | HS-134 | druż.      | 127,5 m | 123,0 m | 1034,3 pkt (250,4 pkt) | –        | –                  |
| 8.      | 26 lutego | 2011 | Oslo        | Midtstubakken      | K-95    | HS-106 | indywid.   | 93,5 m  | 98,0 m  | 235,2 pkt              | 34,0 pkt | Thomas Morgenstern |
| 1.      | 27 lutego | 2011 | Oslo        | Midtstubakken      | K-95    | HS-106 | druż.      | 105,0 m | 103,0 m | 1025,5 pkt (249,9 pkt) | –        | –                  |
| 1.      | 3 marca   | 2011 | Oslo        | Holmenkollbakken   | K-120   | HS-134 | indywid.   | 130,0 m | 134,5 m | 277,5 pkt              | –        | –                  |
| 1.      | 5 marca   | 2011 | Oslo        | Holmenkollbakken   | K-120   | HS-134 | druż.      | 125,5 m | –       | 500,0 pkt (120,0 pkt)  | –        | –                  |
| 2.      | 23 lutego | 2013 | Predazzo    | Trampolino Dal Ben | K-95    | HS-106 | indywid.   | 98,0 m  | 97,5 m  | 248,4 pkt              | 4,2 pkt  | Anders Bardal      |
| 2.      | 24 lutego | 2013 | Predazzo    | Trampolino Dal Ben | K-95    | HS-106 | druż. mix. | 99,0 m  | 100,0 m | 986,7 pkt (254,6 pkt)  | 24,3 pkt | Japonia            |
| 8.      | 28 lutego | 2013 | Predazzo    | Trampolino Dal Ben | K-120   | HS-134 | indywid.   | 125,0 m | 128,5 m | 279,2 pkt              | 16,6 pkt | Kamil Stoch        |
| 1.      | 2 marca   | 2013 | Predazzo    | Trampolino Dal Ben | K-120   | HS-134 | druż.      | 124,5 m | 129,0 m | 1135,9 pkt (281,1 pkt) | –        | –                  |
| 22.     | 21 lutego | 2015 | Falun       | Lugnet             | K-90    | HS-100 | indywid.   | 89,0 m  | 88,5 m  | 215,9 pkt              | 36,8 pkt | Rune Velta         |
| 2.      | 26 lutego | 2015 | Falun       | Lugnet             | K-120   | HS-134 | indywid.   | 128,0 m | 130,0 m | 246,4 pkt              | 22,3 pkt | Severin Freund     |
| 2.      | 28 lutego | 2015 | Falun       | Lugnet             | K-120   | HS-134 | druż.      | 119,0 m | 129,0 m | 853,1 pkt (212,0 pkt)  | 19,4 pkt | Norwegia           |
| 24.     | 25 lutego | 2017 | Lahti       | Salpausselkä       | K-90    | HS-100 | indywid.   | 89,5 m  | 90,0 m  | 227,0 pkt              | 43,8 pkt | Stefan Kraft       |
| 3.      | 4 marca   | 2017 | Lahti       | Salpausselkä       | K-116   | HS-130 | druż.      | 124,0 m | 113,5 m | 1068,9 pkt (245,7 pkt) | 35,3 pkt | Polska             |

## Mistrzostwa świata w lotach

### Indywidualnie
| 2008 Oberstdorf | – | złoty medal   |
| 2010 Planica    | – | srebrny medal |
| 2012 Vikersund  | – | 18. miejsce   |
| 2014 Harrachov  | – | 24. miejsce   |
| 2020 Planica    | – | 26. miejsce   |

### Drużynowo
| 2008 Oberstdorf | – | złoty medal |
| 2010 Planica    | – | złoty medal |
| 2012 Vikersund  | – | złoty medal |
| 2020 Planica    | – | 6. miejsce  |

### Starty G. Schlierenzauera na mistrzostwach świata w lotach – szczegółowo
| Miejsce | Dzień         | Rok  | Miejscowość | Skocznia              | Punkt K | HS     | Konkurs  | Skok 1  | Skok 2  | Skok 3  | Skok 4  | Nota                   | Strata    | Zwycięzca      |
| ------- | ------------- | ---- | ----------- | --------------------- | ------- | ------ | -------- | ------- | ------- | ------- | ------- | ---------------------- | --------- | -------------- |
| 1.      | 22-23 lutego  | 2008 | Oberstdorf  | im. Heiniego Klopfera | K-185   | HS-213 | indywid. | 212,0 m | 217,5 m | 208,5 m | 211,5 m | 835,4 pkt              | –         | –              |
| 1.      | 24 lutego     | 2008 | Oberstdorf  | im. Heiniego Klopfera | K-185   | HS-213 | druż.    | 206,5 m | 206,5 m | 217,0 m | 217,0 m | 1553,3 pkt (409,7 pkt) | –         | –              |
| 2.      | 19–20 marca   | 2010 | Planica     | Letalnica             | K-185   | HS-215 | indywid. | 209,5 m | 205,0 m | 222,5 m | 230,5 m | 910,3 pkt              | 25,5 pkt  | Simon Ammann   |
| 1.      | 21 marca      | 2010 | Planica     | Letalnica             | K-185   | HS-215 | druż.    | 226,5 m | 226,5 m | 231,0 m | 231,0 m | 1641,4 pkt (454,3 pkt) | –         | –              |
| 18.     | 24-25 lutego  | 2012 | Vikersund   | Vikersundbakken       | K-195   | HS-225 | indywid. | 206,5 m | 174,5 m | –       | –       | 317,5 pkt              | 91,2 pkt  | Robert Kranjec |
| 1.      | 26 lutego     | 2012 | Vikersund   | Vikersundbakken       | K-195   | HS-225 | druż.    | 217,0 m | 217,0 m | 190,5 m | 190,5 m | 1648,4 pkt (386,1 pkt) | –         | –              |
| 24.     | 14–15 marca   | 2014 | Harrachov   | Čertak                | K-185   | HS-205 | indywid. | 169,5 m | 175,5 m | –       | –       | 318,2 pkt              | 72,8 pkt  | Severin Freund |
| 26.     | 11–12 grudnia | 2020 | Planica     | Letalnica             | K-200   | HS-240 | indywid. | 193,0 m | 199,5 m | 193,0 m | 202,0 m | 686,2 pkt              | 191,0 pkt | Karl Geiger    |
| 6.      | 13 grudnia    | 2020 | Planica     | Letalnica             | K-200   | HS-240 | druż.    | 202,5 m | 202,5 m | 190,0 m | 190,0 m | 1422,1 pkt (340,8 pkt) | 305,6 pkt | Norwegia       |

## Mistrzostwa świata juniorów

### Indywidualnie
| 2005 Rovaniemi | – | 20. miejsce |
| 2006 Kranj     | – | złoty medal |

### Drużynowo
| 2005 Rovaniemi | – | 4. miejsce  |
| 2006 Kranj     | – | złoty medal |

### Starty G. Schlierenzauera na mistrzostwach świata juniorów – szczegółowo
| Miejsce | Dzień    | Rok  | Miejscowość | Skocznia   | Punkt K | HS     | Konkurs  | Skok 1  | Skok 2  | Nota                  | Strata   | Zwycięzca     |
| ------- | -------- | ---- | ----------- | ---------- | ------- | ------ | -------- | ------- | ------- | --------------------- | -------- | ------------- |
| 4.      | 23 marca | 2005 | Rovaniemi   | Ounasvaara | K-90    | HS-100 | druż.    | 90,0 m  | 92,5 m  | 949,0 pkt (225,5 pkt) | 33,0 pkt | Słowenia      |
| 20.     | 25 marca | 2005 | Rovaniemi   | Ounasvaara | K-90    | HS-100 | indywid. | 87,5 m  | 87,5 m  | 211,5 pkt             | 40,5 pkt | Joonas Ikonen |
| 1.      | 2 lutego | 2006 | Kranj       | Bauhenk    | K-100   | HS-109 | indywid. | 109,0 m | 105,5 m | 259,6 pkt             | –        | –             |
| 1.      | 4 lutego | 2006 | Kranj       | Bauhenk    | K-100   | HS-109 | druż.    | 104,5 m | 108,0 m | 930,6 pkt (254,5 pkt) | –        | –             |

## Puchar Świata
Gregor Schlierenzauer w swojej karierze zwyciężył w 53 konkursach zaliczanych do klasyfikacji Pucharu Świata. Pod tym względem austriacki skoczek zajmuje pierwsze miejsce w klasyfikacji wszech czasów, wyprzedzając dotychczasowego lidera tej klasyfikacji – Matti Nykänena, który wygrywał 46 razy.

### Miejsca w klasyfikacji generalnej
| Sezon     | Miejsce |
| --------- | ------- |
| 2005/2006 | 73.     |
| 2006/2007 | 4.      |
| 2007/2008 | 2.      |
| 2008/2009 | 1.      |
| 2009/2010 | 2.      |
| 2010/2011 | 9.      |
| 2011/2012 | 2.      |
| 2012/2013 | 1.      |
| 2013/2014 | 6.      |
| 2014/2015 | 10.     |
| 2015/2016 | 43.     |
| 2016/2017 | 34.     |
| 2017/2018 | 35.     |
| 2018/2019 | 48.     |
| 2019/2020 | 20.     |
| 2020/2021 | 65.     |

### Zwycięstwa w konkursach indywidualnych Pucharu Świata chronologicznie
| Nr  | Dzień        | Rok  | Miejscowość              | Skocznia                       | Punkt K | HS     | Skok 1  | Skok 2  | Nota      | Przypisy                                    |
| --- | ------------ | ---- | ------------------------ | ------------------------------ | ------- | ------ | ------- | ------- | --------- | ------------------------------------------- |
| 1.  | 3 grudnia    | 2006 | Lillehammer              | Lysgårdsbakken                 | K-123   | HS-138 | 134,0 m | 137,0 m | 276,0 pkt | –                                           |
| 2.  | 16 grudnia   | 2006 | Engelberg                | Gross-Titlis-Schanze           | K-125   | HS-137 | 131,0 m | 140,5 m | 269,2 pkt | –                                           |
| 3.  | 30 grudnia   | 2006 | Oberstdorf               | Schattenbergschanze            | K-120   | HS-137 | 135,5 m | 142,0 m | 296,0 pkt | * TCS 2006/2007                             |
| 4.  | 7 stycznia   | 2007 | Bischofshofen            | im. Paula Ausserleitnera       | K-125   | HS-140 | 139,5 m | 141,0 m | 291,9 pkt | * TCS 2006/2007                             |
| 5.  | 7 lutego     | 2007 | Klingenthal              | Vogtland Arena                 | K-125   | HS-140 | 142,5 m | 138,5 m | 289,8 pkt | –                                           |
| 6.  | 1 stycznia   | 2008 | Garmisch-Partenkirchen   | Große Olympiaschanze           | K-125   | HS-140 | 132,0 m | 141,0 m | 274,4 pkt | * TCS 2007/2008                             |
| 7.  | 25 stycznia  | 2008 | Zakopane                 | Wielka Krokiew                 | K-120   | HS-134 | 134,0 m | 131,0 m | 276,5 pkt | –                                           |
| 8.  | 7 marca      | 2008 | Lillehammer              | Lysgårdsbakken                 | K-123   | HS-138 | 132,0 m | 129,5 m | 257,9 pkt | * TN 2008                                   |
| 9.  | 9 marca      | 2008 | Oslo                     | Holmenkollbakken               | K-115   | HS-128 | 125,0 m | 123,5 m | 265,3 pkt | * TN 2008                                   |
| 10. | 14 marca     | 2008 | Planica                  | Letalnica                      | K-185   | HS-215 | 232,5 m | 225,0 m | 447,0 pkt | –                                           |
| 11. | 16 marca     | 2008 | Planica                  | Letalnica                      | K-185   | HS-215 | 217,0 m | 231,0 m | 442,1 pkt | –                                           |
| 12. | 6 grudnia    | 2008 | Trondheim                | Granåsen                       | K-123   | HS-140 | 140,0 m | 135,0 m | 285,7 pkt | –                                           |
| 13. | 21 grudnia   | 2008 | Engelberg                | Gross-Titlis-Schanze           | K-125   | HS-137 | 133,5 m | 133,5 m | 264,1 pkt | –                                           |
| 14. | 10 stycznia  | 2009 | Tauplitz/Bad Mitterndorf | Kulm                           | K-185   | HS-200 | 199,5 m | 215,5 m | 398,0 pkt | * Loty 2008/2009                            |
| 15. | 11 stycznia  | 2009 | Tauplitz/Bad Mitterndorf | Kulm                           | K-185   | HS-200 | 203,5 m | 202,0 m | 393,6 pkt | * Loty 2008/2009                            |
| 16. | 17 stycznia  | 2009 | Zakopane                 | Wielka Krokiew                 | K-120   | HS-134 | 130,5 m | 138,5 m | 285,7 pkt | –                                           |
| 17. | 24 stycznia  | 2009 | Whistler                 | Whistler Olympic Park Ski Jump | K-125   | HS-140 | 142,0 m | 139,5 m | 289,2 pkt | –                                           |
| 18. | 25 stycznia  | 2009 | Whistler                 | Whistler Olympic Park Ski Jump | K-125   | HS-140 | 137,5 m | 149,0 m | 293,2 pkt | –                                           |
| 19. | 31 stycznia  | 2009 | Sapporo                  | Ōkurayama                      | K-120   | HS-134 | 133,0 m | 120,5 m | 253,3 pkt | –                                           |
| 20. | 8 lutego     | 2009 | Willingen                | Mühlenkopfschanze              | K-130   | HS-145 | 144,0 m | 135,0 m | 267,2 pkt | * FTT                                       |
| 21. | 11 lutego    | 2009 | Klingenthal              | Vogtland Arena                 | K-125   | HS-140 | 131,5 m | 135,0 m | 261,2 pkt | * FTT                                       |
| 22. | 8 marca      | 2009 | Lahti                    | Salpausselkä                   | K-90    | HS-97  | 92,5 m  | 92,5 m  | 242,0 pkt | * TN 2009                                   |
| 23. | 15 marca     | 2009 | Vikersund                | Vikersundbakken                | K-185   | HS-207 | 207,5 m | 192,0 m | 386,4 pkt | * TN 2009, Loty 2008/2009                   |
| 24. | 20 marca     | 2009 | Planica                  | Letalnica                      | K-185   | HS-215 | 203,0 m | –       | 196,1 pkt | * Loty 2008/2009                            |
| 25. | 5 grudnia    | 2009 | Lillehammer              | Lysgårdsbakken                 | K-123   | HS-138 | 125,5 m | 141,0 m | 268,9 pkt | –                                           |
| 26. | 19 grudnia   | 2009 | Engelberg                | Gross-Titlis-Schanze           | K-125   | HS-137 | 137,0 m | 130,0 m | 265,6 pkt | –                                           |
| 27. | 1 stycznia   | 2010 | Garmisch-Partenkirchen   | Große Olympiaschanze           | K-125   | HS-140 | 136,5 m | 137,5 m | 277,7 pkt | * TCS 2009/2010                             |
| 28. | 3 stycznia   | 2010 | Innsbruck                | Bergisel                       | K-120   | HS-130 | 130,0 m | 122,0 m | 251,1 pkt | * TCS 2009/2010                             |
| 29. | 10 stycznia  | 2010 | Tauplitz/Bad Mitterndorf | Kulm                           | K-185   | HS-200 | 203,5 m | 205,0 m | 401,7 pkt | * Loty 2009/2010                            |
| 30. | 22 stycznia  | 2010 | Zakopane                 | Wielka Krokiew                 | K-120   | HS-134 | 138,0 m | 133,0 m | 289,8 pkt | –                                           |
| 31. | 23 stycznia  | 2010 | Zakopane                 | Wielka Krokiew                 | K-120   | HS-134 | 140,0 m | 134,5 m | 295,6 pkt | –                                           |
| 32. | 6 lutego     | 2010 | Willingen                | Mühlenkopfschanze              | K-130   | HS-145 | 142,5 m | 137,5 m | 273,7 pkt | * FTT                                       |
| 33. | 12 lutego    | 2011 | Vikersund                | Vikersundbakken                | K-195   | HS-225 | 243,5 m | 232,5 m | 498,6 pkt | * Loty 2010/2011, ex aequo z J.R. Evensenem |
| 34. | 13 lutego    | 2011 | Vikersund                | Vikersundbakken                | K-195   | HS-225 | 227,0 m | 237,5 m | 487,5 pkt | * Loty 2010/2011                            |
| 35. | 18 marca     | 2011 | Planica                  | Letalnica                      | K-185   | HS-215 | 219,0 m | 226,0 m | 450,9 pkt | * Loty 2010/2011                            |
| 36. | 9 grudnia    | 2011 | Harrachov                | Čerťák                         | K-125   | HS-142 | 140,5 m | 128,0 m | 246,8 pkt | –                                           |
| 37. | 30 grudnia   | 2011 | Oberstdorf               | Schattenbergschanze            | K-120   | HS-137 | 133,5 m | 137,5 m | 283,3 pkt | * TCS 2011/2012                             |
| 38. | 1 stycznia   | 2012 | Garmisch-Partenkirchen   | Große Olympiaschanze           | K-125   | HS-140 | 138,0 m | 134,0 m | 274,5 pkt | * TCS 2011/2012                             |
| 39. | 21 stycznia  | 2012 | Zakopane                 | Wielka Krokiew                 | K-120   | HS-134 | 131,5 m | 132,0 m | 300,3 pkt | –                                           |
| 40. | 4 lutego     | 2012 | Predazzo                 | Trampolino Dal Ben             | K-120   | HS-134 | 134,0 m | 134,5 m | 249,8 pkt | –                                           |
| 41. | 25 listopada | 2012 | Lillehammer              | Lysgårdsbakken                 | K-123   | HS-138 | 141,0 m | 137,0 m | 275,5 pkt | –                                           |
| 42. | 8 grudnia    | 2012 | Krasnaja Polana          | Russkije Gorki                 | K-95    | HS-106 | 104,5 m | 105,5 m | 270,7 pkt | –                                           |
| 43. | 16 grudnia   | 2012 | Engelberg                | Gross-Titlis-Schanze           | K-125   | HS-137 | 136,0 m | 131,0 m | 273,7 pkt | –                                           |
| 44. | 4 stycznia   | 2013 | Innsbruck                | Bergisel                       | K-120   | HS-130 | 131,5 m | 123,0 m | 253,7 pkt | * TCS 2012/2013                             |
| 45. | 6 stycznia   | 2013 | Bischofshofen            | im. Paula Ausserleitnera       | K-125   | HS-140 | 133,0 m | 137,5 m | 272,7 pkt | * TCS 2012/2013                             |
| 46. | 26 stycznia  | 2013 | Vikersund                | Vikersundbakken                | K-195   | HS-225 | 216,5 m | 240,0 m | 418,7 pkt | * Loty 2012/2013                            |
| 47. | 3 lutego     | 2013 | Harrachov                | Čerťák                         | K-185   | HS-205 | 193,5 m | 211,0 m | 421,7 pkt | * Loty 2012/2013                            |
| 48. | 3 lutego     | 2013 | Harrachov                | Čerťák                         | K-185   | HS-205 | 197,5 m | –       | 191,8 pkt | * Loty 2012/2013                            |
| 49. | 17 marca     | 2013 | Oslo                     | Holmenkollbakken               | K-120   | HS-134 | 134,5 m | 135,0 m | 270,1 pkt | * ex aequo z Piotrem Żyłą                   |
| 50. | 22 marca     | 2013 | Planica                  | Letalnica                      | K-185   | HS-215 | 217,5 m | 213,5 m | 412,2 pkt | * Loty 2012/2013                            |
| 51. | 29 listopada | 2013 | Ruka                     | Rukatunturi                    | K-120   | HS-142 | 128,5 m | 143,0 m | 273,2 pkt | –                                           |
| 52. | 7 grudnia    | 2013 | Lillehammer              | Lysgårdsbakken                 | K-90    | HS-100 | 105,5 m | 97,0 m  | 288,5 pkt | –                                           |
| 53. | 6 grudnia    | 2014 | Lillehammer              | Lysgårdsbakken                 | K-123   | HS-138 | 127,5 m | 138,5 m | 302,7 pkt | –                                           |

### Miejsca na podium
| Sezon PŚ  | 1. miejsce | 2. miejsce | 3. miejsce | Razem |
| 2005/2006 | –          | –          | –          | –     |
| 2006/2007 | 5          | 1          | 1          | 7     |
| 2007/2008 | 6          | 7          | 1          | 14    |
| 2008/2009 | 13         | 3          | 4          | 20    |
| 2009/2010 | 8          | 2          | 1          | 11    |
| 2010/2011 | 3          | –          | 1          | 4     |
| 2011/2012 | 5          | 3          | 1          | 9     |
| 2012/2013 | 10         | 2          | 4          | 16    |
| 2013/2014 | 2          | 1          | 2          | 5     |
| 2014/2015 | 1          | 1          | –          | 2     |
| 2015/2016 | –          | –          | –          | –     |
| 2016/2017 | –          | –          | –          | –     |
| 2017/2018 | –          | –          | –          | –     |
| 2018/2019 | –          | –          | –          | –     |
| 2019/2020 | –          | –          | –          | –     |
| Suma      | 53         | 20         | 15         | 88    |

### Miejsca na podium w konkursach indywidualnych Pucharu świata chronologicznie
Gregor Schlierenzauer 88 razy stawał na podium zawodów Pucharu Świata (w klasyfikacji wszech czasów zajmuje pod tym względem 3. pozycję), z czego 53 na najwyższym jego stopniu (1. wynik w historii). Oprócz tego 20 razy był drugi i 15 razy był trzeci.
| Nr  | Dzień        | Rok  | Miejscowość              | Skocznia                       | Punkt K | HS     | Skok 1  | Skok 2  | Nota      | Lok. | Strata   | Zwycięzca          |
| --- | ------------ | ---- | ------------------------ | ------------------------------ | ------- | ------ | ------- | ------- | --------- | ---- | -------- | ------------------ |
| 1.  | 3 grudnia    | 2006 | Lillehammer              | Lysgårdsbakken                 | K-123   | HS-138 | 134,0 m | 137,0 m | 276,0 pkt | 1.   | –        | –                  |
| 2.  | 16 grudnia   | 2006 | Engelberg                | Gross-Titlis-Schanze           | K-125   | HS-137 | 131,0 m | 140,5 m | 269,2 pkt | 1.   | –        | –                  |
| 3.  | 17 grudnia   | 2006 | Engelberg                | Gross-Titlis-Schanze           | K-125   | HS-137 | 131,5 m | 134,5 m | 262,3 pkt | 3.   | 18,6 pkt | Anders Jacobsen    |
| 4.  | 30 grudnia   | 2006 | Oberstdorf               | Schattenbergschanze            | K-120   | HS-137 | 135,5 m | 142,0 m | 296,0 pkt | 1.   | –        | –                  |
| 5.  | 7 stycznia   | 2007 | Bischofshofen            | im. Paula Ausserleitnera       | K-125   | HS-140 | 139,5 m | 141,0 m | 291,9 pkt | 1.   | –        | –                  |
| 6.  | 4 lutego     | 2007 | Titisee-Neustadt         | Hochfirstschanze               | K-125   | HS-142 | 128,5 m | 130,5 m | 245,7 pkt | 2.   | 12,0 pkt | Adam Małysz        |
| 7.  | 7 lutego     | 2007 | Klingenthal              | Vogtland Arena                 | K-125   | HS-140 | 142,5 m | 138,5 m | 289,8 pkt | 1.   | –        | –                  |
| 8.  | 8 grudnia    | 2007 | Trondheim                | Granåsen                       | K-120   | HS-131 | 134,0 m | 129,5 m | 269,8 pkt | 2.   | 5,9 pkt  | Thomas Morgenstern |
| 9.  | 13 grudnia   | 2007 | Villach                  | Alpenarena                     | K-90    | HS-98  | 92,0 m  | 94,5 m  | 242,5 pkt | 3.   | 12,0 pkt | Thomas Morgenstern |
| 10. | 14 grudnia   | 2007 | Villach                  | Alpenarena                     | K-90    | HS-98  | 92,5 m  | 93,0 m  | 243,5 pkt | 2.   | 6,0 pkt  | Thomas Morgenstern |
| 11. | 23 grudnia   | 2007 | Engelberg                | Gross-Titlis-Schanze           | K-125   | HS-137 | 124,5 m | 136,0 m | 248,9 pkt | 2.   | 3,8 pkt  | Andreas Küttel     |
| 12. | 30 grudnia   | 2007 | Oberstdorf               | Schattenbergschanze            | K-120   | HS-137 | 136,0 m | 130,5 m | 280,7 pkt | 2.   | 15,2 pkt | Thomas Morgenstern |
| 13. | 1 stycznia   | 2008 | Garmisch-Partenkirchen   | Große Olympiaschanze           | K-125   | HS-140 | 132,0 m | 141,0 m | 274,4 pkt | 1.   | –        | –                  |
| 14. | 25 stycznia  | 2008 | Zakopane                 | Wielka Krokiew                 | K-120   | HS-134 | 134,0 m | 131,0 m | 276,5 pkt | 1.   | –        | –                  |
| 15. | 8 lutego     | 2008 | Liberec                  | Ještěd                         | K-120   | HS-134 | 130,5 m | 129,0 m | 268,1 pkt | 2.   | 4,3 pkt  | Thomas Morgenstern |
| 16. | 9 lutego     | 2008 | Liberec                  | Ještěd                         | K-120   | HS-134 | 127,0 m | 128,5 m | 258,4 pkt | 2.   | 3,9 pkt  | Anders Jacobsen    |
| 17. | 3 marca      | 2008 | Kuopio                   | Puijo                          | K-120   | HS-127 | 132,0 m | –       | 137,6 pkt | 2.   | 5,0 pkt  | Janne Happonen     |
| 18. | 7 marca      | 2008 | Lillehammer              | Lysgårdsbakken                 | K-123   | HS-138 | 132,0 m | 129,5 m | 257,9 pkt | 1.   | –        | –                  |
| 19. | 9 marca      | 2008 | Oslo                     | Holmenkollbakken               | K-115   | HS-128 | 125,0 m | 123,5 m | 265,3 pkt | 1.   | –        | –                  |
| 20. | 14 marca     | 2008 | Planica                  | Letalnica                      | K-185   | HS-215 | 232,5 m | 225,0 m | 447,0 pkt | 1.   | –        | –                  |
| 21. | 16 marca     | 2008 | Planica                  | Letalnica                      | K-185   | HS-215 | 217,0 m | 231,0 m | 442,1 pkt | 1.   | –        | –                  |
| 22. | 29 listopada | 2008 | Ruka                     | Rukatunturi                    | K-120   | HS-142 | 121,0 m | 133,5 m | 255,1 pkt | 3.   | 5,4 pkt  | Simon Ammann       |
| 23. | 6 grudnia    | 2008 | Trondheim                | Granåsen                       | K-123   | HS-140 | 140,0 m | 135,0 m | 285,7 pkt | 1.   | –        | –                  |
| 24. | 7 grudnia    | 2008 | Trondheim                | Granåsen                       | K-123   | HS-140 | 134,5 m | 135,0 m | 274,8 pkt | 3.   | 5,4 pkt  | Simon Ammann       |
| 25. | 13 grudnia   | 2008 | Pragelato                | Trampolino a Monte             | K-125   | HS-140 | 137,5 m | 139,5 m | 282,6 pkt | 2.   | 1,7 pkt  | Simon Ammann       |
| 26. | 20 grudnia   | 2008 | Engelberg                | Gross-Titlis-Schanze           | K-125   | HS-137 | 135,0 m | 134,0 m | 265,7 pkt | 3.   | 9,7 pkt  | Simon Ammann       |
| 27. | 21 grudnia   | 2008 | Engelberg                | Gross-Titlis-Schanze           | K-125   | HS-137 | 133,5 m | 133,5 m | 264,1 pkt | 1.   | –        | –                  |
| 28. | 4 stycznia   | 2009 | Innsbruck                | Bergisel                       | K-120   | HS-130 | 126,0 m | 127,5 m | 260,3 pkt | 2.   | 0,7 pkt  | Wolfgang Loitzl    |
| 29. | 10 stycznia  | 2009 | Tauplitz/Bad Mitterndorf | Kulm                           | K-185   | HS-200 | 199,5 m | 215,5 m | 398,0 pkt | 1.   | –        | –                  |
| 30. | 11 stycznia  | 2009 | Tauplitz/Bad Mitterndorf | Kulm                           | K-185   | HS-200 | 203,5 m | 202,0 m | 393,6 pkt | 1.   | –        | –                  |
| 31. | 16 stycznia  | 2009 | Zakopane                 | Wielka Krokiew                 | K-120   | HS-134 | 127,5 m | 130,0 m | 262,5 pkt | 2.   | 10,2 pkt | Wolfgang Loitzl    |
| 32. | 17 stycznia  | 2009 | Zakopane                 | Wielka Krokiew                 | K-120   | HS-134 | 130,5 m | 138,5 m | 285,7 pkt | 1.   | –        | –                  |
| 33. | 24 stycznia  | 2009 | Whistler                 | Whistler Olympic Park Ski Jump | K-125   | HS-140 | 142,0 m | 139,5 m | 289,2 pkt | 1.   | –        | –                  |
| 34. | 25 stycznia  | 2009 | Whistler                 | Whistler Olympic Park Ski Jump | K-125   | HS-140 | 137,5 m | 149,0 m | 293,2 pkt | 1.   | –        | –                  |
| 35. | 31 stycznia  | 2009 | Sapporo                  | Ōkurayama                      | K-120   | HS-134 | 133,0 m | 120,5 m | 253,3 pkt | 1.   | –        | –                  |
| 36. | 8 lutego     | 2009 | Willingen                | Mühlenkopfschanze              | K-130   | HS-145 | 144,0 m | 135,0 m | 267,2 pkt | 1.   | –        | –                  |
| 37. | 11 lutego    | 2009 | Klingenthal              | Vogtland Arena                 | K-125   | HS-140 | 131,5 m | 135,0 m | 261,2 pkt | 1.   | –        | –                  |
| 38. | 8 marca      | 2009 | Lahti                    | Salpausselkä                   | K-90    | HS-97  | 92,5 m  | 92,5 m  | 242,0 pkt | 1.   | –        | –                  |
| 39. | 13 marca     | 2009 | Lillehammer              | Lysgårdsbakken                 | K-123   | HS-138 | 128,5 m | 138,0 m | 268,9 pkt | 3.   | 19,8 pkt | Harri Olli         |
| 40. | 15 marca     | 2009 | Vikersund                | Vikersundbakken                | K-185   | HS-207 | 207,5 m | 192,0 m | 386,4 pkt | 1.   | –        | –                  |
| 41. | 20 marca     | 2009 | Planica                  | Letalnica                      | K-185   | HS-215 | 203,0 m | –       | 196,1 pkt | 1.   | –        | –                  |
| 42. | 5 grudnia    | 2009 | Lillehammer              | Lysgårdsbakken                 | K-123   | HS-138 | 125,5 m | 141,0 m | 268,9 pkt | 1.   | –        | –                  |
| 43. | 18 grudnia   | 2009 | Engelberg                | Gross-Titlis-Schanze           | K-125   | HS-137 | 136,5 m | 132,5 m | 268,2 pkt | 2.   | 2,2 pkt  | Simon Ammann       |
| 44. | 19 grudnia   | 2009 | Engelberg                | Gross-Titlis-Schanze           | K-125   | HS-137 | 137,0 m | 130,0 m | 265,6 pkt | 1.   | –        | –                  |
| 45. | 1 stycznia   | 2010 | Garmisch-Partenkirchen   | Große Olympiaschanze           | K-125   | HS-140 | 136,5 m | 137,5 m | 277,7 pkt | 1.   | –        | –                  |
| 46. | 3 stycznia   | 2010 | Innsbruck                | Bergisel                       | K-120   | HS-130 | 130,0 m | 122,0 m | 251,1 pkt | 1.   | –        | –                  |
| 47. | 10 stycznia  | 2010 | Tauplitz/Bad Mitterndorf | Kulm                           | K-185   | HS-200 | 203,5 m | 205,0 m | 401,7 pkt | 1.   | –        | –                  |
| 48. | 22 stycznia  | 2010 | Zakopane                 | Wielka Krokiew                 | K-120   | HS-134 | 138,0 m | 133,0 m | 289,8 pkt | 1.   | –        | –                  |
| 49. | 23 stycznia  | 2010 | Zakopane                 | Wielka Krokiew                 | K-120   | HS-134 | 140,0 m | 134,5 m | 295,6 pkt | 1.   | –        | –                  |
| 50. | 3 lutego     | 2010 | Klingenthal              | Vogtland Arena                 | K-125   | HS-140 | 129,0 m | 129,5 m | 245,4 pkt | 3.   | 18,5 pkt | Simon Ammann       |
| 51. | 6 lutego     | 2010 | Willingen                | Mühlenkopfschanze              | K-130   | HS-145 | 142,5 m | 137,5 m | 273,7 pkt | 1.   | –        | –                  |
| 52. | 12 marca     | 2010 | Lillehammer              | Lysgårdsbakken                 | K-123   | HS-138 | 132,0 m | 132,5 m | 271,4 pkt | 2.   | 3,1 pkt  | Simon Ammann       |
| 53. | 5 lutego     | 2011 | Oberstdorf               | im. Heiniego Klopfera          | K-185   | HS-213 | 198,0 m | 208,5 m | 404,5 pkt | 3.   | 23,9 pkt | Martin Koch        |
| 54. | 12 lutego    | 2011 | Vikersund                | Vikersundbakken                | K-195   | HS-225 | 243,5 m | 232,5 m | 498,6 pkt | 1.   | –        | –                  |
| 55. | 13 lutego    | 2011 | Vikersund                | Vikersundbakken                | K-195   | HS-225 | 227,0 m | 237,5 m | 487,5 pkt | 1.   | –        | –                  |
| 56. | 18 marca     | 2011 | Planica                  | Letalnica                      | K-185   | HS-215 | 219,0 m | 226,0 m | 450,9 pkt | 1.   | –        | –                  |
| 57. | 27 listopada | 2011 | Ruka                     | Rukatunturi                    | K-120   | HS-142 | 141,5 m | 130,5 m | 263,5 pkt | 2.   | 0,7 pkt  | Andreas Kofler     |
| 58. | 9 grudnia    | 2011 | Harrachov                | Čerťák                         | K-125   | HS-142 | 140,5 m | 128,0 m | 246,8 pkt | 1.   | –        | –                  |
| 59. | 30 grudnia   | 2011 | Oberstdorf               | Schattenbergschanze            | K-120   | HS-137 | 133,0 m | 137,5 m | 283,3 pkt | 1.   | –        | –                  |
| 60. | 1 stycznia   | 2012 | Garmisch-Partenkirchen   | Große Olympiaschanze           | K-125   | HS-140 | 138,0 m | 134,0 m | 274,5 pkt | 1.   | –        | –                  |
| 61. | 4 stycznia   | 2012 | Innsbruck                | Bergisel                       | K-120   | HS-130 | 130,5 m | 123,0 m | 247,6 pkt | 2.   | 5,2 pkt  | Andreas Kofler     |
| 62. | 6 stycznia   | 2012 | Bischofshofen            | im. Paula Ausserleitnera       | K-125   | HS-140 | 131,0 m | –       | 128,4 pkt | 3.   | 10,3 pkt | Thomas Morgenstern |
| 63. | 21 stycznia  | 2012 | Zakopane                 | Wielka Krokiew                 | K-120   | HS-134 | 131,5 m | 132,0 m | 300,3 pkt | 1.   | –        | –                  |
| 64. | 4 lutego     | 2012 | Predazzo                 | Trampolino Dal Ben             | K-120   | HS-134 | 134,0 m | 134,5 m | 249,8 pkt | 1.   | –        | –                  |
| 65. | 5 lutego     | 2012 | Predazzo                 | Trampolino Dal Ben             | K-120   | HS-134 | 126,0 m | 130,0 m | 256,9 pkt | 2.   | 1,6 pkt  | Kamil Stoch        |
| 66. | 25 listopada | 2012 | Lillehammer              | Lysgårdsbakken                 | K-123   | HS-138 | 141,0 m | 137,0 m | 275,5 pkt | 1.   | –        | –                  |
| 67. | 8 grudnia    | 2012 | Krasnaja Polana          | Russkije Gorki                 | K-95    | HS-106 | 104,5 m | 105,5 m | 270,7 pkt | 1.   | –        | –                  |
| 68. | 15 grudnia   | 2012 | Engelberg                | Gross-Titlis-Schanze           | K-125   | HS-137 | 134,0 m | 132,0 m | 268,1 pkt | 3.   | 4,5 pkt  | Andreas Kofler     |
| 69. | 16 grudnia   | 2012 | Engelberg                | Gross-Titlis-Schanze           | K-125   | HS-137 | 136,0 m | 131,0 m | 273,7 pkt | 1.   | –        | –                  |
| 70. | 30 grudnia   | 2012 | Oberstdorf               | Schattenbergschanze            | K-120   | HS-137 | 134,5 m | 138,5 m | 297,0 pkt | 2.   | 11,6 pkt | Anders Jacobsen    |
| 71. | 1 stycznia   | 2013 | Garmisch-Partenkirchen   | Große Olympiaschanze           | K-125   | HS-140 | 134,0 m | 136,5 m | 276,8 pkt | 2.   | 0,9 pkt  | Anders Jacobsen    |
| 72. | 4 stycznia   | 2013 | Innsbruck                | Bergisel                       | K-120   | HS-130 | 131,5 m | 123,0 m | 253,7 pkt | 1.   | –        | –                  |
| 73. | 6 stycznia   | 2013 | Bischofshofen            | im. Paula Ausserleitnera       | K-125   | HS-140 | 133,0 m | 137,5 m | 272,7 pkt | 1.   | –        | –                  |
| 74. | 26 stycznia  | 2013 | Vikersund                | Vikersundbakken                | K-195   | HS-225 | 216,5 m | 240,0 m | 418,7 pkt | 1.   | –        | –                  |
| 75. | 27 stycznia  | 2013 | Vikersund                | Vikersundbakken                | K-195   | HS-225 | 219,0 m | 225,0 m | 400,0 pkt | 3.   | 16,5 pkt | Robert Kranjec     |
| 76. | 3 lutego     | 2013 | Harrachov                | Čerťák                         | K-185   | HS-205 | 193,5 m | 211,0 m | 421,7 pkt | 1.   | –        | –                  |
| 77. | 3 lutego     | 2013 | Harrachov                | Čerťák                         | K-185   | HS-205 | 197,5 m | –       | 191,8 pkt | 1.   | –        | –                  |
| 78. | 13 lutego    | 2013 | Klingenthal              | Vogtland Arena                 | K-125   | HS-140 | 136,0 m | 132,0 m | 253,1 pkt | 3.   | 6,4 pkt  | Jaka Hvala         |
| 79. | 16 lutego    | 2013 | Oberstdorf               | im. Heiniego Klopfera          | K-185   | HS-213 | 204,0 m | 206,5 m | 409,0 pkt | 3.   | 0,8 pkt  | Richard Freitag    |
| 80. | 17 marca     | 2013 | Oslo                     | Holmenkollbakken               | K-120   | HS-134 | 134,5 m | 135,0 m | 270,1 pkt | 1.   | –        | –                  |
| 81. | 22 marca     | 2013 | Planica                  | Letalnica                      | K-185   | HS-215 | 217,5 m | 213,5 m | 412,2 pkt | 1.   | –        | –                  |
| 82. | 29 listopada | 2013 | Ruka                     | Rukatunturi                    | K-120   | HS-142 | 128,5 m | 143,0 m | 273,2 pkt | 1.   | –        | –                  |
| 83. | 7 grudnia    | 2013 | Lillehammer              | Lysgårdsbakken                 | K-90    | HS-100 | 105,5 m | 97,0 m  | 288,5 pkt | 1.   | –        | –                  |
| 84. | 11 stycznia  | 2014 | Tauplitz/Bad Mitterndorf | Kulm                           | K-185   | HS-200 | 194,0 m | 194,0 m | 380,3 pkt | 3.   | 11,3 pkt | Noriaki Kasai      |
| 85. | 12 stycznia  | 2014 | Tauplitz/Bad Mitterndorf | Kulm                           | K-185   | HS-200 | 186,0 m | 197,5 m | 366,9 pkt | 2.   | 2,1 pkt  | Peter Prevc        |
| 86. | 2 marca      | 2014 | Lahti                    | Salpausselkä                   | K-116   | HS-130 | 126,0 m | 130,0 m | 270,2 pkt | 3.   | 10,8 pkt | Kamil Stoch        |
| 87. | 6 grudnia    | 2014 | Lillehammer              | Lysgårdsbakken                 | K-123   | HS-138 | 127,5 m | 138,5 m | 302,7 pkt | 1.   | –        | –                  |
| 88. | 13 grudnia   | 2014 | Niżny Tagił              | Aist                           | K-120   | HS-134 | 129,0 m | 133,0 m | 257,3 pkt | 2.   | 5,8 pkt  | Anders Fannemel    |

### Miejsca w poszczególnych konkursach indywidualnychPucharu Świata
| Źródło | Źródło            | Źródło            | Źródło                | Źródło                 | Źródło                 | Źródło                       | Źródło                       | Źródło                       | Źródło                       | Źródło                       | Źródło                 | Źródło                 | Źródło                 | Źródło                 | Źródło            | Źródło           | Źródło            | Źródło            | Źródło                | Źródło                 | Źródło                 | Źródło          | Źródło            | Źródło          | Źródło                 | Źródło            | Źródło        | Źródło        | Źródło        | Źródło        | Źródło | Źródło | Źródło | Źródło | Źródło | Źródło | Źródło | Źródło | Źródło | Źródło | Źródło | Źródło | Źródło | Źródło | Źródło | Źródło | Źródło | Źródło | Źródło |
| --- | ----------------- | ----------------- | --------------------- | ---------------------- | ---------------------- | ---------------------------- | ---------------------------- | ---------------------------- | ---------------------------- | ---------------------------- | ---------------------- | ---------------------- | ---------------------- | ---------------------- | ----------------- | ---------------- | ----------------- | ----------------- | --------------------- | ---------------------- | ---------------------- | --------------- | ----------------- | --------------- | ---------------------- | ----------------- | ------------- | ------------- | ------------- | ------------- | ------ | ------ | ------ | ------ | ------ | ------ | ------ | ------ | ------ | ------ | ------ | ------ | ------ | ------ | ------ | ------ | ------ | ------ | ------ |
| Sezon 2005/2006 |                   |                   |                       |                        |                        |                              |                              |                              |                              |                              |                        |                        |                        |                        |                   |                  |                   |                   |                       |                        |                        |                 |                   |                 |                        |                   |               |               |               |               |        |        |        |        |        |        |        |        |        |        |        |        |        |        |        |        |        |        |        |
| Ruka HS142 | Ruka HS142        | Lillehammer HS134 | Lillehammer HS134     | Harrachov HS142        | Harrachov HS142        | Engelberg HS137              | Oberstdorf HS137             | Garmisch-Partenkirchen HS125 | Innsbruck HS130              | Bischofshofen HS140          | Sapporo HS134          | Sapporo HS134          | Zakopane HS134         | Zakopane HS134         | Willingen HS145   | Lahti HS130      | Kuopio HS127      | Lillehammer HS134 | Oslo HS128            | Planica HS215          | Planica HS215          | punkty          | punkty            | punkty          | punkty                 | punkty            | punkty        | punkty        | punkty        | punkty        | punkty | punkty | punkty | punkty | punkty | punkty | punkty | punkty | punkty | punkty |        |        |        |        |        |        |        |        |        |
| - | -                 | -                 | -                     | -                      | -                      | -                            | -                            | -                            | -                            | -                            | -                      | -                      | -                      | -                      | -                 | -                | -                 | -                 | 24                    | -                      | -                      | 7               | 7                 | 7               | 7                      | 7                 | 7             | 7             | 7             | 7             | 7      | 7      | 7      | 7      | 7      | 7      | 7      | 7      | 7      | 7      |        |        |        |        |        |        |        |        |        |
| Sezon 2006/2007 |                   |                   |                       |                        |                        |                              |                              |                              |                              |                              |                        |                        |                        |                        |                   |                  |                   |                   |                       |                        |                        |                 |                   |                 |                        |                   |               |               |               |               |        |        |        |        |        |        |        |        |        |        |        |        |        |        |        |        |        |        |        |
| Ruka HS142 | Lillehammer HS138 | Lillehammer HS138 | Engelberg HS137       | Engelberg HS137        | Oberstdorf HS137       | Garmisch-Partenkirchen HS125 | Innsbruck HS130              | Bischofshofen HS140          | Vikersund HS207              | Zakopane HS134               | Oberstdorf HS137       | Oberstdorf HS137       | Titisee-Neustadt HS142 | Titisee-Neustadt HS142 | Klingenthal HS140 | Willingen HS145  | Lahti HS130       | Kuopio HS127      | Oslo HS128            | Oslo HS128             | Planica HS215          | Planica HS215   | Planica HS215     | punkty          | punkty                 | punkty            | punkty        | punkty        | punkty        | punkty        | punkty | punkty | punkty | punkty | punkty | punkty | punkty | punkty | punkty | punkty | punkty | punkty |        |        |        |        |        |        |        |
| - | 4                 | 1                 | 1                     | 3                      | 1                      | 4                            | 11                           | 1                            | -                            | 9                            | 4                      | 10                     | 8                      | 2                      | 1                 | 17               | 38                | 9                 | 19                    | 41                     | -                      | -               | -                 | 956             | 956                    | 956               | 956           | 956           | 956           | 956           | 956    | 956    | 956    | 956    | 956    | 956    | 956    | 956    | 956    | 956    | 956    | 956    |        |        |        |        |        |        |        |
| Sezon 2007/2008 |                   |                   |                       |                        |                        |                              |                              |                              |                              |                              |                        |                        |                        |                        |                   |                  |                   |                   |                       |                        |                        |                 |                   |                 |                        |                   |               |               |               |               |        |        |        |        |        |        |        |        |        |        |        |        |        |        |        |        |        |        |        |
| Ruka HS142 | Trondheim HS131   | Trondheim HS131   | Villach HS98          | Villach HS98           | Engelberg HS137        | Engelberg HS137              | Oberstdorf HS137             | Garmisch-Partenkirchen HS140 | Bischofshofen HS140          | Bischofshofen HS140          | Predazzo HS134         | Predazzo HS134         | Harrachov HS205        | Zakopane HS134         | Zakopane HS134    | Sapporo HS134    | Sapporo HS134     | Liberec HS134     | Liberec HS134         | Willingen HS145        | Kuopio HS127           | Kuopio HS127    | Lillehammer HS138 | Oslo HS128      | Planica HS215          | Planica HS215     | punkty        | punkty        | punkty        | punkty        | punkty | punkty | punkty | punkty | punkty | punkty | punkty | punkty | punkty | punkty | punkty | punkty | punkty | punkty | punkty |        |        |        |        |
| 4 | 2                 | 9                 | 3                     | 2                      | 4                      | 2                            | 2                            | 1                            | 5                            | 42                           | 18                     | 6                      | -                      | 1                      | 8                 | -                | -                 | 2                 | 2                     | 8                      | 2                      | 4               | 1                 | 1               | 1                      | 1                 | 1561          | 1561          | 1561          | 1561          | 1561   | 1561   | 1561   | 1561   | 1561   | 1561   | 1561   | 1561   | 1561   | 1561   | 1561   | 1561   | 1561   | 1561   | 1561   |        |        |        |        |
| Sezon 2008/2009 |                   |                   |                       |                        |                        |                              |                              |                              |                              |                              |                        |                        |                        |                        |                   |                  |                   |                   |                       |                        |                        |                 |                   |                 |                        |                   |               |               |               |               |        |        |        |        |        |        |        |        |        |        |        |        |        |        |        |        |        |        |        |
| Ruka HS142 | Trondheim HS140   | Trondheim HS140   | Pragelato HS140       | Pragelato HS140        | Engelberg HS137        | Engelberg HS137              | Oberstdorf HS137             | Garmisch-Partenkirchen HS140 | Innsbruck HS130              | Bischofshofen HS140          | Bad Mitterndorf HS200  | Bad Mitterndorf HS200  | Zakopane HS134         | Zakopane HS134         | Whistler HS140    | Whistler HS140   | Sapporo HS134     | Willingen HS145   | Klingenthal HS140     | Oberstdorf HS213       | Lahti HS97             | Kuopio HS127    | Lillehammer HS138 | Vikersund HS207 | Planica HS215          | Planica HS215     | punkty        | punkty        | punkty        | punkty        | punkty | punkty | punkty | punkty | punkty | punkty | punkty | punkty | punkty | punkty | punkty | punkty | punkty | punkty | punkty |        |        |        |        |
| 3 | 1                 | 3                 | 2                     | 4                      | 3                      | 1                            | 4                            | 4                            | 2                            | 4                            | 1                      | 1                      | 2                      | 1                      | 1                 | 1                | 1                 | 1                 | 1                     | 8                      | 1                      | 10              | 3                 | 1               | 1                      | 5                 | 2083          | 2083          | 2083          | 2083          | 2083   | 2083   | 2083   | 2083   | 2083   | 2083   | 2083   | 2083   | 2083   | 2083   | 2083   | 2083   | 2083   | 2083   | 2083   |        |        |        |        |
| Sezon 2009/2010 |                   |                   |                       |                        |                        |                              |                              |                              |                              |                              |                        |                        |                        |                        |                   |                  |                   |                   |                       |                        |                        |                 |                   |                 |                        |                   |               |               |               |               |        |        |        |        |        |        |        |        |        |        |        |        |        |        |        |        |        |        |        |
| Ruka HS142 | Lillehammer HS138 | Lillehammer HS138 | Engelberg HS137       | Engelberg HS137        | Engelberg HS137        | Oberstdorf HS137             | Garmisch-Partenkirchen HS140 | Innsbruck HS130              | Bischofshofen HS140          | Bad Mitterndorf HS200        | Bad Mitterndorf HS200  | Sapporo HS134          | Sapporo HS134          | Zakopane HS134         | Zakopane HS134    | Oberstdorf HS213 | Klingenthal HS140 | Willingen HS145   | Lahti HS130           | Kuopio HS127           | Lillehammer HS138      | Oslo HS134      | punkty            | punkty          | punkty                 | punkty            | punkty        | punkty        | punkty        | punkty        | punkty | punkty | punkty | punkty | punkty | punkty | punkty | punkty | punkty | punkty | punkty |        |        |        |        |        |        |        |        |
| 19 | 1                 | 4                 | 2                     | 1                      | 6                      | 9                            | 1                            | 1                            | 6                            | 5                            | 1                      | -                      | -                      | 1                      | 1                 | 7                | 3                 | 1                 | 4                     | 11                     | 2                      | 12              | 1368              | 1368            | 1368                   | 1368              | 1368          | 1368          | 1368          | 1368          | 1368   | 1368   | 1368   | 1368   | 1368   | 1368   | 1368   | 1368   | 1368   | 1368   | 1368   |        |        |        |        |        |        |        |        |
| Sezon 2010/2011 |                   |                   |                       |                        |                        |                              |                              |                              |                              |                              |                        |                        |                        |                        |                   |                  |                   |                   |                       |                        |                        |                 |                   |                 |                        |                   |               |               |               |               |        |        |        |        |        |        |        |        |        |        |        |        |        |        |        |        |        |        |        |
| Ruka HS142 | Kuopio HS127      | Lillehammer HS138 | Lillehammer HS138     | Engelberg HS137        | Engelberg HS137        | Engelberg HS137              | Oberstdorf HS137             | Garmisch-Partenkirchen HS140 | Innsbruck HS130              | Bischofshofen HS140          | Harrachov HS205        | Harrachov HS205        | Sapporo HS134          | Sapporo HS134          | Zakopane HS134    | Zakopane HS134   | Zakopane HS134    | Willingen HS145   | Klingenthal HS140     | Oberstdorf HS213       | Vikersund HS225        | Vikersund HS225 | Lahti HS130       | Planica HS215   | Planica HS215          | punkty            | punkty        | punkty        | punkty        | punkty        | punkty | punkty | punkty | punkty | punkty | punkty | punkty | punkty | punkty | punkty | punkty | punkty | punkty | punkty |        |        |        |        |        |
| 14 | 16                | 14                | 20                    | -                      | -                      | -                            | -                            | -                            | 18                           | 23                           | 5                      | 13                     | -                      | -                      | 6                 | 9                | 19                | 5                 | 5                     | 3                      | 1                      | 1               | 8                 | 1               | 4                      | 761               | 761           | 761           | 761           | 761           | 761    | 761    | 761    | 761    | 761    | 761    | 761    | 761    | 761    | 761    | 761    | 761    | 761    | 761    |        |        |        |        |        |
| Sezon 2011/2012 |                   |                   |                       |                        |                        |                              |                              |                              |                              |                              |                        |                        |                        |                        |                   |                  |                   |                   |                       |                        |                        |                 |                   |                 |                        |                   |               |               |               |               |        |        |        |        |        |        |        |        |        |        |        |        |        |        |        |        |        |        |        |
| Ruka HS142 | Lillehammer HS100 | Lillehammer HS138 | Harrachov HS142       | Harrachov HS142        | Engelberg HS137        | Engelberg HS137              | Oberstdorf HS137             | Garmisch-Partenkirchen HS140 | Innsbruck HS130              | Bischofshofen HS140          | Bad Mitterndorf HS200  | Bad Mitterndorf HS200  | Zakopane HS134         | Zakopane HS134         | Sapporo HS134     | Sapporo HS134    | Predazzo HS134    | Predazzo HS134    | Willingen HS145       | Oberstdorf HS213       | Lahti HS97             | Trondheim HS140 | Oslo HS134        | Planica HS215   | Planica HS215          | punkty            | punkty        | punkty        | punkty        | punkty        | punkty | punkty | punkty | punkty | punkty | punkty | punkty | punkty | punkty | punkty | punkty | punkty | punkty | punkty |        |        |        |        |        |
| 2 | 6                 | 4                 | 1                     | 8                      | 11                     | 4                            | 1                            | 1                            | 2                            | 3                            | 7                      | 30                     | 18                     | 1                      | -                 | -                | 1                 | 2                 | 18                    | 7                      | 6                      | 12              | 16                | 5               | 4                      | 1267              | 1267          | 1267          | 1267          | 1267          | 1267   | 1267   | 1267   | 1267   | 1267   | 1267   | 1267   | 1267   | 1267   | 1267   | 1267   | 1267   | 1267   | 1267   |        |        |        |        |        |
| Sezon 2012/2013 |                   |                   |                       |                        |                        |                              |                              |                              |                              |                              |                        |                        |                        |                        |                   |                  |                   |                   |                       |                        |                        |                 |                   |                 |                        |                   |               |               |               |               |        |        |        |        |        |        |        |        |        |        |        |        |        |        |        |        |        |        |        |
| Lillehammer HS100 | Lillehammer HS138 | Ruka HS142        | Krasnaja Polana HS106 | Krasnaja Polana HS106  | Engelberg HS137        | Engelberg HS137              | Oberstdorf HS137             | Garmisch-Partenkirchen HS140 | Innsbruck HS130              | Bischofshofen HS140          | Wisła HS134            | Zakopane HS134         | Sapporo HS134          | Sapporo HS134          | Vikersund HS225   | Vikersund HS225  | Harrachov HS205   | Harrachov HS205   | Klingenthal HS140     | Oberstdorf HS213       | Lahti HS130            | Kuopio HS127    | Trondheim HS140   | Oslo HS134      | Planica HS215          | Planica HS215     | punkty        | punkty        | punkty        | punkty        | punkty | punkty | punkty | punkty | punkty | punkty | punkty | punkty | punkty | punkty | punkty | punkty | punkty | punkty | punkty |        |        |        |        |
| 8 | 1                 | 4                 | 1                     | 25                     | 3                      | 1                            | 2                            | 2                            | 1                            | 1                            | -                      | 8                      | -                      | -                      | 1                 | 3                | 1                 | 1                 | 3                     | 3                      | 15                     | 5               | 16                | 1               | 1                      | 11                | 1620          | 1620          | 1620          | 1620          | 1620   | 1620   | 1620   | 1620   | 1620   | 1620   | 1620   | 1620   | 1620   | 1620   | 1620   | 1620   | 1620   | 1620   | 1620   |        |        |        |        |
| Sezon 2013/2014 |                   |                   |                       |                        |                        |                              |                              |                              |                              |                              |                        |                        |                        |                        |                   |                  |                   |                   |                       |                        |                        |                 |                   |                 |                        |                   |               |               |               |               |        |        |        |        |        |        |        |        |        |        |        |        |        |        |        |        |        |        |        |
| Klingenthal HS140 | Ruka HS142        | Lillehammer HS100 | Lillehammer HS138     | Titisee-Neustadt HS142 | Titisee-Neustadt HS142 | Engelberg HS137              | Engelberg HS137              | Oberstdorf HS137             | Garmisch-Partenkirchen HS140 | Innsbruck HS130              | Bischofshofen HS140    | Bad Mitterndorf HS200  | Bad Mitterndorf HS200  | Wisła HS134            | Zakopane HS134    | Sapporo HS134    | Sapporo HS134     | Willingen HS145   | Willingen HS145       | Falun HS134            | Lahti HS130            | Lahti HS130     | Kuopio HS127      | Trondheim HS140 | Oslo HS134             | Planica HS139     | Planica HS139 | punkty        | punkty        | punkty        | punkty | punkty | punkty | punkty | punkty | punkty | punkty | punkty | punkty | punkty | punkty | punkty | punkty | punkty | punkty | punkty |        |        |        |
| - | 1                 | 1                 | 15                    | 4                      | 8                      | 27                           | 4                            | 9                            | 8                            | 4                            | 18                     | 3                      | 2                      | 8                      | 12                | -                | -                 | -                 | -                     | 18                     | 8                      | 3               | 10                | 13              | 5                      | 5                 | 8             | 943           | 943           | 943           | 943    | 943    | 943    | 943    | 943    | 943    | 943    | 943    | 943    | 943    | 943    | 943    | 943    | 943    | 943    | 943    |        |        |        |
| Sezon 2014/2015 |                   |                   |                       |                        |                        |                              |                              |                              |                              |                              |                        |                        |                        |                        |                   |                  |                   |                   |                       |                        |                        |                 |                   |                 |                        |                   |               |               |               |               |        |        |        |        |        |        |        |        |        |        |        |        |        |        |        |        |        |        |        |
| Klingenthal HS140 | Ruka HS142        | Ruka HS142        | Lillehammer HS138     | Lillehammer HS138      | Niżny Tagił HS134      | Niżny Tagił HS134            | Engelberg HS137              | Engelberg HS137              | Oberstdorf HS137             | Garmisch-Partenkirchen HS140 | Innsbruck HS130        | Bischofshofen HS140    | Bad Mitterndorf HS225  | Wisła HS134            | Zakopane HS134    | Sapporo HS134    | Sapporo HS134     | Willingen HS145   | Willingen HS145       | Titisee-Neustadt HS142 | Titisee-Neustadt HS142 | Vikersund HS225 | Vikersund HS225   | Lahti HS130     | Kuopio HS100           | Trondheim HS140   | Oslo HS134    | Oslo HS134    | Planica HS225 | Planica HS225 | punkty |        |        |        |        |        |        |        |        |        |        |        |        |        |        |        |        |        |        |
| 15 | 24                | 12                | 1                     | 13                     | 2                      | 4                            | 23                           | 11                           | 17                           | 4                            | 5                      | 7                      | 24                     | 38                     | 15                | -                | -                 | 13                | 20                    | 7                      | 10                     | -               | -                 | 7               | 27                     | 8                 | 17            | 17            | 12            | 9             | 739    |        |        |        |        |        |        |        |        |        |        |        |        |        |        |        |        |        |        |
| Sezon 2015/2016 |                   |                   |                       |                        |                        |                              |                              |                              |                              |                              |                        |                        |                        |                        |                   |                  |                   |                   |                       |                        |                        |                 |                   |                 |                        |                   |               |               |               |               |        |        |        |        |        |        |        |        |        |        |        |        |        |        |        |        |        |        |        |
| Klingenthal HS140 | Lillehammer HS100 | Lillehammer HS100 | Niżny Tagił HS134     | Niżny Tagił HS134      | Engelberg HS137        | Engelberg HS137              | Oberstdorf HS137             | Garmisch-Partenkirchen HS140 | Innsbruck HS130              | Bischofshofen HS140          | Willingen HS145        | Zakopane HS134         | Sapporo HS134          | Sapporo HS134          | Trondheim HS140   | Vikersund HS225  | Vikersund HS225   | Vikersund HS225   | Lahti HS130           | Lahti HS100            | Kuopio HS127           | Ałmaty HS140    | Ałmaty HS140      | Wisła HS134     | Titisee-Neustadt HS142 | Planica HS225     | Planica HS225 | Planica HS225 | punkty        | punkty        | punkty | punkty | punkty | punkty | punkty | punkty | punkty | punkty | punkty | punkty | punkty | punkty | punkty | punkty | punkty | punkty | punkty |        |        |
| 17 | 14                | 20                | -                     | -                      | -                      | -                            | 31                           | 21                           | 33                           | -                            | -                      | -                      | -                      | -                      | -                 | -                | -                 | -                 | -                     | -                      | -                      | -               | -                 | -               | -                      | -                 | -             | -             | 53            | 53            | 53     | 53     | 53     | 53     | 53     | 53     | 53     | 53     | 53     | 53     | 53     | 53     | 53     | 53     | 53     | 53     | 53     |        |        |
| Sezon 2016/2017 |                   |                   |                       |                        |                        |                              |                              |                              |                              |                              |                        |                        |                        |                        |                   |                  |                   |                   |                       |                        |                        |                 |                   |                 |                        |                   |               |               |               |               |        |        |        |        |        |        |        |        |        |        |        |        |        |        |        |        |        |        |        |
| Ruka HS142 | Ruka HS142        | Klingenthal HS140 | Lillehammer HS138     | Lillehammer HS138      | Engelberg HS140        | Engelberg HS140              | Oberstdorf HS137             | Garmisch-Partenkirchen HS140 | Innsbruck HS130              | Bischofshofen HS140          | Wisła HS134            | Wisła HS134            | Zakopane HS134         | Willingen HS145        | Oberstdorf HS225  | Oberstdorf HS225 | Sapporo HS137     | Sapporo HS137     | Pjongczang HS140      | Pjongczang HS109       | Oslo HS134             | Trondheim HS140 | Vikersund HS225   | Planica HS225   | Planica HS225          | punkty            | punkty        | punkty        | punkty        | punkty        | punkty | punkty | punkty | punkty | punkty | punkty | punkty | punkty | punkty | punkty | punkty | punkty | punkty | punkty |        |        |        |        |        |
| - | -                 | -                 | -                     | -                      | -                      | -                            | -                            | -                            | -                            | -                            | 31                     | 8                      | 33                     | 7                      | 19                | -                | -                 | -                 | -                     | -                      | 20                     | -               | 28                | -               | -                      | 94                | 94            | 94            | 94            | 94            | 94     | 94     | 94     | 94     | 94     | 94     | 94     | 94     | 94     | 94     | 94     | 94     | 94     | 94     |        |        |        |        |        |
| Sezon 2017/2018 |                   |                   |                       |                        |                        |                              |                              |                              |                              |                              |                        |                        |                        |                        |                   |                  |                   |                   |                       |                        |                        |                 |                   |                 |                        |                   |               |               |               |               |        |        |        |        |        |        |        |        |        |        |        |        |        |        |        |        |        |        |        |
| Wisła HS134 | Ruka HS142        | Niżny Tagił HS134 | Niżny Tagił HS134     | Titisee-Neustadt HS142 | Engelberg HS140        | Engelberg HS140              | Oberstdorf HS137             | Garmisch-Partenkirchen HS140 | Innsbruck HS130              | Bischofshofen HS140          | Bad Mitterndorf HS235  | Zakopane HS140         | Willingen HS145        | Willingen HS145        | Lahti HS130       | Oslo HS134       | Lillehammer HS140 | Trondheim HS140   | Vikersund HS240       | Planica HS240          | Planica HS240          | punkty          | punkty            | punkty          | punkty                 | punkty            | punkty        | punkty        | punkty        | punkty        | punkty | punkty | punkty | punkty | punkty | punkty | punkty | punkty | punkty | punkty |        |        |        |        |        |        |        |        |        |
| - | -                 | -                 | -                     | 22                     | 46                     | 34                           | 13                           | 19                           | 37                           | 33                           | 38                     | 40                     | -                      | -                      | 19                | 17               | 25                | q                 | 38                    | 27                     | -                      | 77              | 77                | 77              | 77                     | 77                | 77            | 77            | 77            | 77            | 77     | 77     | 77     | 77     | 77     | 77     | 77     | 77     | 77     | 77     |        |        |        |        |        |        |        |        |        |
| Sezon 2018/2019 |                   |                   |                       |                        |                        |                              |                              |                              |                              |                              |                        |                        |                        |                        |                   |                  |                   |                   |                       |                        |                        |                 |                   |                 |                        |                   |               |               |               |               |        |        |        |        |        |        |        |        |        |        |        |        |        |        |        |        |        |        |        |
| Wisła HS134 | Ruka HS142        | Ruka HS142        | Niżny Tagił HS134     | Niżny Tagił HS134      | Engelberg HS140        | Engelberg HS140              | Oberstdorf HS137             | Garmisch-Partenkirchen HS142 | Innsbruck HS130              | Bischofshofen HS142          | Predazzo HS135         | Predazzo HS135         | Zakopane HS140         | Sapporo HS137          | Sapporo HS137     | Oberstdorf HS235 | Oberstdorf HS235  | Oberstdorf HS235  | Lahti HS130           | Willingen HS145        | Willingen HS145        | Oslo HS134      | Lillehammer HS140 | Trondheim HS138 | Vikersund HS240        | Planica HS240     | Planica HS240 | punkty        | punkty        | punkty        | punkty | punkty | punkty | punkty | punkty | punkty | punkty | punkty | punkty | punkty | punkty | punkty | punkty | punkty | punkty | punkty |        |        |        |
| 48 | 12                | q                 | 34                    | 45                     | -                      | -                            | -                            | -                            | -                            | -                            | -                      | -                      | -                      | -                      | -                 | -                | -                 | -                 | 30                    | 42                     | dq                     | -               | -                 | -               | -                      | -                 | -             | 23            | 23            | 23            | 23     | 23     | 23     | 23     | 23     | 23     | 23     | 23     | 23     | 23     | 23     | 23     | 23     | 23     | 23     | 23     |        |        |        |
| Sezon 2019/2020 |                   |                   |                       |                        |                        |                              |                              |                              |                              |                              |                        |                        |                        |                        |                   |                  |                   |                   |                       |                        |                        |                 |                   |                 |                        |                   |               |               |               |               |        |        |        |        |        |        |        |        |        |        |        |        |        |        |        |        |        |        |        |
| Wisła HS134 | Ruka HS142        | Niżny Tagił HS134 | Niżny Tagił HS134     | Klingenthal HS140      | Engelberg HS140        | Engelberg HS140              | Oberstdorf HS137             | Garmisch-Partenkirchen HS142 | Innsbruck HS130              | Bischofshofen HS142          | Predazzo HS104         | Predazzo HS104         | Titisee-Neustadt HS142 | Titisee-Neustadt HS142 | Zakopane HS140    | Sapporo HS137    | Sapporo HS137     | Willingen HS145   | Bad Mitterndorf HS235 | Bad Mitterndorf HS235  | Râșnov HS97            | Râșnov HS97     | Lahti HS130       | Lahti HS130     | Lillehammer HS140      | Lillehammer HS140 | punkty        | punkty        | punkty        | punkty        | punkty | punkty | punkty | punkty | punkty | punkty | punkty | punkty | punkty | punkty | punkty | punkty | punkty | punkty | punkty |        |        |        |        |
| 30 | 14                | 4                 | 44                    | 12                     | 37                     | 15                           | 31                           | 35                           | 6                            | 17                           | 20                     | 17                     | 15                     | 14                     | 32                | 33               | 37                | 7                 | 40                    | q                      | 17                     | 12              | 26                | 13              | 10                     | 18                | 356           | 356           | 356           | 356           | 356    | 356    | 356    | 356    | 356    | 356    | 356    | 356    | 356    | 356    | 356    | 356    | 356    | 356    | 356    |        |        |        |        |
| Sezon 2020/2021 |                   |                   |                       |                        |                        |                              |                              |                              |                              |                              |                        |                        |                        |                        |                   |                  |                   |                   |                       |                        |                        |                 |                   |                 |                        |                   |               |               |               |               |        |        |        |        |        |        |        |        |        |        |        |        |        |        |        |        |        |        |        |
| Wisła HS134 | Ruka HS142        | Ruka HS142        | Niżny Tagił HS134     | Niżny Tagił HS134      | Engelberg HS140        | Engelberg HS140              | Oberstdorf HS137             | Garmisch-Partenkirchen HS142 | Innsbruck HS128              | Bischofshofen HS142          | Titisee-Neustadt HS142 | Titisee-Neustadt HS142 | Zakopane HS140         | Lahti HS130            | Willingen HS147   | Willingen HS147  | Klingenthal HS140 | Klingenthal HS140 | Zakopane HS140        | Zakopane HS140         | Râșnov HS97            | Planica HS240   | Planica HS240     | Planica HS240   | punkty                 | punkty            | punkty        | punkty        | punkty        | punkty        | punkty | punkty | punkty | punkty | punkty | punkty | punkty | punkty | punkty | punkty | punkty | punkty | punkty |        |        |        |        |        |        |
| 44 | -                 | -                 | -                     | -                      | 30                     | 24                           | -                            | -                            | 32                           | dq                           | -                      | -                      | 38                     | -                      | -                 | -                | -                 | -                 | -                     | -                      | -                      | -               | -                 | -               | 8                      | 8                 | 8             | 8             | 8             | 8             | 8      | 8      | 8      | 8      | 8      | 8      | 8      | 8      | 8      | 8      | 8      | 8      | 8      |        |        |        |        |        |        |
| Legenda |                   |                   |                       |                        |                        |                              |                              |                              |                              |                              |                        |                        |                        |                        |                   |                  |                   |                   |                       |                        |                        |                 |                   |                 |                        |                   |               |               |               |               |        |        |        |        |        |        |        |        |        |        |        |        |        |        |        |        |        |        |        |
| 1 2 3 4-10 11-30 poniżej 30 dq – dyskwalifikacja q – dyskwalifikacja w kwalifikacjach q – zawodnik nie zakwalifikował się - – zawodnik nie wystartował |                   |                   |                       |                        |                        |                              |                              |                              |                              |                              |                        |                        |                        |                        |                   |                  |                   |                   |                       |                        |                        |                 |                   |                 |                        |                   |               |               |               |               |        |        |        |        |        |        |        |        |        |        |        |        |        |        |        |        |        |        |        |

### Miejsca w poszczególnych konkursach drużynowychPucharu Świata
| Sezon 2006/2007                                  | Sezon 2006/2007 | Sezon 2006/2007 | Sezon 2006/2007            | Sezon 2006/2007        | Sezon 2006/2007   | Sezon 2006/2007           | Sezon 2006/2007  | Willingen HS145 | Lahti HS130   |
| Sezon 2006/2007                                  | Sezon 2006/2007 | Sezon 2006/2007 | Sezon 2006/2007            | Sezon 2006/2007        | Sezon 2006/2007   | Sezon 2006/2007           | Sezon 2006/2007  | 1               | 1             |
| Sezon 2007/2008                                  | Sezon 2007/2008 | Sezon 2007/2008 | Sezon 2007/2008            | Sezon 2007/2008        | Sezon 2007/2008   | Sezon 2007/2008           | Ruka HS142       | Willingen HS145 | Planica HS215 |
| Sezon 2007/2008                                  | Sezon 2007/2008 | Sezon 2007/2008 | Sezon 2007/2008            | Sezon 2007/2008        | Sezon 2007/2008   | Sezon 2007/2008           | 2                | 3               | 3             |
| Sezon 2008/2009                                  | Sezon 2008/2009 | Sezon 2008/2009 | Sezon 2008/2009            | Ruka HS142             | Willingen HS145   | Oberstdorf HS213          | Lahti HS130      | Vikersund HS207 | Planica HS215 |
| Sezon 2008/2009                                  | Sezon 2008/2009 | Sezon 2008/2009 | Sezon 2008/2009            | 2                      | -                 | -                         | 1                | 1               | 4             |
| Sezon 2009/2010                                  | Sezon 2009/2010 | Sezon 2009/2010 | Sezon 2009/2010            | Sezon 2009/2010        | Sezon 2009/2010   | Ruka HS142                | Oberstdorf HS213 | Willingen HS145 | Lahti HS130   |
| Sezon 2009/2010                                  | Sezon 2009/2010 | Sezon 2009/2010 | Sezon 2009/2010            | Sezon 2009/2010        | Sezon 2009/2010   | 1                         | 1                | -               | -             |
| Sezon 2010/2011                                  | Sezon 2010/2011 | Sezon 2010/2011 | Sezon 2010/2011            | Sezon 2010/2011        | Ruka HS142        | Willingen HS145           | Oberstdorf HS213 | Lahti HS130     | Planica HS215 |
| Sezon 2010/2011                                  | Sezon 2010/2011 | Sezon 2010/2011 | Sezon 2010/2011            | Sezon 2010/2011        | 1                 | 1                         | 1                | 1               | 1             |
| Sezon 2011/2012                                  | Sezon 2011/2012 | Sezon 2011/2012 | Sezon 2011/2012            | Ruka HS142             | Harrachov HS142   | Willingen HS145           | Oberstdorf HS213 | Lahti HS97      | Planica HS215 |
| Sezon 2011/2012                                  | Sezon 2011/2012 | Sezon 2011/2012 | Sezon 2011/2012            | 1                      | 2                 | 2                         | 2                | 1               | 1             |
| Sezon 2012/2013                                  | Sezon 2012/2013 | Sezon 2012/2013 | Lillehammer HS 100 (mikst) | Ruka HS142             | Zakopane HS134    | Willingen HS145           | Oberstdorf HS213 | Lahti HS130     | Planica HS215 |
| Sezon 2012/2013                                  | Sezon 2012/2013 | Sezon 2012/2013 | 12                         | 2                      | -                 | 4                         | 2                | 4               | 3             |
| Sezon 2013/2014                                  | Sezon 2013/2014 | Sezon 2013/2014 | Sezon 2013/2014            | Sezon 2013/2014        | Klingenthal HS140 | Lillehammer HS100 (mikst) | Zakopane HS134   | Lahti HS130     | Planica HS139 |
| Sezon 2013/2014                                  | Sezon 2013/2014 | Sezon 2013/2014 | Sezon 2013/2014            | Sezon 2013/2014        | 5                 | 2                         | 3                | 1               | 1             |
| Sezon 2014/2015                                  | Sezon 2014/2015 | Sezon 2014/2015 | Sezon 2014/2015            | Sezon 2014/2015        | Klingenthal HS140 | Zakopane HS134            | Willingen HS145  | Lahti HS130     | Planica HS225 |
| Sezon 2014/2015                                  | Sezon 2014/2015 | Sezon 2014/2015 | Sezon 2014/2015            | Sezon 2014/2015        | 8                 | 2                         | 5                | 5               | 2             |
| Sezon 2015/2016                                  | Sezon 2015/2016 | Sezon 2015/2016 | Sezon 2015/2016            | Klingenthal HS140      | Willingen HS145   | Zakopane HS134            | Oslo HS134       | Kuopio HS127    | Planica HS225 |
| Sezon 2015/2016                                  | Sezon 2015/2016 | Sezon 2015/2016 | Sezon 2015/2016            | 3                      | -                 | -                         | -                | -               | -             |
| Sezon 2016/2017                                  | Sezon 2016/2017 | Sezon 2016/2017 | Sezon 2016/2017            | Klingenthal HS140      | Zakopane HS134    | Willingen HS145           | Oslo HS134       | Vikersund HS225 | Planica HS225 |
| Sezon 2016/2017                                  | Sezon 2016/2017 | Sezon 2016/2017 | Sezon 2016/2017            | -                      | 4                 | 2                         | -                | 3               | -             |
| Sezon 2017/2018                                  | Sezon 2017/2018 | Wisła HS134     | Ruka HS142                 | Titisee-Neustadt HS142 | Zakopane HS140    | Lahti HS130               | Oslo HS134       | Vikersund HS240 | Planica HS240 |
| Sezon 2017/2018                                  | Sezon 2017/2018 | -               | -                          | 5                      | 4                 | 4                         | 3                | -               | 6             |
| Sezon 2018/2019                                  | Sezon 2018/2019 | Sezon 2018/2019 | Wisła HS134                | Zakopane HS140         | Lahti HS130       | Willingen HS145           | Oslo HS134       | Vikersund HS240 | Planica HS240 |
| Sezon 2018/2019                                  | Sezon 2018/2019 | Sezon 2018/2019 | -                          | -                      | 1                 | -                         | -                | -               | -             |
| Sezon 2019/2020                                  | Sezon 2019/2020 | Sezon 2019/2020 | Sezon 2019/2020            | Sezon 2019/2020        | Wisła HS134       | Klingenthal HS140         | Zakopane HS140   | Lahti HS130     | Oslo HS134    |
| Sezon 2019/2020                                  | Sezon 2019/2020 | Sezon 2019/2020 | Sezon 2019/2020            | Sezon 2019/2020        | -                 | 2                         | -                | -               | 6             |
| Legenda                                          |                 |                 |                            |                        |                   |                           |                  |                 |               |
| 1 2 3 4-8 poniżej 8 - – zawodnik nie wystartował |                 |                 |                            |                        |                   |                           |                  |                 |               |

### Turniej Czterech Skoczni
Gregor Schlierenzauer występował jedenastokrotnie w Turnieju Czterech Skoczni. W sezonie 2006/2007 zwyciężając w Oberstdorfie i zajmując 4. miejsce w Garmisch-Partenkirchen, Austriak był na prowadzeniu turnieju po części niemieckiej. W Austrii był 11. w Innsbrucku oraz zwyciężył w Bischofshofen i ostateczne zajął drugą pozycję w Turnieju Czterech Skoczni. Rok później ponownie po dwóch pierwszych zawodach był liderem cyklu. Turniej przegrał w Bischofshofen, zajmując w ostatnim z konkursów 42. lokatę. Na przełomie lat 2008/2009 Gregor był w konkursach Turnieju Czterech Skoczni trzykrotnie czwarty. Drugie miejsce zajęte w Innsbrucku pozwoliło mu jednak stanąć na najniższym stopniu podium klasyfikacji końcowej cyklu. W sezonie 2009/2010 w pierwszym konkursie Turnieju Czterech skoczni zajął dziewiąte miejsce. W noworocznym konkursie w Garmisch-Partenkirchen był najlepszy. Wynik ten powtórzył również 3 stycznia 2010 na skoczni Bergisel w Innsbrucku.
W 60. Turnieju Czterech Skoczni odniósł swoje pierwsze zwycięstwo w klasyfikacji generalnej tej imprezy, wygrywając dwa konkursy. Rok później odniósł kolejny triumf w tej imprezie zajmując dwukrotnie miejsce drugie podczas niemieckiej części turnieju, a następnie dwukrotnie zwyciężając w części austriackiej. Jego przewaga w klasyfikacji końcowej nad drugim zawodnikiem wyniosła 13 punktów. W kolejnych latach Gregor nie odnosił już takich sukcesów w Turnieju Czterech Skoczni zajmując miejsca poza podium.

#### Miejsca w klasyfikacji generalnej
| Sezon     | Miejsce |
| --------- | ------- |
| 2006/2007 | 2.      |
| 2007/2008 | 12.     |
| 2008/2009 | 3.      |
| 2009/2010 | 4.      |
| 2010/2011 | 36.     |
| 2011/2012 | 1.      |
| 2012/2013 | 1.      |
| 2013/2014 | 8.      |
| 2014/2015 | 7.      |
| 2015/2016 | 33.     |
| 2017/2018 | 26.     |
| 2019/2020 | 28.     |
| 2020/2021 | 60.     |

#### Starty G. Schlierenzauera w konkursach Turnieju Czterech Skoczni chronologicznie
| Miejsce | Dzień      | Rok  | Miejscowość   | Skocznia                 | Punkt K | HS     | Rywal (KO)            | Wynik                | Skok 1  | Skok 2  | Nota      | Strata    | Zwycięzca          |
| ------- | ---------- | ---- | ------------- | ------------------------ | ------- | ------ | --------------------- | -------------------- | ------- | ------- | --------- | --------- | ------------------ |
| 1.      | 30 grudnia | 2006 | Oberstdorf    | Schattenbergschanze      | K-120   | HS-137 | Primož Pikl           | zwycięstwo           | 135,5 m | 142,0 m | 296,0 pkt | –         | –                  |
| 4.      | 1 stycznia | 2007 | Ga-Pa         | Große Olympiaschanze     | K-115   | HS-125 | Choi Yong-jik         | zwycięstwo           | 123,0 m | –       | 129,4 pkt | 6,5 pkt   | Andreas Küttel     |
| 11.     | 4 stycznia | 2007 | Innsbruck     | Bergisel                 | K-120   | HS-130 | Stefan Thurnbichler   | zwycięstwo           | 122,0 m | 119,0 m | 227,3 pkt | 35,7 pkt  | Anders Jacobsen    |
| 1.      | 7 stycznia | 2007 | Bischofshofen | im. Paula Ausserleitnera | K-125   | HS-140 | Simon Ammann          | zwycięstwo           | 139,5 m | 141,0 m | 291,9 pkt | –         | –                  |
| 2.      | 30 grudnia | 2007 | Oberstdorf    | Schattenbergschanze      | K-120   | HS-137 | Bjørn Einar Romøren   | zwycięstwo           | 136,0 m | 130,5 m | 280,7 pkt | 15,2 pkt  | Thomas Morgenstern |
| 1.      | 1 stycznia | 2008 | Ga-Pa         | Große Olympiaschanze     | K-125   | HS-140 | –                     | –                    | 132,0 m | 141,0 m | 274,4 pkt | –         | –                  |
| 5.      | 5 stycznia | 2008 | Bischofshofen | im. Paula Ausserleitnera | K-125   | HS-140 | –                     | –                    | 132,5 m | 132,0 m | 256,6 pkt | 25,9 pkt  | Janne Ahonen       |
| 42.     | 6 stycznia | 2008 | Bischofshofen | im. Paula Ausserleitnera | K-125   | HS-140 | –                     | –                    | 114,5 m | –       | 90,6 pkt  | 161,0 pkt | Janne Ahonen       |
| 4.      | 29 grudnia | 2008 | Oberstdorf    | Schattenbergschanze      | K-120   | HS-137 | Piotr Żyła            | zwycięstwo           | 133,0 m | 134,0 m | 280,1 pkt | 6,3 pkt   | Simon Ammann       |
| 4.      | 1 stycznia | 2009 | Ga-Pa         | Große Olympiaschanze     | K-125   | HS-140 | Simon Ammann          | szczęśliwy przegrany | 134,0 m | 130,5 m | 257,6 pkt | 18,7 pkt  | Wolfgang Loitzl    |
| 2.      | 4 stycznia | 2009 | Innsbruck     | Bergisel                 | K-120   | HS-130 | Wolfgang Loitzl       | szczęśliwy przegrany | 126,0 m | 127,5 m | 260,3 pkt | 0,7 pkt   | Wolfgang Loitzl    |
| 4.      | 6 stycznia | 2009 | Bischofshofen | im. Paula Ausserleitnera | K-125   | HS-140 | Dmitrij Wasiljew      | zwycięstwo           | 138,5 m | 136,0 m | 279,1 pkt | 22,1 pkt  | Wolfgang Loitzl    |
| 9.      | 29 grudnia | 2009 | Oberstdorf    | Schattenbergschanze      | K-120   | HS-137 | Andrea Morassi        | zwycięstwo           | 118,0 m | 123,0 m | 228,8 pkt | 36,4 pkt  | Andreas Kofler     |
| 1.      | 1 stycznia | 2010 | Ga-Pa         | Große Olympiaschanze     | K-125   | HS-140 | Kai Kovaljeff         | zwycięstwo           | 136,5 m | 137,5 m | 277,7 pkt | –         | –                  |
| 1.      | 3 stycznia | 2010 | Innsbruck     | Bergisel                 | K-120   | HS-130 | –                     | –                    | 130,0 m | 122,0 m | 251,1 pkt | –         | –                  |
| 6.      | 6 stycznia | 2010 | Bischofshofen | im. Paula Ausserleitnera | K-125   | HS-140 | Andrea Morassi        | zwycięstwo           | 128,5 m | 134,0 m | 253,5 pkt | 12,2 pkt  | Thomas Morgenstern |
| 18.     | 3 stycznia | 2011 | Innsbruck     | Bergisel                 | K-120   | HS-130 | Stephan Hocke         | zwycięstwo           | 122,5 m | 117,5 m | 230,7 pkt | 35,8 pkt  | Thomas Morgenstern |
| 23.     | 6 stycznia | 2011 | Bischofshofen | im. Paula Ausserleitnera | K-125   | HS-140 | Robert Kranjec        | zwycięstwo           | 124,5 m | 120,0 m | 221,4 pkt | 57,3 pkt  | Tom Hilde          |
| 1.      | 30 grudnia | 2011 | Oberstdorf    | Schattenbergschanze      | K-120   | HS-137 | Marco Grigoli         | zwycięstwo           | 133,0 m | 137,5 m | 283,3 pkt | –         | –                  |
| 1.      | 1 stycznia | 2012 | Ga-Pa         | Große Olympiaschanze     | K-125   | HS-140 | Bjørn Einar Romøren   | zwycięstwo           | 138,0 m | 144,0 m | 274,5 pkt | –         | –                  |
| 2.      | 4 stycznia | 2012 | Innsbruck     | Bergisel                 | K-120   | HS-130 | Andrea Morassi        | zwycięstwo           | 130,5 m | 123,0 m | 247,6 pkt | 5,2 pkt   | Andreas Kofler     |
| 3.      | 6 stycznia | 2012 | Bischofshofen | im. Paula Ausserleitnera | K-125   | HS-140 | –                     | –                    | 131,0 m | –       | 127,4 pkt | 10,3 pkt  | Thomas Morgenstern |
| 2.      | 30 grudnia | 2012 | Oberstdorf    | Schattenbergschanze      | K-120   | HS-137 | Anton Kaliniczenko    | zwycięstwo           | 134,5 m | 138,5 m | 297,0 pkt | 11,6 pkt  | Anders Jacobsen    |
| 2.      | 1 stycznia | 2013 | Ga-Pa         | Große Olympiaschanze     | K-125   | HS-140 | Felix Schoft          | zwycięstwo           | 134,0 m | 136,5 m | 276,8 pkt | 0,9 pkt   | Anders Jacobsen    |
| 1.      | 4 stycznia | 2013 | Innsbruck     | Bergisel                 | K-120   | HS-130 | David Unterberger     | zwycięstwo           | 131,5 m | 123,0 m | 253,7 pkt | –         | –                  |
| 1.      | 6 stycznia | 2013 | Bischofshofen | im. Paula Ausserleitnera | K-125   | HS-140 | Robert Kranjec        | zwycięstwo           | 133,0 m | 137,5 m | 272,7 pkt | –         | –                  |
| 9.      | 29 grudnia | 2013 | Oberstdorf    | Schattenbergschanze      | K-120   | HS-137 | Čestmír Kožíšek       | zwycięstwo           | 130,5 m | 137,0 m | 281,6 pkt | 20,3 pkt  | Simon Ammann       |
| 8.      | 1 stycznia | 2014 | Ga-Pa         | Große Olympiaschanze     | K-125   | HS-140 | Michael Neumayer      | zwycięstwo           | 133,5 m | 133,0 m | 264,8 pkt | 31,3 pkt  | Thomas Diethart    |
| 4.      | 4 stycznia | 2014 | Innsbruck     | Bergisel                 | K-120   | HS-130 | Ilmir Chazietdinow    | zwycięstwo           | 131,5 m | –       | 125,4 pkt | 2,1 pkt   | Anssi Koivuranta   |
| 18.     | 6 stycznia | 2014 | Bischofshofen | im. Paula Ausserleitnera | K-125   | HS-140 | Andreas Wank          | zwycięstwo           | 131,5 m | 130,5 m | 260,2 pkt | 35,3 pkt  | Thomas Diethart    |
| 17.     | 29 grudnia | 2014 | Oberstdorf    | Schattenbergschanze      | K-120   | HS-137 | Michael Hayböck       | szczęśliwy przegrany | 133,0 m | 119,5 m | 247,5 pkt | 44,4 pkt  | Stefan Kraft       |
| 4.      | 1 stycznia | 2015 | Ga-Pa         | Große Olympiaschanze     | K-125   | HS-140 | Anders Jacobsen       | szczęśliwy przegrany | 132,5 m | 139,5 m | 275,7 pkt | 10,3 pkt  | Anders Jacobsen    |
| 5.      | 4 stycznia | 2015 | Innsbruck     | Bergisel                 | K-120   | HS-130 | Michael Hayböck       | zwycięstwo           | 127,0 m | 129,5 m | 262,4 pkt | 16,1 pkt  | Richard Freitag    |
| 7.      | 6 stycznia | 2015 | Bischofshofen | im. Paula Ausserleitnera | K-125   | HS-140 | Reruhi Shimizu        | zwycięstwo           | 132,0 m | 130,0 m | 264,6 pkt | 23,8 pkt  | Michael Hayböck    |
| 31.     | 29 grudnia | 2015 | Oberstdorf    | Schattenbergschanze      | K-120   | HS-137 | Kenneth Gangnes       | przegrana            | 117,0 m | –       | 116,9 pkt | 190,3 pkt | Severin Freund     |
| 21.     | 1 stycznia | 2016 | Ga-Pa         | Große Olympiaschanze     | K-125   | HS-140 | Stephan Leyhe         | szczęśliwy przegrany | 124,5 m | 123,5 m | 218,0 pkt | 54,7 pkt  | Peter Prevc        |
| 33.     | 3 stycznia | 2016 | Innsbruck     | Bergisel                 | K-120   | HS-130 | Noriaki Kasai         | przegrana            | 117,0 m | –       | 104,5 pkt | 165,0 pkt | Peter Prevc        |
| 13.     | 30 grudnia | 2017 | Oberstdorf    | Schattenbergschanze      | K-120   | HS-137 | David Siegel          | zwycięstwo           | 116,5 m | 116,5 m | 246,0 pkt | 33,7 pkt  | Kamil Stoch        |
| 19.     | 1 stycznia | 2018 | Ga-Pa         | Große Olympiaschanze     | K-125   | HS-140 | Maciej Kot            | zwycięstwo           | 129,5 m | 127,5 m | 247,7 pkt | 35,7 pkt  | Kamil Stoch        |
| 37.     | 4 stycznia | 2018 | Innsbruck     | Bergisel                 | K-120   | HS-130 | Timi Zajc             | przegrana            | 117,0 m | –       | 106,0 pkt | 164,1 pkt | Kamil Stoch        |
| 33.     | 6 stycznia | 2018 | Bischofshofen | im. Paula Ausserleitnera | K-125   | HS-140 | Manuel Fettner        | przegrana            | 118,0 m | –       | 102,5 pkt | 173,1 pkt | Kamil Stoch        |
| 31.     | 29 grudnia | 2019 | Oberstdorf    | Schattenbergschanze      | K-120   | HS-137 | Stefan Kraft          | przegrana            | 121,5 m | –       | 124,2 pkt | 180,9 pkt | Ryōyū Kobayashi    |
| 35.     | 1 stycznia | 2020 | Ga-Pa         | Große Olympiaschanze     | K-125   | HS-142 | Stefan Kraft          | przegrana            | 124,5 m | –       | 115,0 pkt | 174,8 pkt | Marius Lindvik     |
| 6.      | 4 stycznia | 2020 | Innsbruck     | Bergisel                 | K-120   | HS-130 | Kamil Stoch           | zwycięstwo           | 127,5 m | 126,0 m | 240,0 pkt | 13,3 pkt  | Marius Lindvik     |
| 17.     | 6 stycznia | 2020 | Bischofshofen | im. Paula Ausserleitnera | K-125   | HS-142 | Mackenzie Boyd-Clowes | zwycięstwo           | 129,0 m | 133,0 m | 258,1 pkt | 42,8 pkt  | Dawid Kubacki      |
| 32.     | 3 stycznia | 2021 | Innsbruck     | Bergisel                 | K-120   | HS-128 | Michaił Nazarow       | przegrana            | 123,5 m | –       | 114,0 pkt | 147,6 pkt | Kamil Stoch        |
| DSQ     | 6 stycznia | 2021 | Bischofshofen | im. Paula Ausserleitnera | K-125   | HS-142 | Peter Prevc           | przegrana            | –       | –       | –         | –         | Kamil Stoch        |

### Turniej Nordycki

#### Miejsca w klasyfikacji generalnej
| Sezon | Miejsce |
| ----- | ------- |
| 2006  | 50.     |
| 2007  | 24.     |
| 2008  | 1.      |
| 2009  | 1.      |
| 2010  | 4.      |

#### Starty G. Schlierenzauera w konkursach Turnieju Nordyckiego chronologicznie
| Miejsce | Dzień    | Rok  | Miejscowość | Skocznia         | Punkt K | HS     | Skok 1  | Skok 2  | Nota      | Strata    | Zwycięzca      |
| ------- | -------- | ---- | ----------- | ---------------- | ------- | ------ | ------- | ------- | --------- | --------- | -------------- |
| 24.     | 12 marca | 2006 | Oslo        | Holmenkollbakken | K-115   | HS-128 | 114,5 m | 118,0 m | 234,0 pkt | 45,0 pkt  | Adam Małysz    |
| 38.     | 11 marca | 2007 | Lahti       | Salpausselkä     | K-115   | HS-130 | 107,0 m | –       | 93,3 pkt  | 172,5 pkt | Adam Małysz    |
| 9.      | 13 marca | 2007 | Kuopio      | Puijo            | K-120   | HS-127 | 115,5 m | 111,0 m | 201,2 pkt | 27,8 pkt  | Adam Małysz    |
| 19.     | 17 marca | 2007 | Oslo        | Holmenkollbakken | K-115   | HS-128 | 113,0 m | 111,5 m | 212,6 pkt | 60,3 pkt  | Adam Małysz    |
| 41.     | 18 marca | 2007 | Oslo        | Holmenkollbakken | K-115   | HS-128 | 97,5 m  | –       | 77,5 pkt  | 44,3 pkt  | Simon Ammann   |
| 2.      | 3 marca  | 2008 | Kuopio      | Puijo            | K-120   | HS-127 | 132,0 m | –       | 137,6 pkt | 5,0 pkt   | Janne Happonen |
| 4.      | 4 marca  | 2008 | Kuopio      | Puijo            | K-120   | HS-127 | 114,5 m | 129,0 m | 236,8 pkt | 11,5 pkt  | Janne Ahonen   |
| 1.      | 7 marca  | 2008 | Lillehammer | Lysgårdsbakken   | K-123   | HS-138 | 132,0 m | 129,5 m | 257,9 pkt | –         | –              |
| 1.      | 9 marca  | 2008 | Oslo        | Holmenkollbakken | K-115   | HS-128 | 125,0 m | 123,5 m | 265,3 pkt | –         | –              |
| 1.      | 8 marca  | 2009 | Lahti       | Salpausselkä     | K-90    | HS-97  | 92,5 m  | 92,5 m  | 242,0 pkt | –         | –              |
| 10.     | 10 marca | 2009 | Kuopio      | Puijo            | K-120   | HS-127 | 116,5 m | 118,0 m | 217,6 pkt | 24,1 pkt  | Takanobu Okabe |
| 3.      | 13 marca | 2009 | Lillehammer | Lysgårdsbakken   | K-123   | HS-138 | 128,5 m | 138,0 m | 268,9 pkt | 19,8 pkt  | Harri Olli     |
| 1.      | 15 marca | 2009 | Vikersund   | Vikersundbakken  | K-185   | HS-207 | 207,5 m | 192,0 m | 386,4 pkt | –         | –              |
| 4.      | 7 marca  | 2010 | Lahti       | Salpausselkä     | K-116   | HS-130 | 124,0 m | 127,0 m | 264,9 pkt | 19,5 pkt  | Simon Ammann   |
| 11.     | 9 marca  | 2010 | Kuopio      | Puijo            | K-120   | HS-127 | 116,0 m | 113,0 m | 195,6 pkt | 54,4 pkt  | Simon Ammann   |
| 2.      | 12 marca | 2010 | Lillehammer | Lysgårdsbakken   | K-123   | HS-138 | 132,0 m | 132,5 m | 271,4 pkt | 3,1 pkt   | Simon Ammann   |
| 12.     | 14 marca | 2010 | Oslo        | Holmenkollbakken | K-120   | HS-134 | 125,5 m | 119,5 m | 237,1 pkt | 30,6 pkt  | Simon Ammann   |

### Raw Air

#### Miejsca w klasyfikacji generalnej
| Sezon | Miejsce |
| ----- | ------- |
| 2017  | 28.     |
| 2018  | 29.     |
| 2020  | 11.     |

### Willingen Five

#### Miejsca w klasyfikacji generalnej
| Sezon | Miejsce | Źr.    |
| ----- | ------- | ------ |
| 2019  | 47.     | [ 40 ] |
| 2020  | 8.      | [ 41 ] |

### Planica 7

#### Miejsca w klasyfikacji generalnej
| Sezon | Miejsce | Źr.    |
| ----- | ------- | ------ |
| 2018  | 23.     | [ 42 ] |

### Titisee-Neustadt Five

#### Miejsca w klasyfikacji generalnej
| Sezon | Miejsce | Źr.    |
| ----- | ------- | ------ |
| 2020  | 18.     | [ 43 ] |

### Puchar Świata w lotach
Debiut Gregora Schlierenzauera na mamucim obiekcie miał miejsce podczas mistrzostw świata w lotach narciarskich w 2008 roku, które nie były zaliczane do Pucharu Świata w lotach. W mistrzostwach Austriak zdobył dwa złote medale. Jego pierwszy start w Pucharze Świata w lotach miał miejsce 14 marca 2008 podczas zawodów na Letalnicy w Planicy. Austriak odniósł w nich zwycięstwo. Od tego czasu do 14 lutego 2009 wygrywał wszystkie konkursy PŚ na skoczniach mamucich. Wtedy to, na skoczni im. Heiniego Klopfera w Oberstdorfie zajął ósmą pozycję.

#### Miejsca w klasyfikacji generalnej
| Sezon     | Miejsce |
| --------- | ------- |
| 2008/2009 | 1.      |
| 2009/2010 | 2.      |
| 2010/2011 | 1.      |
| 2011/2012 | 8.      |
| 2012/2013 | 1.      |
| 2013/2014 | 3.      |
| 2014/2015 | 18.     |
| 2016/2017 | 34.     |
| 2017/2018 | 46.     |

### Starty G. Schlierenzauera w konkursach Pucharu Świata w lotach chronologicznie
| Miejsce | Dzień       | Rok  | Miejscowość              | Skocznia              | Punkt K | HS     | Skok 1  | Skok 2  | Nota      | Strata    | Zwycięzca          |
| ------- | ----------- | ---- | ------------------------ | --------------------- | ------- | ------ | ------- | ------- | --------- | --------- | ------------------ |
| 1.      | 14 marca    | 2008 | Planica                  | Letalnica             | K-185   | HS-215 | 232,5 m | 225,0 m | 447,0 pkt | –         | –                  |
| 1.      | 16 marca    | 2008 | Planica                  | Letalnica             | K-185   | HS-215 | 217,0 m | 231,0 m | 442,1 pkt | –         | –                  |
| 1.      | 10 stycznia | 2009 | Tauplitz/Bad Mitterndorf | Kulm                  | K-185   | HS-200 | 199,5 m | 215,5 m | 398,0 pkt | –         | –                  |
| 1.      | 11 stycznia | 2009 | Tauplitz/Bad Mitterndorf | Kulm                  | K-185   | HS-200 | 203,5 m | 202,0 m | 393,6 pkt | –         | –                  |
| 8.      | 14 lutego   | 2009 | Oberstdorf               | im. Heiniego Klopfera | K-185   | HS-213 | 205,5 m | 198,5 m | 392,3 pkt | 43,5 pkt  | Harri Olli         |
| 1       | 15 marca    | 2009 | Vikersund                | Vikersundbakken       | K-185   | HS-207 | 207,5 m | 192,0 m | 386,4 pkt | –         | –                  |
| 1.      | 20 marca    | 2009 | Planica                  | Letalnica             | K-185   | HS-215 | 203,0 m | –       | 196,1 pkt | –         | –                  |
| 5.      | 22 marca    | 2009 | Planica                  | Letalnica             | K-185   | HS-215 | 210,0 m | 200,5 m | 399,1 pkt | 25,5 pkt  | Harri Olli         |
| 5.      | 9 stycznia  | 2010 | Tauplitz/Bad Mitterndorf | Kulm                  | K-185   | HS-200 | 192,5 m | 193,0 m | 372,1 pkt | 10,4 pkt  | Robert Kranjec     |
| 1.      | 10 stycznia | 2010 | Tauplitz/Bad Mitterndorf | Kulm                  | K-185   | HS-200 | 203,5 m | 205,0 m | 401,7 pkt | –         | –                  |
| 7.      | 31 stycznia | 2010 | Oberstdorf               | im. Heiniego Klopfera | K-185   | HS-213 | 197,0 m | 192,5 m | 386,5 pkt | 40,2 pkt  | Anders Jacobsen    |
| 5.      | 8 stycznia  | 2011 | Harrachov                | Čerťák                | K-185   | HS-205 | 205,0 m | 189,5 m | 402,2 pkt | 23,0 pkt  | Martin Koch        |
| 13.     | 9 stycznia  | 2011 | Harrachov                | Čerťák                | K-185   | HS-205 | 189,5 m | 169,0 m | 354,6 pkt | 59,9 pkt  | Thomas Morgenstern |
| 3.      | 5 lutego    | 2011 | Oberstdorf               | im. Heiniego Klopfera | K-185   | HS-213 | 198,0 m | 208,5 m | 404,5 pkt | 27,9 pkt  | Martin Koch        |
| 1.      | 12 lutego   | 2011 | Vikersund                | Vikersundbakken       | K-195   | HS-225 | 243,5 m | 232,5 m | 498,6 pkt | –         | –                  |
| 1.      | 13 lutego   | 2011 | Vikersund                | Vikersundbakken       | K-195   | HS-225 | 227,0 m | 237,5 m | 487,5 pkt | –         | –                  |
| 1.      | 18 marca    | 2011 | Planica                  | Letalnica             | K-185   | HS-215 | 219,0 m | 226,0 m | 450,9 pkt | –         | –                  |
| 4.      | 20 marca    | 2011 | Planica                  | Letalnica             | K-185   | HS-215 | 205,5 m | –       | 201,4 pkt | 15,9 pkt  | Kamil Stoch        |
| 7.      | 15 stycznia | 2012 | Tauplitz/Bad Mitterndorf | Kulm                  | K-185   | HS-200 | 184,5 m | –       | 190,3 pkt | 22,2 pkt  | Robert Kranjec     |
| 30.     | 15 stycznia | 2012 | Tauplitz/Bad Mitterndorf | Kulm                  | K-185   | HS-200 | 203,5 m | DSQ     | 201,5 pkt | 163,4 pkt | Anders Bardal      |
| 7.      | 18 lutego   | 2012 | Oberstdorf               | im. Heiniego Klopfera | K-185   | HS-213 | 205,5 m | 206,0 m | 421,7 pkt | 22,7 pkt  | Martin Koch        |
| 5.      | 16 marca    | 2012 | Planica                  | Letalnica             | K-185   | HS-215 | 215,5 m | 219,5 m | 414,4 pkt | 19,9 pkt  | Robert Kranjec     |
| 4.      | 18 marca    | 2012 | Planica                  | Letalnica             | K-185   | HS-215 | 209,5 m | –       | 217,2 pkt | 25,3 pkt  | Martin Koch        |
| 1.      | 26 stycznia | 2013 | Vikersund                | Vikersundbakken       | K-195   | HS-225 | 216,5 m | 240,0 m | 418,7 pkt | –         | –                  |
| 3.      | 27 stycznia | 2013 | Vikersund                | Vikersundbakken       | K-195   | HS-225 | 219,0 m | 225,0 m | 400,0 pkt | 16,5 pkt  | Robert Kranjec     |
| 1.      | 3 lutego    | 2013 | Harrachov                | Čerťák                | K-185   | HS-205 | 193,5 m | 211,0 m | 421,7 pkt | –         | –                  |
| 1.      | 3 lutego    | 2013 | Harrachov                | Čerťák                | K-185   | HS-205 | 197,5 m | –       | 191,8 pkt | –         | –                  |
| 3.      | 16 lutego   | 2013 | Oberstdorf               | im. Heiniego Klopfera | K-185   | HS-213 | 204,0 m | 206,5 m | 409,0 pkt | 0,8 pkt   | Richard Freitag    |
| 1.      | 22 marca    | 2013 | Planica                  | Letalnica             | K-185   | HS-215 | 217,5 m | 213,5 m | 412,2 pkt | –         | –                  |
| 11.     | 24 marca    | 2013 | Planica                  | Letalnica             | K-185   | HS-215 | 198,5 m | 210,0 m | 400,7 pkt | 24,8 pkt  | Jurij Tepeš        |
| 3.      | 11 stycznia | 2014 | Tauplitz/Bad Mitterndorf | Kulm                  | K-185   | HS-200 | 194,0 m | 194,0 m | 380,3 pkt | 11,3 pkt  | Noriaki Kasai      |
| 2.      | 12 stycznia | 2014 | Tauplitz/Bad Mitterndorf | Kulm                  | K-185   | HS-200 | 186,0 m | 197,5 m | 366,9 pkt | 2,1 pkt   | Peter Prevc        |
| 24.     | 10 stycznia | 2015 | Tauplitz/Bad Mitterndorf | Kulm                  | K-200   | HS-225 | 169,0 m | 153,0 m | 281,6 pkt | 138,8 pkt | Severin Freund     |
| 12.     | 20 marca    | 2015 | Planica                  | Letalnica             | K-200   | HS-225 | 203,0 m | 221,5 m | 399,0 pkt | 79,5 pkt  | Peter Prevc        |
| 9.      | 22 marca    | 2015 | Planica                  | Letalnica             | K-200   | HS-225 | 228,5 m | 218,0 m | 401,0 pkt | 35,4 pkt  | Jurij Tepeš        |
| 19.     | 4 lutego    | 2017 | Oberstdorf               | im. Heiniego Klopfera | K-200   | HS-225 | 185,0 m | 214,5 m | 355,3 pkt | 84,6 pkt  | Stefan Kraft       |
| 28.     | 19 marca    | 2017 | Vikersund                | Vikersundbakken       | K-200   | HS-225 | 196,0 m | 153,0 m | 258,8 pkt | 207,8 pkt | Kamil Stoch        |
| 38.     | 13 stycznia | 2018 | Tauplitz/Bad Mitterndorf | Kulm                  | K-200   | HS-235 | 173,5 m | –       | 137,8 pkt | 269,8 pkt | Andreas Stjernen   |
| 38.     | 18 marca    | 2018 | Vikersund                | Vikersundbakken       | K-200   | HS-240 | 166,5 m | –       | 129,8 pkt | 314,5 pkt | Robert Johansson   |
| 27.     | 23 marca    | 2018 | Planica                  | Letalnica             | K-200   | HS-240 | 210,5 m | 194,0 m | 373,3 pkt | 82,6 pkt  | Kamil Stoch        |
| 40.     | 15 lutego   | 2020 | Tauplitz/Bad Mitterndorf | Kulm                  | K-200   | HS-235 | 182,5 m | –       | 146,9 pkt | 271,6 pkt | Piotr Żyła         |

## Letnie Grand Prix
Gregor Schlierenzauer ma w dorobku jedno zwycięstwo w końcowej klasyfikacji Letniego Grand Prix na igelicie. Zwyciężył w sezonie 2008, kiedy w ośmiu swoich startach pięciokrotnie stawał na najwyższym stopniu podium. Schlierenzauer na podium końcowej klasyfikacji cyklu był również w 2007 roku, kiedy to lepsi od niego byli tylko Thomas Morgenstern i Adam Małysz.

### Miejsca w klasyfikacji generalnej
| Sezon | Miejsce |
| ----- | ------- |
| 2006  | 5.      |
| 2007  | 3.      |
| 2008  | 1.      |
| 2009  | 5.      |
| 2010  | 16.     |
| 2011  | 4.      |
| 2012  | 41.     |
| 2013  | 64.     |
| 2014  | 4.      |
| 2015  | 31.     |
| 2017  | 25.     |
| 2018  | 29.     |
| 2019  | 12.     |
| 2020  | 25.     |

### 2006 – 5. miejsce
W swoim debiutanckim sezonie w Letniego Grand Prix, Gregor Schlierenzauer zajął w końcowej klasyfikacji piątą pozycję. W pierwszym konkursie, 6 sierpnia na skoczni w Hinterzarten stanął na podium, plasując się na trzecim miejscu. Dwa dni później w Predazzo był 21. 12 sierpnia w Einsiedeln ponownie stanął na podium, zajmując drugą pozycję i przegrywając z Andreasem Koflerem. 14 sierpnia w Courchevel odniósł swoje pierwsze zwycięstwo w letnim cyklu. 26 sierpnia w Zakopanem, stanął na drugim stopniu podium, przegrywając z Adamem Małyszem. W kolejnych konkursach Schlierenzauer nie wystartował.

### 2007 – 3. miejsce
W pierwszym z konkursów Letniego Grand Prix 2007, 12 sierpnia 2007 w Hinterzarten Gregor Schlierenzauer zajął trzecie miejsce, przegrywając z Thomasem Morgensternem i Adamem Małyszem. Dwa dni później na skoczni w Courchevel zajął 7. pozycję. 16 sierpnia w Pragelato zwyciężył, ustanawiając nowy letni rekord obiektu – 143,5 metra. Dwa dni później w Einsiedeln był szósty. 24 i 25 sierpnia w zawodach na Wielkiej Krokwi Schlierenzauer zajmował odpowiednio 5. i 7. miejsce. Austriak wystąpił jeszcze tylko w kończących edycję konkursie – 4 października w Klingenthal. Zakończył je zwycięstwem na Vogtland Arena. Mimo że Schlierenzauer nie wystartował w zawodach na skoczniach w Hakubie i Oberhofie, stanął na najniższym stopniu podium klasyfikacji generalnej, przegrywając tylko z Thomasem Morgensternem i Adamem Małyszem.

### 2008 – 1. miejsce
W Letniego Grand Prix 2008 reprezentant Austrii zwyciężył w klasyfikacji końcowej, wygrywając pięć konkursów należących do cyklu. W Hinterzarten uplasował się na szóstym miejscu. 1 sierpnia w Einsiedeln zajął drugą pozycję tuż za Andreasem Koflerem. We Courchevel Schlierenzauer uplasował się na czwartej pozycji. W pozostałych swoich występach – w Predazzo, dwukrotnie w Zakopanem oraz w Klingenthal i Libercu zwyciężył.

### 2009 – 5. miejsce
Tryumfator sprzed roku wystąpił tylko w trzech konkursach. W Zakopanem zajął pierwsze i drugie miejsce, w Klingenthal pierwsze. 280 punktów dało mu piąte miejsce w klasyfikacji generalnej.

### Zwycięstwa w konkursach indywidualnychLGPchronologicznie
Gregor Schlierenzauer trzynastokrotnie wygrał konkursy zaliczane do Letniego Grand Prix, a całą klasyfikację jednokrotnie. Trzykrotnie zwyciężał w Zakopanem i w Klingenthal, a dwukrotnie w Pragelato i w Hinzenbach.
| Nr  | Dzień          | Rok  | Miejscowość | Skocznia                  | Punkt K | HS     | Skok 1  | Skok 2  | Nota      | Przypisy |
| --- | -------------- | ---- | ----------- | ------------------------- | ------- | ------ | ------- | ------- | --------- | -------- |
| 1.  | 14 sierpnia    | 2006 | Courchevel  | Tremplin Le Praz          | K-120   | HS-132 | 123,5 m | 134,5 m | 255,4 pkt | * TCN    |
| 2.  | 16 sierpnia    | 2007 | Pragelato   | Trampolino a Monte        | K-125   | HS-140 | 133,0 m | 143,5 m | 277,2 pkt | * TCN    |
| 3.  | 6 października | 2007 | Klingenthal | Vogtland Arena            | K-125   | HS-140 | 137,0 m | 143,5 m | 285,4 pkt | –        |
| 4.  | 5 sierpnia     | 2008 | Pragelato   | Trampolino a Monte        | K-125   | HS-140 | 136,5 m | 135,0 m | 271,7 pkt | * TCN    |
| 5.  | 30 sierpnia    | 2008 | Zakopane    | Wielka Krokiew            | K-120   | HS-134 | 125,0 m | 135,0 m | 267,5 pkt | –        |
| 6.  | 30 sierpnia    | 2008 | Zakopane    | Wielka Krokiew            | K-120   | HS-134 | 129,5 m | 126,0 m | 258,9 pkt | –        |
| 7.  | 3 października | 2008 | Klingenthal | Vogtland Arena            | K-125   | HS-140 | 139,0 m | 138,5 m | 282,5 pkt | –        |
| 8.  | 4 października | 2008 | Liberec     | Ještěd                    | K-120   | HS-134 | 135,5 m | 129,0 m | 274,1 pkt | –        |
| 9.  | 22 sierpnia    | 2009 | Zakopane    | Wielka Krokiew            | K-120   | HS-134 | 130,0 m | 132,0 m | 280,9 pkt | –        |
| 10. | 3 października | 2009 | Klingenthal | Vogtland Arena            | K-125   | HS-140 | 136,5 m | 140,5 m | 265,2 pkt | –        |
| 11. | 1 października | 2011 | Hinzenbach  | Energie AG-SkisprungArena | K-85    | HS-94  | 93,0 m  | 92,5 m  | 248,5 pkt | –        |
| 12. | 9 sierpnia     | 2014 | Einsiedeln  | Andreas Küttel-Schanze    | K-105   | HS-117 | 112,5 m | 115,5 m | 412,5 pkt | –        |
| 13. | 27 września    | 2015 | Hinzenbach  | Energie AG-SkisprungArena | K-85    | HS-94  | 96,0 m  | 89,5 m  | 242,8 pkt | –        |

### Miejsca na podium w Letnim Grand Prix
| Sezon | 1. miejsce | 2. miejsce | 3. miejsce | Razem |
| 2006  | 1          | 2          | 1          | 4     |
| 2007  | 2          | –          | 1          | 3     |
| 2008  | 5          | 1          | –          | 6     |
| 2009  | 2          | 1          | –          | 3     |
| 2010  | –          | –          | 1          | 1     |
| 2011  | 1          | 3          | 1          | 5     |
| 2012  | –          | –          | –          | –     |
| 2013  | –          | –          | –          | –     |
| 2014  | 1          | 1          | –          | 2     |
| 2015  | 1          | –          | –          | 1     |
| 2017  | –          | –          | –          | –     |
| 2018  | –          | –          | –          | –     |
| 2019  | –          | 1          | –          | 1     |
| Suma  | 13         | 9          | 4          | 26    |

### Miejsca na podium w konkursach indywidualnychLGPchronologicznie
Oprócz trzynastu zwycięstw, Gregor Schlierenzauer dwunastokrotnie stawał na podium w zawodach o Letnie Grand Prix – ośmiokrotnie na drugim i czterokrotnie na trzecim miejscu.
| Nr  | Dzień          | Rok  | Miejscowość  | Skocznia               | Punkt K | HS     | Skok 1  | Skok 2  | Nota      | Lok. | Strata   | Zwycięzca          |
| --- | -------------- | ---- | ------------ | ---------------------- | ------- | ------ | ------- | ------- | --------- | ---- | -------- | ------------------ |
| 1.  | 6 sierpnia     | 2006 | Hinterzarten | Adlerschanze           | K-95    | HS-108 | 102,5 m | 102,0 m | 258,5 pkt | 3.   | 16,5 pkt | Georg Späth        |
| 2.  | 12 sierpnia    | 2006 | Einsiedeln   | Andreas Küttel-Schanze | K-105   | HS-117 | 106,0 m | 112,0 m | 243,9 pkt | 2.   | 4,5 pkt  | Andreas Kofler     |
| 3.  | 14 sierpnia    | 2006 | Courchevel   | Tremplin du Praz       | K-120   | HS-132 | 123,5 m | 134,5 m | 255,4 pkt | 1.   | –        | –                  |
| 4.  | 26 sierpnia    | 2006 | Zakopane     | Wielka Krokiew         | K-120   | HS-134 | 122,5 m | 131,0 m | 253,3 pkt | 2.   | 3,7 pkt  | Adam Małysz        |
| 5.  | 12 sierpnia    | 2007 | Hinterzarten | Adlerschanze           | K-95    | HS-108 | 100,5 m | 106,5 m | 266,5 pkt | 3.   | 5,5 pkt  | Thomas Morgenstern |
| 6.  | 16 sierpnia    | 2007 | Pragelato    | Trampolino a Monte     | K-125   | HS-140 | 133,0 m | 143,5 m | 277,2 pkt | 1.   | –        | –                  |
| 7.  | 6 października | 2007 | Klingenthal  | Vogtland Arena         | K-125   | HS-140 | 137,0 m | 143,5 m | 285,4 pkt | 1.   | –        | –                  |
| 8.  | 1 sierpnia     | 2008 | Einsiedeln   | Andreas Küttel-Schanze | K-105   | HS-117 | 121,0 m | –       | 138,3 pkt | 2.   | 1,1 pkt  | Andreas Kofler     |
| 9.  | 5 sierpnia     | 2008 | Pragelato    | Trampolino a Monte     | K-125   | HS-140 | 136,5 m | 135,0 m | 271,7 pkt | 1.   | –        | –                  |
| 10. | 30 sierpnia    | 2008 | Zakopane     | Wielka Krokiew         | K-120   | HS-134 | 125,0 m | 135,0 m | 267,5 pkt | 1.   | –        | –                  |
| 11. | 30 sierpnia    | 2008 | Zakopane     | Wielka Krokiew         | K-120   | HS-134 | 129,5 m | 126,0 m | 258,9 pkt | 1.   | –        | –                  |
| 12. | 3 października | 2008 | Klingenthal  | Vogtland Arena         | K-125   | HS-140 | 139,0 m | 138,5 m | 282,5 pkt | 1.   | –        | –                  |
| 13. | 4 października | 2008 | Liberec      | Ještěd                 | K-120   | HS-134 | 135,5 m | 129,0 m | 274,1 pkt | 1.   | –        | –                  |
| 14. | 22 sierpnia    | 2009 | Zakopane     | Wielka Krokiew         | K-120   | HS-134 | 130,0 m | 132,0 m | 280,9 pkt | 1.   | –        | –                  |
| 15. | 23 sierpnia    | 2009 | Zakopane     | Wielka Krokiew         | K-120   | HS-134 | 133,0 m | 129,0 m | 261,7 pkt | 2.   | 2,6 pkt  | Anders Jacobsen    |
| 16. | 3 października | 2009 | Klingenthal  | Vogtland Arena         | K-125   | HS-140 | 136,5 m | 140,5 m | 265,2 pkt | 1.   | –        | –                  |
| 17. | 3 października | 2010 | Klingenthal  | Vogtland Arena         | K-125   | HS-140 | 127,0 m | 135,5 m | 239,4 pkt | 3.   | 21,3 pkt | Kamil Stoch        |
| 18. | 17 lipca       | 2011 | Wisła        | im. Adama Małysza      | K-120   | HS-134 | 121,5 m | 129,0 m | 231,4 pkt | 3.   | 5,3 pkt  | Thomas Morgenstern |
| 19. | 20 lipca       | 2011 | Szczyrk      | Skalite                | K-95    | HS-106 | 97,5 m  | 101,5 m | 261,4 pkt | 2.   | 6,6 pkt  | Thomas Morgenstern |
| 20. | 23 lipca       | 2011 | Zakopane     | Wielka Krokiew         | K-120   | HS-134 | 126,0 m | 128,5 m | 261,4 pkt | 2.   | 0,7 pkt  | Thomas Morgenstern |
| 21. | 1 października | 2011 | Hinzenbach   | Aigner-Schanze         | K-85    | HS-94  | 93,0 m  | 92,5 m  | 248,5 pkt | 1.   | –        | –                  |
| 22. | 3 października | 2011 | Klingenthal  | Vogtland Arena         | K-125   | HS-140 | 132,0 m | 130,5 m | 254,1 pkt | 2.   | 25,2 pkt | Kamil Stoch        |
| 23. | 9 sierpnia     | 2014 | Einsiedeln   | Andreas Küttel-Schanze | K-105   | HS-117 | 112,5 m | 115,5 m | 412,5 pkt | 1.   | –        | –                  |
| 24. | 28 września    | 2014 | Hinzenbach   | Aigner-Schanze         | K-85    | HS-94  | 91,5 m  | 90,0 m  | 243,0 pkt | 2.   | 5,9 pkt  | Roman Koudelka     |
| 25. | 27 września    | 2015 | Hinzenbach   | Aigner-Schanze         | K-85    | HS-94  | 96,0 m  | 89,5 m  | 242,8 pkt | 1.   | –        | –                  |
| 26. | 27 lipca       | 2019 | Hinterzarten | Adlerschanze           | K-95    | HS-108 | 105,0 m | 98,5 m  | 253,2 pkt | 2.   | 0,4 pkt  | Karl Geiger        |

### Miejsca w poszczególnych konkursach indywidualnychLGP
| Źródło | Źródło             | Źródło             | Źródło             | Źródło           | Źródło            | Źródło            | Źródło            | Źródło            | Źródło            | Źródło            | Źródło | Źródło | Źródło | Źródło | Źródło | Źródło | Źródło | Źródło | Źródło | Źródło | Źródło | Źródło | Źródło | Źródło | Źródło | Źródło |
| --- | ------------------ | ------------------ | ------------------ | ---------------- | ----------------- | ----------------- | ----------------- | ----------------- | ----------------- | ----------------- | ------ | ------ | ------ | ------ | ------ | ------ | ------ | ------ | ------ | ------ | ------ | ------ | ------ | ------ | ------ | ------ |
| 2006 |                    |                    |                    |                  |                   |                   |                   |                   |                   |                   |        |        |        |        |        |        |        |        |        |        |        |        |        |        |        |        |
| Hinterzarten HS108 | Predazzo HS134     | Einsiedeln HS117   | Courchevel HS132   | Zakopane HS134   | Kranj HS109       | Hakuba HS131      | Hakuba HS131      | Klingenthal HS140 | Oberhof HS140     | punkty            | punkty | punkty | punkty | punkty | punkty | punkty | punkty | punkty |        |        |        |        |        |        |        |        |
| 3 | 21                 | 2                  | 1                  | 2                | -                 | -                 | -                 | -                 | -                 | 330               | 330    | 330    | 330    | 330    | 330    | 330    | 330    | 330    |        |        |        |        |        |        |        |        |
| 2007 |                    |                    |                    |                  |                   |                   |                   |                   |                   |                   |        |        |        |        |        |        |        |        |        |        |        |        |        |        |        |        |
| Hinterzarten HS108 | Courchevel HS132   | Pragelato HS140    | Einsiedeln HS117   | Zakopane HS134   | Zakopane HS134    | Hakuba HS131      | Hakuba HS131      | Oberhof HS140     | Klingenthal HS140 | punkty            | punkty | punkty | punkty | punkty | punkty | punkty | punkty | punkty |        |        |        |        |        |        |        |        |
| 3 | 7                  | 1                  | 6                  | 5                | 7                 | -                 | -                 | -                 | 1                 | 417               | 417    | 417    | 417    | 417    | 417    | 417    | 417    | 417    |        |        |        |        |        |        |        |        |
| 2008 |                    |                    |                    |                  |                   |                   |                   |                   |                   |                   |        |        |        |        |        |        |        |        |        |        |        |        |        |        |        |        |
| Hinterzarten HS108 | Einsiedeln HS117   | Courchevel HS132   | Pragelato HS140    | Zakopane HS134   | Zakopane HS134    | Hakuba HS131      | Hakuba HS131      | Klingenthal HS140 | Liberec HS134     | punkty            | punkty | punkty | punkty | punkty | punkty | punkty | punkty | punkty |        |        |        |        |        |        |        |        |
| 6 | 2                  | 4                  | 1                  | 1                | 1                 | -                 | -                 | 1                 | 1                 | 670               | 670    | 670    | 670    | 670    | 670    | 670    | 670    | 670    |        |        |        |        |        |        |        |        |
| 2009 |                    |                    |                    |                  |                   |                   |                   |                   |                   |                   |        |        |        |        |        |        |        |        |        |        |        |        |        |        |        |        |
| Hinterzarten HS108 | Pragelato HS140    | Courchevel HS132   | Einsiedeln HS117   | Zakopane HS134   | Zakopane HS134    | Hakuba HS131      | Hakuba HS131      | Klingenthal HS140 | punkty            | punkty            | punkty | punkty | punkty | punkty | punkty | punkty | punkty |        |        |        |        |        |        |        |        |        |
| - | -                  | -                  | -                  | 1                | 2                 | -                 | -                 | 1                 | 280               | 280               | 280    | 280    | 280    | 280    | 280    | 280    | 280    |        |        |        |        |        |        |        |        |        |
| 2010 |                    |                    |                    |                  |                   |                   |                   |                   |                   |                   |        |        |        |        |        |        |        |        |        |        |        |        |        |        |        |        |
| Hinterzarten HS108 | Courchevel HS132   | Einsiedeln HS117   | Wisła HS134        | Wisła HS134      | Hakuba HS131      | Hakuba HS131      | Liberec HS134     | Klingenthal HS140 | punkty            | punkty            | punkty | punkty | punkty | punkty | punkty | punkty | punkty |        |        |        |        |        |        |        |        |        |
| - | -                  | -                  | 8                  | 8                | -                 | -                 | -                 | 3                 | 124               | 124               | 124    | 124    | 124    | 124    | 124    | 124    | 124    |        |        |        |        |        |        |        |        |        |
| 2011 |                    |                    |                    |                  |                   |                   |                   |                   |                   |                   |        |        |        |        |        |        |        |        |        |        |        |        |        |        |        |        |
| Wisła HS134 | Szczyrk HS106      | Zakopane HS134     | Hinterzarten HS108 | Courchevel HS132 | Einsiedeln HS117  | Hakuba HS131      | Hakuba HS131      | Ałmaty HS140      | Hinzenbach HS94   | Klingenthal HS140 | punkty |        |        |        |        |        |        |        |        |        |        |        |        |        |        |        |
| 3 | 2                  | 2                  | -                  | -                | -                 | -                 | -                 | -                 | 1                 | 2                 | 400    |        |        |        |        |        |        |        |        |        |        |        |        |        |        |        |
| 2012 |                    |                    |                    |                  |                   |                   |                   |                   |                   |                   |        |        |        |        |        |        |        |        |        |        |        |        |        |        |        |        |
| Wisła HS134 | Courchevel HS132   | Hinterzarten HS108 | Hakuba HS131       | Hakuba HS131     | Ałmaty HS140      | Ałmaty HS140      | Hinzenbach HS94   | Klingenthal HS140 | punkty            | punkty            | punkty | punkty | punkty | punkty | punkty | punkty | punkty |        |        |        |        |        |        |        |        |        |
| - | -                  | q                  | -                  | -                | -                 | -                 | 5                 | 23                | 53                | 53                | 53     | 53     | 53     | 53     | 53     | 53     | 53     |        |        |        |        |        |        |        |        |        |
| 2013 |                    |                    |                    |                  |                   |                   |                   |                   |                   |                   |        |        |        |        |        |        |        |        |        |        |        |        |        |        |        |        |
| Hinterzarten HS108 | Wisła HS134        | Courchevel HS132   | Einsiedeln HS117   | Hakuba HS131     | Hakuba HS131      | Niżny Tagił HS134 | Niżny Tagił HS134 | Ałmaty HS140      | Ałmaty HS140      | Klingenthal HS140 | punkty |        |        |        |        |        |        |        |        |        |        |        |        |        |        |        |
| - | -                  | -                  | -                  | -                | -                 | -                 | -                 | -                 | -                 | 12                | 22     |        |        |        |        |        |        |        |        |        |        |        |        |        |        |        |
| 2014 |                    |                    |                    |                  |                   |                   |                   |                   |                   |                   |        |        |        |        |        |        |        |        |        |        |        |        |        |        |        |        |
| Wisła HS134 | Einsiedeln HS117   | Courchevel HS132   | Hakuba HS131       | Hakuba HS131     | Ałmaty HS140      | Ałmaty HS140      | Hinzenbach HS94   | Klingenthal HS140 | punkty            | punkty            | punkty | punkty | punkty | punkty | punkty | punkty | punkty |        |        |        |        |        |        |        |        |        |
| 8 | 1                  | -                  | -                  | -                | -                 | -                 | 2                 | 8                 | 244               | 244               | 244    | 244    | 244    | 244    | 244    | 244    | 244    |        |        |        |        |        |        |        |        |        |
| 2015 |                    |                    |                    |                  |                   |                   |                   |                   |                   |                   |        |        |        |        |        |        |        |        |        |        |        |        |        |        |        |        |
| Wisła HS134 | Hinterzarten HS108 | Courchevel HS132   | Einsiedeln HS117   | Hakuba HS131     | Hakuba HS131      | Czajkowskij HS106 | Czajkowskij HS140 | Ałmaty HS140      | Ałmaty HS140      | Hinzenbach HS94   | punkty |        |        |        |        |        |        |        |        |        |        |        |        |        |        |        |
| - | -                  | -                  | -                  | -                | -                 | -                 | -                 | -                 | -                 | 1                 | 100    |        |        |        |        |        |        |        |        |        |        |        |        |        |        |        |
| 2017 |                    |                    |                    |                  |                   |                   |                   |                   |                   |                   |        |        |        |        |        |        |        |        |        |        |        |        |        |        |        |        |
| Wisła HS134 | Hinterzarten HS108 | Courchevel HS132   | Hakuba HS131       | Hakuba HS131     | Czajkowskij HS140 | Czajkowskij HS140 | Hinzenbach HS94   | Klingenthal HS140 | punkty            | punkty            | punkty | punkty | punkty | punkty | punkty | punkty | punkty |        |        |        |        |        |        |        |        |        |
| 12 | 11                 | -                  | -                  | -                | -                 | -                 | -                 | 5                 | 91                | 91                | 91     | 91     | 91     | 91     | 91     | 91     | 91     |        |        |        |        |        |        |        |        |        |
| 2018 |                    |                    |                    |                  |                   |                   |                   |                   |                   |                   |        |        |        |        |        |        |        |        |        |        |        |        |        |        |        |        |
| Wisła HS134 | Hinterzarten HS108 | Einsiedeln HS117   | Courchevel HS135   | Hakuba HS131     | Hakuba HS131      | Râșnov HS97       | Râșnov HS97       | Hinzenbach HS94   | punkty            | punkty            | punkty | punkty | punkty | punkty | punkty | punkty | punkty |        |        |        |        |        |        |        |        |        |
| 34 | 23                 | 18                 | 33                 | -                | -                 | -                 | -                 | 5                 | 66                | 66                | 66     | 66     | 66     | 66     | 66     | 66     | 66     |        |        |        |        |        |        |        |        |        |
| 2019 |                    |                    |                    |                  |                   |                   |                   |                   |                   |                   |        |        |        |        |        |        |        |        |        |        |        |        |        |        |        |        |
| Wisła HS134 | Hinterzarten HS108 | Courchevel HS135   | Zakopane HS140     | Hakuba HS131     | Hakuba HS131      | Hinzenbach HS94   | Klingenthal HS140 | punkty            | punkty            | punkty            | punkty | punkty | punkty | punkty | punkty | punkty |        |        |        |        |        |        |        |        |        |        |
| 25 | 2                  | -                  | 35                 | -                | -                 | 4                 | 20                | 147               | 147               | 147               | 147    | 147    | 147    | 147    | 147    | 147    |        |        |        |        |        |        |        |        |        |        |
| 2020 |                    |                    |                    |                  |                   |                   |                   |                   |                   |                   |        |        |        |        |        |        |        |        |        |        |        |        |        |        |        |        |
| Wisła HS134 | Wisła HS134        | punkty             | punkty             | punkty           | punkty            | punkty            | punkty            | punkty            | punkty            | punkty            | punkty | punkty | punkty | punkty | punkty | punkty | punkty | punkty | punkty | punkty |        |        |        |        |        |        |
| 26 | 21                 | 15                 | 15                 | 15               | 15                | 15                | 15                | 15                | 15                | 15                | 15     | 15     | 15     | 15     | 15     | 15     | 15     | 15     | 15     | 15     |        |        |        |        |        |        |
| Legenda |                    |                    |                    |                  |                   |                   |                   |                   |                   |                   |        |        |        |        |        |        |        |        |        |        |        |        |        |        |        |        |
| 1 2 3 4-10 11-30 poniżej 30 q – dyskwalifikacja w kwalifikacjach q – zawodnik nie zakwalifikował się - – zawodnik nie wystartował |                    |                    |                    |                  |                   |                   |                   |                   |                   |                   |        |        |        |        |        |        |        |        |        |        |        |        |        |        |        |        |

### Miejsca w poszczególnych konkursach drużynowychLGP
| 2006                                | 2006 | 2006 | 2006 | 2006 | 2006 | 2006 | 2006        | 2006                       | Hinterzarten HS108         |
| 2006                                | 2006 | 2006 | 2006 | 2006 | 2006 | 2006 | 2006        | 2006                       | 1                          |
| 2007                                | 2007 | 2007 | 2007 | 2007 | 2007 | 2007 | 2007        | 2007                       | Hinterzarten HS108         |
| 2007                                | 2007 | 2007 | 2007 | 2007 | 2007 | 2007 | 2007        | 2007                       | 1                          |
| 2008                                | 2008 | 2008 | 2008 | 2008 | 2008 | 2008 | 2008        | 2008                       | Hinterzarten HS108         |
| 2008                                | 2008 | 2008 | 2008 | 2008 | 2008 | 2008 | 2008        | 2008                       | 1                          |
| 2011                                | 2011 | 2011 | 2011 | 2011 | 2011 | 2011 | 2011        | Zakopane HS134             | Hinterzarten HS108         |
| 2011                                | 2011 | 2011 | 2011 | 2011 | 2011 | 2011 | 2011        | 1                          | -                          |
| 2012                                | 2012 | 2012 | 2012 | 2012 | 2012 | 2012 | Wisła HS134 | Courchevel HS96 (mikst)    | Hinterzarten HS108 (mikst) |
| 2012                                | 2012 | 2012 | 2012 | 2012 | 2012 | 2012 | -           | -                          | 1                          |
| 2014                                | 2014 | 2014 | 2014 | 2014 | 2014 | 2014 | 2014        | 2014                       | Wisła HS134                |
| 2014                                | 2014 | 2014 | 2014 | 2014 | 2014 | 2014 | 2014        | 2014                       | 3                          |
| 2017                                | 2017 | 2017 | 2017 | 2017 | 2017 | 2017 | 2017        | 2017                       | Wisła HS134                |
| 2017                                | 2017 | 2017 | 2017 | 2017 | 2017 | 2017 | 2017        | 2017                       | 5                          |
| 2018                                | 2018 | 2018 | 2018 | 2018 | 2018 | 2018 | 2018        | Wisła HS134                | Czajkowskij HS140 (mikst)  |
| 2018                                | 2018 | 2018 | 2018 | 2018 | 2018 | 2018 | 2018        | 6                          | -                          |
| 2019                                | 2019 | 2019 | 2019 | 2019 | 2019 | 2019 | Wisła HS134 | Hinterzarten HS108 (mikst) | Zakopane HS140             |
| 2019                                | 2019 | 2019 | 2019 | 2019 | 2019 | 2019 | 6           | 4                          | 6                          |
| Legenda                             |      |      |      |      |      |      |             |                            |                            |
| 1 2 3 4-8 poniżej 8 - – brak startu |      |      |      |      |      |      |             |                            |                            |

### Turniej Czterech Narodów
Gregor Schlierenzauer trzykrotnie brał udział w Turnieju Czterech Narodów. Za każdym razem stawał na podium klasyfikacji końcowej. W 2006 i 2007 roku zajmował trzecie pozycje, przegrywając z Andreasem Koflerem (zwycięzca w 2006), Thomasem Morgensternem (zwycięzca w 2007), oraz Adamem Małyszem (drugi w obu edycjach), a w 2008 roku zwyciężył.

#### Miejsca w klasyfikacji generalnej
| Sezon | Miejsce | Źr.    |
| ----- | ------- | ------ |
| 2006  | 3.      | [ 48 ] |
| 2007  | 3.      | [ 49 ] |
| 2008  | 1.      | [ 50 ] |

### Lotos Poland Tour

#### Miejsca w klasyfikacji generalnej
| Sezon | Miejsce | Źr.    |
| ----- | ------- | ------ |
| 2011  | 2.      | [ 51 ] |

## Puchar Kontynentalny

### Miejsca w klasyfikacji generalnej
| Sezon     | Miejsce |
| --------- | ------- |
| 2005/2006 | 124.    |
| 2018/2019 | 62.     |
| 2020/2021 | 28.     |

### Miejsca na podium w konkursach indywidualnych Pucharu Kontynentalnego chronologicznie
| Lp. | Dzień      | Rok  | Miejscowość | Skocznia             | Punkt K | HS     | Skok 1  | Skok 2  | Nota      | Lok. | Strata  | Zwycięzca   |
| --- | ---------- | ---- | ----------- | -------------------- | ------- | ------ | ------- | ------- | --------- | ---- | ------- | ----------- |
| 1.  | 27 grudnia | 2020 | Engelberg   | Gross-Titlis-Schanze | K-125   | HS-140 | 124,5 m | 130,0 m | 265,4 pkt | 3.   | 6,0 pkt | Jakub Wolny |

### Miejsca w poszczególnych konkursachPucharu Kontynentalnego
| Sezon 2005/2006                                                               |                   |                 |                    |                 |                 |                   |                   |                     |                     |                 |                        |                        |                  |                  |                     |                     |                     |                   |                     |                     |                  |                 |                 |                     |                     |                   |                   |        |        |        |        |        |        |        |        |        |        |        |        |        |        |        |        |        |        |        |        |        |        |        |        |        |        |        |        |        |        |        |        |        |        |        |        |        |        |
| Rovaniemi HS100                                                               | Rovaniemi HS100   | Harrachov HS142 | Sankt Moritz HS100 | Engelberg HS137 | Engelberg HS137 | Planica HS100     | Planica HS100     | Sapporo HS100       | Sapporo HS134       | Sapporo HS134   | Titisee-Neustadt HS142 | Titisee-Neustadt HS142 | Braunlage HS100  | Braunlage HS100  | Villach HS98        | Villach HS98        | Zakopane HS134      | Zakopane HS134    | Iron Mountain HS133 | Iron Mountain HS133 | Brotterode HS117 | Vikersund HS100 | Vikersund HS100 | Bischofshofen HS140 | Bischofshofen HS140 | punkty            | punkty            | punkty | punkty | punkty | punkty | punkty | punkty | punkty | punkty | punkty | punkty | punkty | punkty | punkty | punkty | punkty | punkty | punkty | punkty | punkty | punkty | punkty | punkty | punkty | punkty | punkty | punkty | punkty | punkty | punkty | punkty | punkty | punkty | punkty | punkty | punkty | punkty | punkty | punkty |
| -                                                                             | -                 | -               | -                  | -               | -               | 28                | 32                | -                   | -                   | -               | -                      | -                      | -                | -                | -                   | -                   | -                   | -                 | -                   | -                   | -                | -               | -               | -                   | -                   | 3                 | 3                 | 3      | 3      | 3      | 3      | 3      | 3      | 3      | 3      | 3      | 3      | 3      | 3      | 3      | 3      | 3      | 3      | 3      | 3      | 3      | 3      | 3      | 3      | 3      | 3      | 3      | 3      | 3      | 3      | 3      | 3      | 3      | 3      | 3      | 3      | 3      | 3      | 3      | 3      |
| Sezon 2018/2019                                                               |                   |                 |                    |                 |                 |                   |                   |                     |                     |                 |                        |                        |                  |                  |                     |                     |                     |                   |                     |                     |                  |                 |                 |                     |                     |                   |                   |        |        |        |        |        |        |        |        |        |        |        |        |        |        |        |        |        |        |        |        |        |        |        |        |        |        |        |        |        |        |        |        |        |        |        |        |        |        |
| Lillehammer HS140                                                             | Lillehammer HS140 | Ruka HS142      | Ruka HS142         | Engelberg HS140 | Engelberg HS140 | Klingenthal HS140 | Klingenthal HS140 | Bischofshofen HS142 | Bischofshofen HS142 | Sapporo HS137   | Sapporo HS137          | Sapporo HS137          | Planica HS139    | Planica HS139    | Iron Mountain HS133 | Iron Mountain HS133 | Iron Mountain HS133 | Oberstdorf HS137  | Oberstdorf HS137    | Brotterode HS117    | Brotterode HS117 | Rena HS139      | Rena HS139      | Zakopane HS140      | Zakopane HS140      | Czajkowskij HS102 | Czajkowskij HS140 | punkty |        |        |        |        |        |        |        |        |        |        |        |        |        |        |        |        |        |        |        |        |        |        |        |        |        |        |        |        |        |        |        |        |        |        |        |        |        |
| -                                                                             | -                 | -               | -                  | -               | -               | -                 | -                 | 9                   | 4                   | -               | -                      | -                      | -                | -                | -                   | -                   | -                   | -                 | -                   | -                   | -                | -               | -               | -                   | -                   | -                 | -                 | 79     |        |        |        |        |        |        |        |        |        |        |        |        |        |        |        |        |        |        |        |        |        |        |        |        |        |        |        |        |        |        |        |        |        |        |        |        |        |
| Sezon 2020/2021                                                               |                   |                 |                    |                 |                 |                   |                   |                     |                     |                 |                        |                        |                  |                  |                     |                     |                     |                   |                     |                     |                  |                 |                 |                     |                     |                   |                   |        |        |        |        |        |        |        |        |        |        |        |        |        |        |        |        |        |        |        |        |        |        |        |        |        |        |        |        |        |        |        |        |        |        |        |        |        |        |
| Ruka HS142                                                                    | Ruka HS142        | Ruka HS142      | Engelberg HS140    | Engelberg HS140 | Innsbruck HS128 | Innsbruck HS128   | Willingen HS147   | Willingen HS147     | Willingen HS147     | Willingen HS147 | Klingenthal HS140      | Klingenthal HS140      | Brotterode HS117 | Brotterode HS117 | Zakopane HS140      | Zakopane HS140      | Czajkowskij HS140   | Czajkowskij HS140 | punkty              | punkty              | punkty           | punkty          | punkty          | punkty              | punkty              | punkty            | punkty            | punkty | punkty | punkty | punkty | punkty | punkty | punkty | punkty | punkty | punkty | punkty | punkty | punkty | punkty | punkty | punkty | punkty | punkty | punkty | punkty | punkty | punkty | punkty | punkty | punkty | punkty | punkty | punkty | punkty | punkty | punkty |        |        |        |        |        |        |        |
| -                                                                             | -                 | -               | 3                  | 5               | -               | -                 | -                 | -                   | -                   | -               | 7                      | 11                     | -                | -                | -                   | -                   | -                   | -                 | 165                 | 165                 | 165              | 165             | 165             | 165                 | 165                 | 165               | 165               | 165    | 165    | 165    | 165    | 165    | 165    | 165    | 165    | 165    | 165    | 165    | 165    | 165    | 165    | 165    | 165    | 165    | 165    | 165    | 165    | 165    | 165    | 165    | 165    | 165    | 165    | 165    | 165    | 165    | 165    | 165    |        |        |        |        |        |        |        |
| Legenda                                                                       |                   |                 |                    |                 |                 |                   |                   |                     |                     |                 |                        |                        |                  |                  |                     |                     |                     |                   |                     |                     |                  |                 |                 |                     |                     |                   |                   |        |        |        |        |        |        |        |        |        |        |        |        |        |        |        |        |        |        |        |        |        |        |        |        |        |        |        |        |        |        |        |        |        |        |        |        |        |        |
| 1 2 3 4-10 11-30 poniżej 30 dq – dyskwalifikacja - – zawodnik nie wystartował |                   |                 |                    |                 |                 |                   |                   |                     |                     |                 |                        |                        |                  |                  |                     |                     |                     |                   |                     |                     |                  |                 |                 |                     |                     |                   |                   |        |        |        |        |        |        |        |        |        |        |        |        |        |        |        |        |        |        |        |        |        |        |        |        |        |        |        |        |        |        |        |        |        |        |        |        |        |        |

## Letni Puchar Kontynentalny

### Miejsca w klasyfikacji generalnej
| Sezon | Miejsce | Źr.    |
| ----- | ------- | ------ |
| 2006  | 16.     | [ 53 ] |
| 2017  | 74.     | [ 52 ] |
| 2018  | 39.     | [ 52 ] |

### Zwycięstwa w konkursach indywidualnych Letniego Pucharu Kontynentalnego chronologicznie
| Nr | Dzień    | Rok  | Miejscowość | Skocznia             | Punkt K | HS    | Skok 1  | Skok 2 | Nota      |
| -- | -------- | ---- | ----------- | -------------------- | ------- | ----- | ------- | ------ | --------- |
| 1. | 23 lipca | 2006 | Villach     | Villacher Alpenarena | K-90    | HS-98 | 100,5 m | 97,0 m | 267,5 pkt |

### Miejsca na podium w konkursach indywidualnych Letniego Pucharu Kontynentalnego chronologicznie
| Nr | Dzień    | Rok  | Miejscowość | Skocznia             | Punkt K | HS    | Skok 1  | Skok 2 | Nota      | Lok. | Strata | Zwycięzca |
| -- | -------- | ---- | ----------- | -------------------- | ------- | ----- | ------- | ------ | --------- | ---- | ------ | --------- |
| 1. | 23 lipca | 2006 | Villach     | Villacher Alpenarena | K-90    | HS-98 | 100,5 m | 97,0 m | 267,5 pkt | 1.   | –      | –         |

### Miejsca w poszczególnych konkursachLetniego Pucharu Kontynentalnego
| Źródło                                                                        | Źródło       | Źródło        | Źródło       | Źródło                       | Źródło           | Źródło            | Źródło            | Źródło          | Źródło         | Źródło         | Źródło            | Źródło            | Źródło | Źródło | Źródło | Źródło | Źródło | Źródło | Źródło | Źródło | Źródło | Źródło | Źródło | Źródło | Źródło | Źródło |
| ----------------------------------------------------------------------------- | ------------ | ------------- | ------------ | ---------------------------- | ---------------- | ----------------- | ----------------- | --------------- | -------------- | -------------- | ----------------- | ----------------- | ------ | ------ | ------ | ------ | ------ | ------ | ------ | ------ | ------ | ------ | ------ | ------ | ------ | ------ |
| 2006                                                                          |              |               |              |                              |                  |                   |                   |                 |                |                |                   |                   |        |        |        |        |        |        |        |        |        |        |        |        |        |        |
| Velenje HS94                                                                  | Velenje HS94 | Villach HS98  | Villach HS98 | Oberstdorf HS137             | Oberstdorf HS137 | Lillehammer HS100 | Lillehammer HS100 | punkty          | punkty         | punkty         | punkty            | punkty            | punkty | punkty | punkty | punkty |        |        |        |        |        |        |        |        |        |        |
| -                                                                             | -            | 7             | 1            | -                            | -                | -                 | -                 | 136             | 136            | 136            | 136               | 136               | 136    | 136    | 136    | 136    |        |        |        |        |        |        |        |        |        |        |
| 2017                                                                          |              |               |              |                              |                  |                   |                   |                 |                |                |                   |                   |        |        |        |        |        |        |        |        |        |        |        |        |        |        |
| Kranj HS109                                                                   | Kranj HS109  | Szczyrk HS106 | Wisła HS134  | Frenštát pod Radhoštěm HS106 | Stams HS115      | Stams HS115       | Trondheim HS138   | Trondheim HS138 | Râșnov HS100   | Râșnov HS100   | Klingenthal HS140 | Klingenthal HS140 | punkty |        |        |        |        |        |        |        |        |        |        |        |        |        |
| -                                                                             | -            | -             | -            | -                            | 21               | 17                | -                 | -               | -              | -              | -                 | -                 | 24     |        |        |        |        |        |        |        |        |        |        |        |        |        |
| 2018                                                                          |              |               |              |                              |                  |                   |                   |                 |                |                |                   |                   |        |        |        |        |        |        |        |        |        |        |        |        |        |        |
| Kranj HS109                                                                   | Kranj HS109  | Szczyrk HS106 | Wisła HS134  | Frenštát pod Radhoštěm HS106 | Stams HS115      | Stams HS115       | Oslo HS106        | Oslo HS106      | Zakopane HS140 | Zakopane HS140 | Klingenthal HS140 | Klingenthal HS140 | punkty |        |        |        |        |        |        |        |        |        |        |        |        |        |
| -                                                                             | -            | -             | -            | -                            | 7                | 6                 | -                 | -               | -              | -              | -                 | -                 | 76     |        |        |        |        |        |        |        |        |        |        |        |        |        |
| Legenda                                                                       |              |               |              |                              |                  |                   |                   |                 |                |                |                   |                   |        |        |        |        |        |        |        |        |        |        |        |        |        |        |
| 1 2 3 4-10 11-30 poniżej 30 dq – dyskwalifikacja - − zawodnik nie wystartował |              |               |              |                              |                  |                   |                   |                 |                |                |                   |                   |        |        |        |        |        |        |        |        |        |        |        |        |        |        |

## FIS Cup

### Miejsca w klasyfikacji generalnej
| Sezon     | Miejsce |
| --------- | ------- |
| 2005/2006 | 3.      |

### Zwycięstwa w konkursach indywidualnych FIS Cup chronologicznie
| Nr | Dzień   | Rok  | Miejscowość | Skocznia   | Punkt K | HS    | Skok 1 | Skok 2 | Nota      |
| -- | ------- | ---- | ----------- | ---------- | ------- | ----- | ------ | ------ | --------- |
| 1. | 4 marca | 2006 | Sapporo     | Miyanomori | K-90    | HS-98 | 91,0 m | 99,5 m | 251,0 pkt |

### Miejsca na podium w konkursach indywidualnych FIS Cup chronologicznie
| Nr | Dzień      | Rok  | Miejscowość | Skocznia                   | Punkt K | HS     | Skok 1 | Skok 2 | Nota      | Lok. | Strata   | Zwycięzca     |
| -- | ---------- | ---- | ----------- | -------------------------- | ------- | ------ | ------ | ------ | --------- | ---- | -------- | ------------- |
| 1. | 1 stycznia | 2006 | Seefeld     | Toni-Seelos-Olympiaschanze | K-90    | HS-100 | 93,5 m | 94,5 m | 244,0 pkt | 2.   | 11,5 pkt | Mario Innauer |
| 2. | 1 marca    | 2006 | Zaō         | Yamagata                   | K-90    | HS-100 | 95,0 m | 89,0 m | 236,5 pkt | 2.   | 15,0 pkt | Mario Innauer |
| 3. | 4 marca    | 2006 | Sapporo     | Miyanomori                 | K-90    | HS-98  | 91,0 m | 99,5 m | 251,0 pkt | 1.   | –        | –             |

### Miejsca w poszczególnych konkursachFIS Cupu
| Źródło                                                                        | Źródło   | Źródło        | Źródło        | Źródło       | Źródło       | Źródło    | Źródło    | Źródło | Źródło | Źródło  | Źródło    | Źródło    | Źródło | Źródło | Źródło     | Źródło     | Źródło | Źródło | Źródło  | Źródło   | Źródło | Źródło | Źródło | Źródło | Źródło | Źródło | Źródło | Źródło | Źródło | Źródło | Źródło | Źródło | Źródło | Źródło | Źródło | Źródło | Źródło | Źródło | Źródło |
| ----------------------------------------------------------------------------- | -------- | ------------- | ------------- | ------------ | ------------ | --------- | --------- | ------ | ------ | ------- | --------- | --------- | ------ | ------ | ---------- | ---------- | ------ | ------ | ------- | -------- | ------ | ------ | ------ | ------ | ------ | ------ | ------ | ------ | ------ | ------ | ------ | ------ | ------ | ------ | ------ | ------ | ------ | ------ | ------ |
| Sezon 2005/2006                                                               |          |               |               |              |              |           |           |        |        |         |           |           |        |        |            |            |        |        |         |          |        |        |        |        |        |        |        |        |        |        |        |        |        |        |        |        |        |        |        |
| Predazzo                                                                      | Predazzo | Bischofshofen | Bischofshofen | Sankt Moritz | Sankt Moritz | Vikersund | Vikersund | Kuopio | Kuopio | Seefeld | Harrachov | Harrachov | Ljubno | Ljubno | Courchevel | Courchevel | Zaō    | Zaō    | Sapporo | Zakopane | punkty |        |        |        |        |        |        |        |        |        |        |        |        |        |        |        |        |        |        |
| -                                                                             | -        | -             | -             | -            | -            | -         | -         | -      | -      | 2       | -         | -         | -      | -      | -          | -          | 2      | 6      | 1       | -        | 300    |        |        |        |        |        |        |        |        |        |        |        |        |        |        |        |        |        |        |
| Legenda                                                                       |          |               |               |              |              |           |           |        |        |         |           |           |        |        |            |            |        |        |         |          |        |        |        |        |        |        |        |        |        |        |        |        |        |        |        |        |        |        |        |
| 1 2 3 4-10 11-30 poniżej 30 dq – dyskwalifikacja - − zawodnik nie wystartował |          |               |               |              |              |           |           |        |        |         |           |           |        |        |            |            |        |        |         |          |        |        |        |        |        |        |        |        |        |        |        |        |        |        |        |        |        |        |        |

## Mistrzostwa Austrii w skokach narciarskich
Gregor Schlierenzauer jest siedmiokrotnym mistrzem swojego kraju – czterokrotnym na dużej, oraz trzykrotnym na normalnej skoczni. Reprezentant Austrii startuje w mistrzostwach seniorów od 2005 roku. W swoim debiucie był na 28. i 27. miejscu. Od następnego roku Gregor Schlierenzauer w każdym swoim starcie zdobywał tytuł mistrzowski. Szansę na medal na normalnej skoczni w Oberstdorfie w 2007 roku odebrała mu kontuzja, której doznał podczas konkursu na dużym obiekcie.
| 2005 Stams K-105, Innsbruck K-120         | – | 28. miejsce (normalna skocznia), 27. miejsce (duża skocznia)     |
| 2006 Ramsau K-90, Bischofshofen K-125     | – | złoty medal (normalna skocznia), złoty medal (duża skocznia)     |
| 2007 Oberstdorf (Niemcy): K-120, K-90     | – | złoty medal (duża skocznia), nie wystartował (normalna skocznia) |
| 2008 Villach K-90, Bischofshofen K-125    | – | złoty medal (normalna skocznia), złoty medal (duża skocznia)     |
| 2009 Stams K-105, Innsbruck K-120         | – | złoty medal (normalna skocznia), złoty medal (duża skocznia)     |
| 2010 Bischofshofen K-125, Hinzenbach K-85 | – | 6. miejsce (duża skocznia), złoty medal (normalna skocznia)      |
| 2011 Bischofshofen K-125                  | – | złoty medal (duża skocznia)                                      |
| 2012 Bischofshofen K-125                  | – | srebrny medal (duża skocznia)                                    |
| 2013 Stams K-105, Innsbruck K-120         | – | 5. miejsce (normalna skocznia), srebrny medal (duża skocznia)    |
| 2014 Innsbruck K-120, Tschagguns K-97     | – | 6. miejsce (duża skocznia), 5. miejsce (normalna skocznia)       |
| 2015 Bischofshofen K-125, Villach K-90    | – | 5. miejsce (duża skocznia), 6. miejsce (normalna skocznia)       |
| 2017 Bischofshofen K-125                  | – | srebrny medal (duża skocznia)                                    |

### Starty G. Schlierenzauera w mistrzostwach Austrii chronologicznie
| Miejsce | Dzień           | Rok  | Miejscowość   | Skocznia                   | Punkt K | HS     | Skok 1  | Skok 2  | Nota      | Strata    | Zwycięzca          | Źródło |
| ------- | --------------- | ---- | ------------- | -------------------------- | ------- | ------ | ------- | ------- | --------- | --------- | ------------------ | ------ |
| 28.     | 15 października | 2005 | Stams         | Brunnentalschanzen         | K-105   | HS-115 | 84,5 m  | 84,0 m  | 145,3 pkt | 127,3 pkt | Thomas Morgenstern |        |
| 27.     | 16 października | 2005 | Innsbruck     | Bergisel                   | K-120   | HS-130 | 105,0 m | 105,0 m | 157,9 pkt | 101,6 pkt | Thomas Morgenstern |        |
| 1.      | 14 października | 2006 | Ramsau        | Mattensprunganlage         | K-90    | HS-98  | 100,5 m | 91,5 m  | 251,2 pkt | –         | –                  |        |
| 1.      | 15 października | 2006 | Bischofshofen | im. Paula Ausserleitnera   | K-125   | HS-140 | 138,5 m | 137,5 m | 275,8 pkt | –         | –                  |        |
| 1.      | 20 października | 2007 | Oberstdorf    | Schattenbergschanze        | K-120   | HS-137 | 144,0 m | 145,5 m | 313,1 pkt | –         | –                  |        |
| 1.      | 18 października | 2008 | Villach       | Alpenarena                 | K-90    | HS-98  | 94,5 m  | 88,5 m  | 238,5 pkt | –         | –                  |        |
| 1.      | 19 października | 2008 | Bischofshofen | im. Paula Ausserleitnera   | K-125   | HS-140 | 143,0 m | 138,0 m | 292,8 pkt | –         | –                  |        |
| 1.      | 17 października | 2009 | Stams         | Brunnentalschanzen         | K-105   | HS-115 | 109,5 m | 118,0 m | 257,0 pkt | –         | –                  |        |
| 1.      | 18 października | 2009 | Innsbruck     | Bergisel                   | K-120   | HS-130 | 129,5 m | 125,0 m | 259,6 pkt | –         | –                  |        |
| 6.      | 8 października  | 2010 | Bischofshofen | im. Paula Ausserleitnera   | K-125   | HS-140 | 127,0 m | 127,5 m | 236,1 pkt | 39,5 pkt  | Thomas Morgenstern | [ 56 ] |
| 1.      | 10 października | 2010 | Hinzenbach    | Aigner-Schanze             | K-85    | HS-94  | 90,5 m  | 87,0 m  | 245,0 pkt | –         | –                  | [ 56 ] |
| 1.      | 7 października  | 2011 | Bischofshofen | im. Paula Ausserleitnera   | K-125   | HS-140 | 140,0 m | 138,5 m | 288,3 pkt | –         | –                  | [ 57 ] |
| 2.      | 5 października  | 2012 | Bischofshofen | im. Paula Ausserleitnera   | K-125   | HS-140 | 125,5 m | 127,5 m | 233,4 pkt | 2,0 pkt   | Wolfgang Loitzl    |        |
| 5.      | 5 października  | 2013 | Stams         | Brunnentalschanzen         | K-105   | HS-115 | 115,5 m | 95,5 m  | 230,8 pkt | 18,0 pkt  | Andreas Kofler     |        |
| 2.      | 6 października  | 2013 | Innsbruck     | Bergisel                   | K-120   | HS-130 | 123,0 m | 130,0 m | 250,9 pkt | 4,0 pkt   | Andreas Kofler     |        |
| 6.      | 9 października  | 2014 | Innsbruck     | Bergisel                   | K-120   | HS-130 | 124,0 m | –       | 120,2 pkt | 12,4 pkt  | Stefan Kraft       |        |
| 5.      | 12 października | 2014 | Tschagguns    | Montafoner Schanzenzentrum | K-97    | HS-108 | 95,0 m  | 96,0 m  | 221,0 pkt | 18,5 pkt  | Michael Hayböck    |        |
| 5.      | 23 października | 2015 | Bischofshofen | im. Paula Ausserleitnera   | K-125   | HS-140 | 123,5 m | 122,5 m | 223,1 pkt | 17,8 pkt  | Michael Hayböck    |        |
| 6.      | 25 października | 2015 | Villach       | Alpenarena                 | K-90    | HS-98  | 91,0 m  | 90,0 m  | 230,7 pkt | 39,7 pkt  | Stefan Kraft       |        |
| 2.      | 7 października  | 2017 | Bischofshofen | im. Paula Ausserleitnera   | K-125   | HS-140 | 137,5 m | 135,5 m | 274,0 pkt | 1,3 pkt   | Michael Hayböck    |        |

## Rekordy skoczni
Lista rekordów Gregora Schlierenzauera uszeregowana chronologicznie:
| Lp. | Dzień           | Rok  | Miejscowość            | Skocznia                       | Odległość | Uwagi                         |
| --- | --------------- | ---- | ---------------------- | ------------------------------ | --------- | ----------------------------- |
| 1.  | 14 sierpnia     | 2006 | Courchevel             | Tremplin Le Praz               | 134,5 m   | Rekord letni                  |
| 2.  | 14 października | 2006 | Villach                | Alpenarena                     | 100,5 m   | Rekord letni                  |
| 3.  | 16 sierpnia     | 2007 | Pragelato              | Trampolino a Monte             | 143,5 m   | Rekord letni                  |
| 4.  | 5 października  | 2007 | Klingenthal            | Vogtland Arena                 | 146,0 m   |                               |
| 5.  | 20 października | 2007 | Oberstdorf             | Schattenbergschanze            | 145,5 m   | Rekord letni                  |
| 6.  | 1 grudnia       | 2007 | Ruka                   | Rukatunturi                    | 147,0 m   | Rekord oficjalny              |
| 7.  | 1 stycznia      | 2008 | Garmisch-Partenkirchen | Große Olympiaschanze           | 141,0 m   | Rekord oficjalny              |
| 8.  | 5 stycznia      | 2008 | Bischofshofen          | Paul-Ausserleitner-Schanze     | 145,0 m   | Rekord nieoficjalny (trening) |
| 9.  | 7 marca         | 2008 | Lillehammer            | Lysgårdsbakken                 | 143,0 m   | Rekord oficjalny              |
| 10. | 1 sierpnia      | 2008 | Einsiedeln             | Andreas Küttel-Schanze         | 121,0 m   | Rekord letni                  |
| 11. | 6 grudnia       | 2008 | Trondheim              | Granåsen                       | 140,0 m   | Rekord oficjalny              |
| 12. | 10 stycznia     | 2009 | Tauplitz               | Kulm                           | 215,5 m   | Rekord oficjalny              |
| 13. | 25 stycznia     | 2009 | Whistler               | Whistler Olympic Park Ski Jump | 149,0 m   | Rekord oficjalny              |

## Wyróżnienia

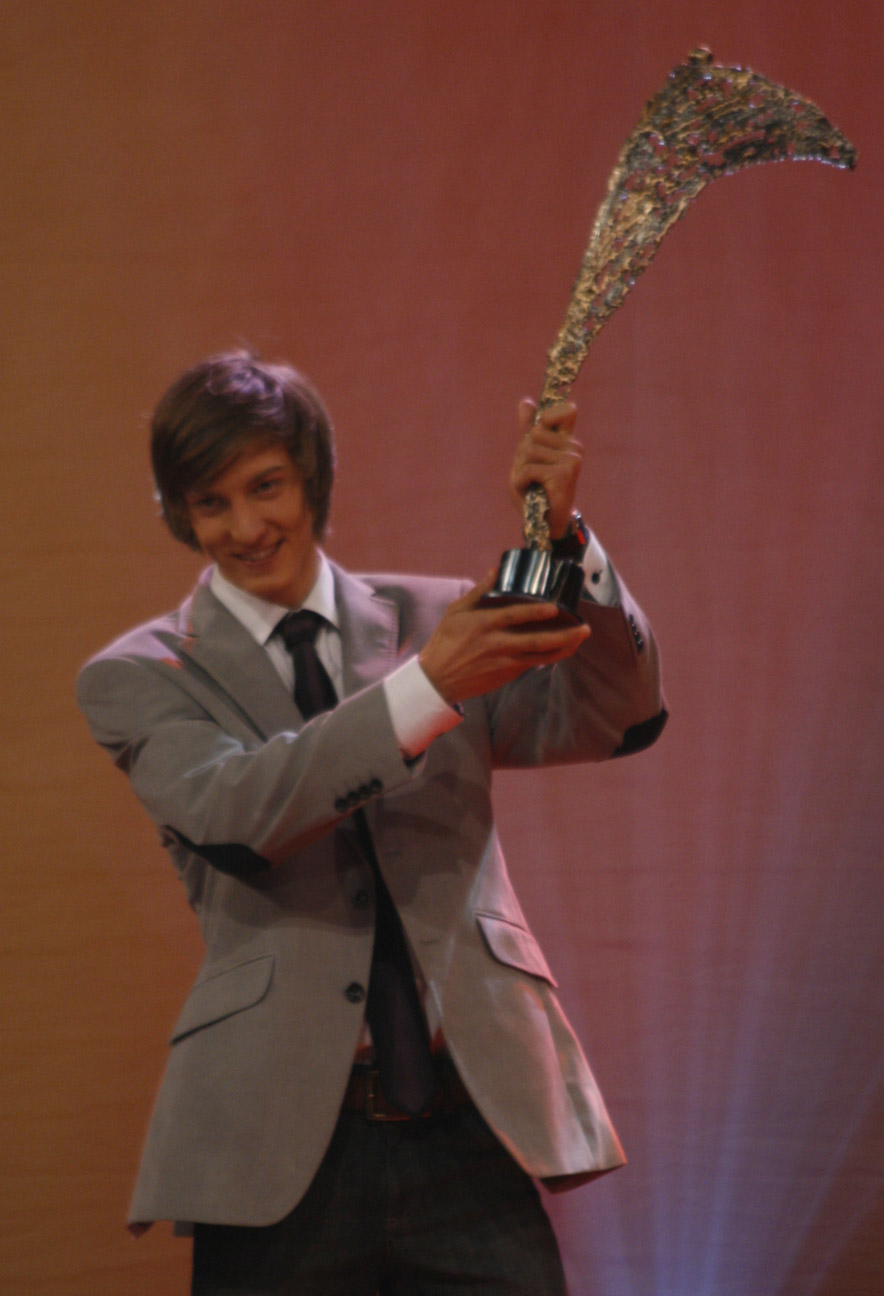
Gregor Schlierenzauer z nagrodą za zwycięstwo w kategorii „drużyna roku”

Gregor Schlierenzauer w plebiscycie na najlepszego sportowca Austrii w 2008 roku zajął trzecie miejsce, przegrywając z innym skoczkiem kadry A – Thomasem Morgensternem oraz wicemistrzem olimpijskim w judo z Pekinu – Ludwigiem Paischerem. Rok później w tym samym plebiscycie zajął drugie miejsce. Przegrał tylko z kolegą z reprezentacji Wolfgangiem Loitzlem.

## Odznaczenia
- Goldenes Ehrenzeichen für Verdienste um die Republik Österreich – 2007[73][74]

## Sprzęt narciarski
Gregor Schlierenzauer używa nart firmy Fischer, wiązań firmy Win Air i butów marki Jalas. Należy do teamu Red Bull.